# Linaje de los Jiménez de Urrea
Los Jiménez de Urrea o Ximénez de Urrea fue una casa noble destacada en el Reino de Aragón durante la Edad Media, reconocida por Carlos I de España en las Cortes de Monzón de 1528 como una de las ocho "grandes casas de Aragón".

## Leyendas  origen de la familia
Las primeras noticias que se tienen de los Ximenez de Urrea son del reinado de Alfonso I de Aragón con Pedro Jiménez de Urrea, quien tenía bajo su dominio Urrea de Jalón, El Bayo y Biota, a lo largo del tiempo la familia fue generando una leyenda fundacional vinculando el origen de la misma a varios personajes de origen imperial o real, quedando el verdadero origen de la familia oculto. 

### Como descendientes de Enrique IV
El origen de esta leyenda se encuentra en la Recopilación del linaje de la Casa de Urrea, obra realizada por el primer cronista de la familia Pedro de Funes y encargada por Miguel Ximénez de Urrea y Híjar V vizconde de Rueda y II conde de Aranda. Esta obra se basa principalmente en un texto del 1389, de origen apócrifo, mandado copiar por el I conde de Aranda Lope Ximénez de Urrea y Centelles y en el que se narra que el emperador Enrique IV había realizado una peregrinación a Santiago de Compostela junto a su familia y que de regreso a sus feudos se encontró con el rey aragonés Pedro I en el asedio a Huesca, siendo aquí donde uno de sus hijos, Maximiliano, decidió quedarse al servicio del aragonés y adoptar el apellido del primer lugar que conquistase, que según la leyenda fue Urrea de Hijar y tras el cual empezó a ser llamado Ximén.

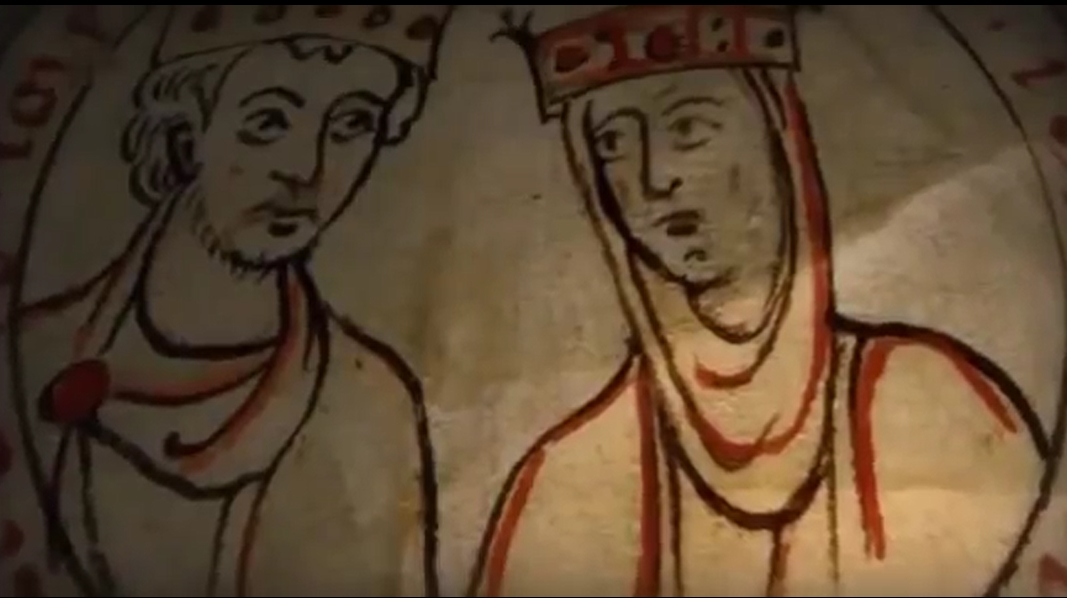
Enrique IV y Berta de Saboya fueron, según la leyenda, los padres de Maximiliano, el fundador legendario de la Casa de los Ximénez de Urrea.

Ya en el 1499 Gauberto Fabricio de Vagad publicó su obra Crónica de Aragón  en donde otorgaba al  caballero alemán que apareció junto a San Jorge en la Batalla de Alcoraz, tras haber estado presentes en la Batalla de Antioquía tal y como lo narra la Crónica de San Juan de la Peña, la identidad de este príncipe ficticio, hijo de Enrique IV.  
Este método de vinculación a la esfera real aragonesa fue a menudo utilizado por distintos linajes de la nobleza aragonesa, que usaban este hecho bélico tan importante para el entonces incipiente reino aragonés como forma de incrementar el prestigio del linaje o como base para la petición de prerrogativas en los siglos XV y XVI tal y como hizo Martín Ximénez de Urrea y Fernández de Heredia, hermano del VI conde de Aranda, quien imprimió un Memorial entre el 1660 y 1670 en donde exponía esta supuesta ascendencia imperial a la vez que pedía al Rey una merced nobiliaria o un oficio palatino.  
Otros autores como el Rey de Armas de Fernando II, Juan Ortega de Prado, quien en su obra manuscrita Crónica de los linajes de Aragón y Castilla repitió los mismos argumentos que Funes, mientras que otros como Alonso Téllez de Meneses en su obra Nobiliario de España y Lucio Marineo Sículo en Opus de Rebus Hispaniae memorabilibus dedicaron poca tinta a la casa en sus obras pero continuaron la naciente narrativa del origen imperial de la casa. 
El primer autor que desacreditó de forma frontal esta narrativa y la tachó como improbable fue el cronista Jerónimo Zurita, quien recomendaba no dar demasiado crédito a elementos tan fabulosos en las distintas historias familiares nobles. A pesar de la advertencia del autor de los Anales de Aragón y del refuerzo de su sucesor Jerónimo de Blancas, la leyenda continuó al alza, usando a menudo citas incompletas de la obra del zaragozano para adaptarlas a la narrativa deseada como hizo Tomás Tamayo de Vargas, Cronista General de Castilla e Historiador General de las Indias en el Historial de la familia de Alagón o citando a los cronistas de la familia como sería el caso de Vicencio Blasco de Lanuza, en sus Historias eclesiásticas y seculares de Aragón.
Otra obra que también tilda este origen imperial como "meras conjeturas" es el Nobiliario de Aragón del autor Pedro Garcés de Cariñena, aunque Pedro Moreno Meyerhoff y Francisco Moxo y Montoliú lo atribuyen al propio Zurita, quien había dejado notas manuscritas en la obra, quien defendía que la población de origen del feudo era la población zaragozana Urrea de Jalón, que por su situación más al norte habría sido conquistada antes que Urrea de Gaén, al igual que fecha a sus primeros miembros en la época de Ramón Berenguer IV, que encaja con los primeros documentos existentes de esta familia. La localización del feudo original de los Urrea en Urrea de Jalón también fue apoyado por el segundo cronista de la familia, Jaime de Abiego, quien reconocía que no había noticias sobre la población de Híjar fuera el origen, aunque si que defendía el origen imperial de forma frontal, al ser el notario público de Épila.
Respecto al posible origen de la familia, el poeta Luis de Zapata escribió en su obra Carlo Famoso unos endecasílabos en los que menciona el origen godo de la familia, algo muy común en la vieja nobleza castellano-leonesa:

De la Antigua y Real sangre de Urrea 
seys vandas desta suerte repartidas
tres azules tres blancas en tu ydea 
son en todo el mundo armas conocidas
de la Antigua y Real Cassa de Urrea;
 en Aragón son ahora sus manidas,
vaya a buscarla allá quien las dessea
antiguamente vienen sus arreos 
de los antiguos godos Pirineos.
Luis Zapata de Chaves

El último de los tres cronistas de la familia, Juan Lorenzo de Merenzi y Aldaya, escribió su obra Historia manuscrita de la Ilustre Casa y Familia de Ximénez de Urrea en dedicación a la V condesa de Aranda, Luisa de Padilla y Manrique, de quien era secretario y médico personal. En la primera parte de la obra trata el origen de la familia, tratando los distintos orígenes de la familia que se habían difundido: 
- Sobre el origen godo de la familia él defiende la idea de que no era honroso el dar ese origen a la familia tras lo que según el fue la traición de los godos al permitir la conquista musulmana de España.
- Sobre la idea de que descendían del caballero alemán que según la leyenda apareció junto a San Jorge en la Batalla de Alcoraz, Merenzi lo desacredita esa teoría aduciendo que no hacía falta recurrir a hechos milagrosos para datar la antigüedad de la familia, así como desacredita la idea de que fuera el antepasado de los Fieschi de Génova, aduciéndolo a la falta de los documentos que se quemaron en San Juan de la Peña. Aun así considera que ambas casas se originaron de la misma dinastía en la misma época.
- Respecto a la opinión de que descendían de nobles aragoneses que se habían refugiado en las montañas de Jaca y que participaron en la elección de los primeros reyes del Sobrarbe, él arguye que su origen era alemán, volviendo a traer al frente al hijo ficticio de Enrique IV, Maximiliano, a través de quien habían obtenido la ricohombría.

Posteriormente defendía que el origen era el mismo que ya había puesto por escrito Funes aunque intentando rellenar algunas lagunas de la historia como la falta de mención alguna de un hijo de Enrique IV llamado Maximiliano, a lo que él sostiene que había llegado a tierras de Aragón "en tierna edad" y "solo había sido conocido en ella", planteando también que la fama de los otros hijos de Enrique pudo tapar la existencia de otros hijos tenidos con su primera mujer Berta o su segunda Eupraxia.
Después de aclarar esas lagunas continua narrando que en la Batalla de Alcoraz llegó a cortar una de las cabezas de los reyes musulmanes que más tarde formarían parte junto a la cruz del posterior escudo de Aragón, recibiendo ahí mismo la ricahombría y continuando posteriormente en las distintas conquistas de Barbastro, Fraga, Calasanz, Pertusa y Alcanadre para fallecer entre el 1120 y 1121 en Zaragoza, siendo enterrado en la Seo de la misma
Ramón Royo, archivero del X conde de Aranda, recibió en 1786 el encargo de averiguar los orígenes de las Casas de Urrea y de Abarca en los documentos y libros conservados en el archivo del monasterio de San Juan de la Peña, al final de su investigación redactó su informe, titulado, Árbol genealógico de la Illtma. Familia de Ximénez de Urrea desde Dn. Enrique Quarto del nombre y octabo Emperador de Alemania y Emperatriz Doña Inés su mujer hasta el Exmo. Sr. Dn. Pedro Pablo Abarca de Bolea Ximénez de Urrea, Conde de Aranda, en donde expuso la tradición historiográfica en torno al tema antes de apuntar que no existe ningún Maximiliano en las firmas de los documentos del rey Pedro I, inscripción y el dibujo de una lápida muy maltrecha de una de las tumbas de nobles del Monasterio de San Juan de la Peña que podría pertenecer a un Simeno o Ximén, uno de los nombres a los que se le adjudicó al fundador originalmente, también anota al existencia de una sala de retratos llamada "Salón del Linage", hoy desaparecido, en el palacio que los condes tenían en Almonacid de la Sierra, donde estaban representados todas las cabezas del linaje según la leyenda hasta el II conde de Aranda, Miguel Ximénez de Urrea.

### Como descendientes de los reyes de Navarra

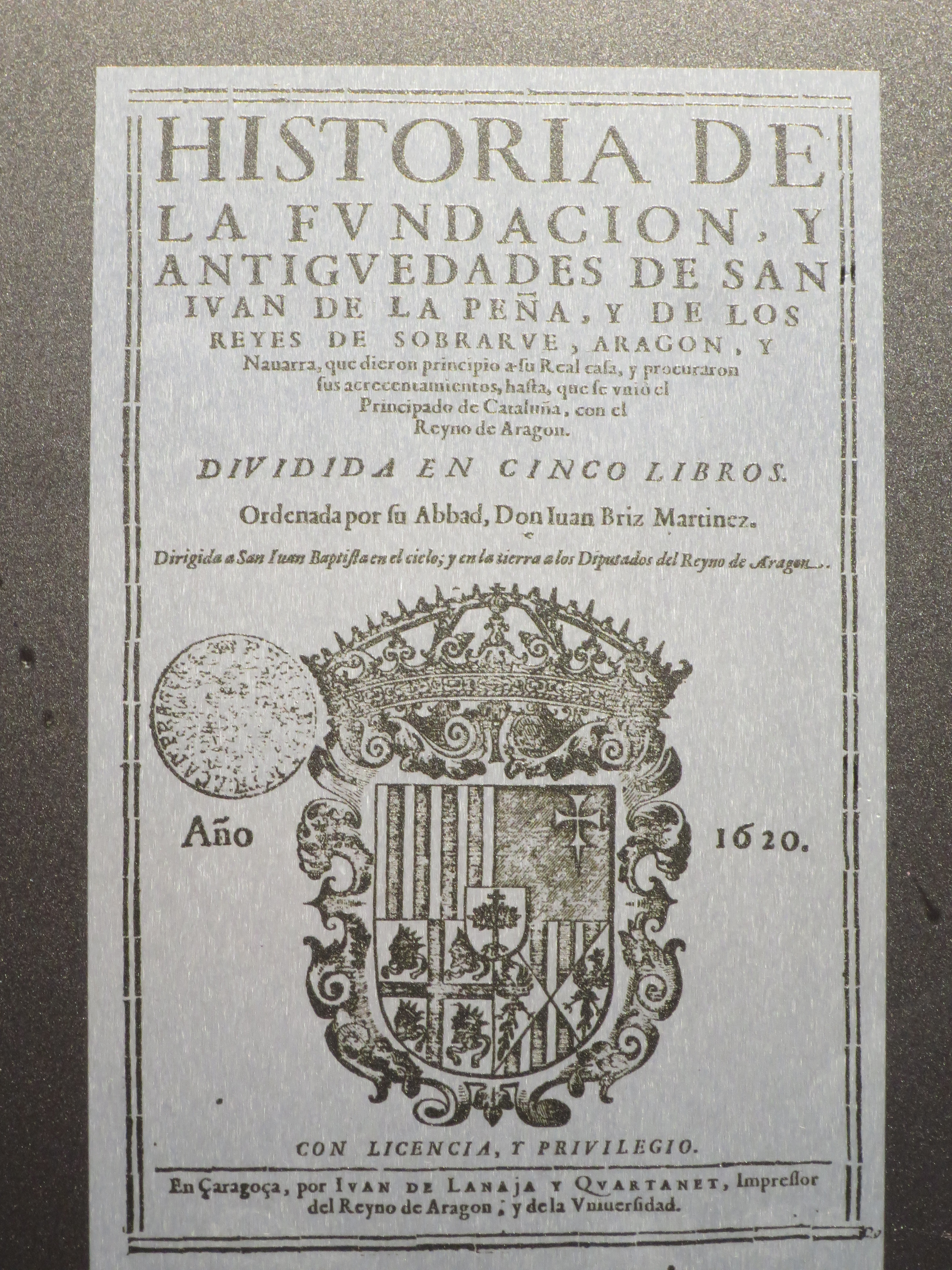
El abad de San Juan de la Peña, Juan Briz, en el preámbulo de su obra Historia de la fundacion y antigüeda des de S. Juan de la Peña y de los reyes, de Sobrarbe, Aragon y Navarra ya descartaba el origen imperial como la casa madre de la familia.

El abad de San Juan de la Peña, Juan Briz Martínez, tras refutar la teoría del origen imperial de la familia basándose en el uso preferente del apellido "Ximénez" como prueba del origen de la dinastía Jimena, teoría que no fue respaldada por otros eruditos de entonces como los posteriores cronistas de la casa de Urrea como lo fue Juan Lorenzo de Merenzi y Aldaya, quien descartaba esta teoría debido a lo prolífico que era. 
Posterior a la publicación de Briz fue la de un autor anónimo, quien ente el 1620 y el 1640 escribió una serie de textos en el cual nombraba a un tal Rui Pérez como el primer Urrea documentado a la vez que rechazaba completamente la tesis del origen imperial, más adelante los ancestros del Rui Perez mencionado, vinculándolo con los señores de Cameros, una familia noble de origen navarro, o con el conde Sancho Ramírez, hijo bastardo del rey Ramiro I de Aragón. Según él la familia se mantuvo en Castilla hasta Pedro Jiménez, quien en el 1110 pasó al servicio de Alfonso I, obteniendo el dominio de Urrea y Turbena y poco después siendo nombrado Justicia de Aragón. Este Pedro Jiménez era muy probablemente hijo de un Ximeno Sánchez y éste a su vez hijo de un Sancho que podría proceder tal vez del entorno tutelar o familiar del conde Sancho Ramírez. Igualmente este vínculo con los señores de Cameros podría provenir de la mujer de este Ximeno Sánchez o la de Pedro Ximénez, pudiendo ser esa la razón del nombre de Rui.

## Nacimiento del linaje y primera rama cadete, los señores de Biota
El primer miembro del linaje fue el Justicia de Aragón entre el 1113 y 1125, Pedro Jiménez, quien ya debía de pertenecer a una familia de cierto prestigio debido a su formación jurídica. Pedro Jiménez fue el tenente de Urrea de Jalón y Turbena, en el valle del Jalón, así como un rico propietario en varias de las principales ciudades del reino y un personaje clave de la administración regia de Alfonso I el Batallador. Su hijo Rodrigo Pérez de Urrea I aparece ya en 1131 como tenente de Urrea de Jalón, topónimo que incorpora desde entonces como sobrenombre característico del linaje. En la guerra civil que siguió a la muerte del Batallador, Rodrigo tomó partido por Ramiro el Monje, apareciendo también a cargo de otras localidades Épila como uno de los principales líderes de ese partido en el Jalón.
Tras la muerte de Rodrigo Pérez en el 1146 la familia se dividirá en dos ramas, la primogénita que hereda el núcleo originario de Urrea y una segunda, que desde 1169 aparece como señores de Biota. En el Jalón la familia había quedado tras las disputas sucesorias como uno de los grandes señores en el nuevo reino independiente de Aragón, progresivamente delimitando su esfera de influencia con la de la Casa de Alagón. Así notablemente el heredero de la rama de Urrea, Jimeno I de Urrea se casó con Oria Íñiguez, hija de Íñigo Galíndez con lo que la familia se consolidaba en las redes nobiliarias de la zona. 
Al servicio de Alfonso II de Aragón, la rama de Urrea incrementó su patrimonio con nuevas posesiones en el sur como Aladrén. Debido a que la rama de Urrea tuvo un mayor crecimiento durante el último tercio del siglo XII y principios del XIII recuperó poco después el señorío de Biota, probablemente debido a la extinción de rama cadete local. Ya antes del 1248 Jimeno II de Urrea, de la rama principal, era también señor de Biota.

### Primera unificación de la Casa con Jimeno de Urrea II y conflicto entre Jimeno III y su madre María Ruiz
El 24 de julio de 1233 el rey aragonés Jaime I concedió a Jimeno de Urrea II, quien ya era señor de Alfindén, el castillo de Alcalatén en recompensa por sus servicios en la primera oleada durante la conquista del reino de Valencia, esta participación en una campaña como fue la de Valencia durante el reinado del joven monarca aragonés era arriesgada pero podía generar unas recompensas considerables que ayudarían a la familia a aumentar su prestigio y patrimonio, aunque ya había sido introducido al círculo regio ya que aparece mencionado junto a su padre Pedro Jiménez de Urrea en el 1209. Tras la muerte de Pedro II en Muret, se dedicó a gestionar y aumentar el patrimonio familiar realizando compras como la de la villa y castillo de Alcañicejo por cuatrocientos morabetinos pero una vez alcanzada la mayoría de edad del rey y el inicio de su actividad independiente empezó a aparecer en los documentos como confirmante, algo que también aportó otras donaciones como fue la de Sollana tras la conquista de Valencia. Otro aspecto importante de este magnate es que en su testamento del 30 de noviembre del 1240, otorgado poco antes de la siguiente campaña militar de Valencia, dejó toda su herencia repartida entre sus tres hijas y su primer hijo, Pedro, a pesar de que su segundo hijo Jimeno aún seguía vivo pero dedicándose a la guerra en ultramar, probablemente debido a su condición de segundón, la razón de su exclusión de la herencia podría ser por haber asumido su muerte o por alguna desavenencia familiar.  
La situación había cambiado en el 1248 tras la muerte de Jimeno II ya que su hijo segundón, Jimeno III, se encuentra presente en los territorios familiares y el heredero Pedro ha fallecido, a lo que Jimeno III reclamó a su madre María Ruiz la herencia de su hermano fallecido y la posición como cabeza de la casa de Urrea pero aunque no se sabe exactamente qué conflicto ocurrió la sucesión no llegó hasta la firma de una concordia entre ambos en la que se hubo de involucrar la Cancillería Real con el propio rey, el arzobispo de Tarragona Pedro de Albalat y el infante Pedro de Portugal, tío del monarca. En principio la concordia firmada el 24 de febrero de 1249, a la que se sometió primeramente el hijo nombrando como valedores a Pedro Cornel mayordomo de Aragón, Jimeno Pérez de Ayerbe y Jimeno Blázquez de Híjar a la vez que se sometía a la jurisdicción del arzobispo de Tarragona pero igualmente solicitaba a su madre que depositase los títulos de propiedad del patrimonio familiar en el monasterio de Rueda para que no fueran manipulados y tras su muerte estos fueran heredados por él y sus hermanas. 
Tras estas sucesivas muestras de sumisión y acatamiento de la concordia, María Ruiz le entregó los castillos y villas de Aladrén, Lucena, Trullás y Pardines, y las heredades de Valencia; así como el resto de heredades y bienes que fueron de su marido y ella, con excepción del castillo y lugar de Cámaras, el castillo y lugar de Biota, el castillo y villa de Sollana, y la heredad de Belchite, al igual que acordaba entregarle en un futuro la villa y castillo de Alcalatén. Hay que tener en cuenta que tanto Alcalatén, como Biota y Sollana, eran los bienes que Jimeno II le había otorgado a su esposa para que dispusiera libremente de ellos, por lo que es posible que buscase mantenerlos durante su vida en forma de usufructo vitalicio a su nombre, a diferencia de las otras tenencias que aún no entregó a su hijo hasta su muerte. 

## Jimeno III y la segunda división de la casa
Sobre Jimeno III no se sabe mucho, al igual que tampoco se sabe por qué se encontraba en ultramar combatiendo y porqué en el primer momento en el que reaparece su padre no le incluye dentro del testamento, aunque si redacta un documento por el cual le concedía una cantidad de dinero considerable.  Se conoce más de él por su testamento del 3 de abril de 1276, donde menciona a su mujer y a sus nueve hijos entre otros datos, que por cualquier otro documento pero a pesar de ser una de las cabezas menos conocidas de la dinastía, los documentos de la Cancillería Real de Jaime I permite vislumbrar que siguió la misma estrategia que su padre y abuelo de mantenerse al servicio de la corona, llegando a aparecer en situaciones solemnes como las Cortes de Ejea de abril del 1262, pero principalmente se centró en la tenencia de Alcalatén como se ve en la concesión del 24 de noviembre de 1282, donde el obispo y el prior del capítulo de Tortosa le concedieron los diezmos de todas las poblaciones del castillo o cuando el 7 de octubre de 1283, el rey estableció el régimen municipal de todos los lugares que don Jimeno tenía en el reino de Valencia.  
Gracias a su testamento sabemos que se casó con Toda Pérez Cornel, hija de Pedro III Cornel, mayordomo del rey y con quien tuvo al menos nueve hijos, de los cuales la mayoría eran menores en el momento de la redacción y razón por la cual estipuló que si el testamento se tuviera que ejecutar por su muerte los menores quedaban bajo la tutela y custodia de su madre, a quien tenían que respetar y honrar como buenos hijos. 
A través de su testamento también se puede observar su estrategia de alianzas matrimoniales, habiendo casado a dos de sus hijas con personajes importantes dentro del círculo de rey como es el caso de su hija Aldonza, a la que casó con Ferrán Sanchez de Castro, barón de Castro y uno de los hijos favoritos de su padre Jaime I a pesar de su origen ilegítimo o Eva, a la que había casado con el noble Lope Ferrench III de Luna, señor de Luna y uno de los principales nobles del reino.  

En el mismo documento menciona a otras tres hijas, Toda, que recibiría una heredad en Belchite tras la muerte de su padre, aunque ya había recibido diez mil morabetinos como dote pero no se sabe con quien, Teresa, que probablemente fue religiosa y Guillerma que siguió la misma vida que su hermana Teresa.  

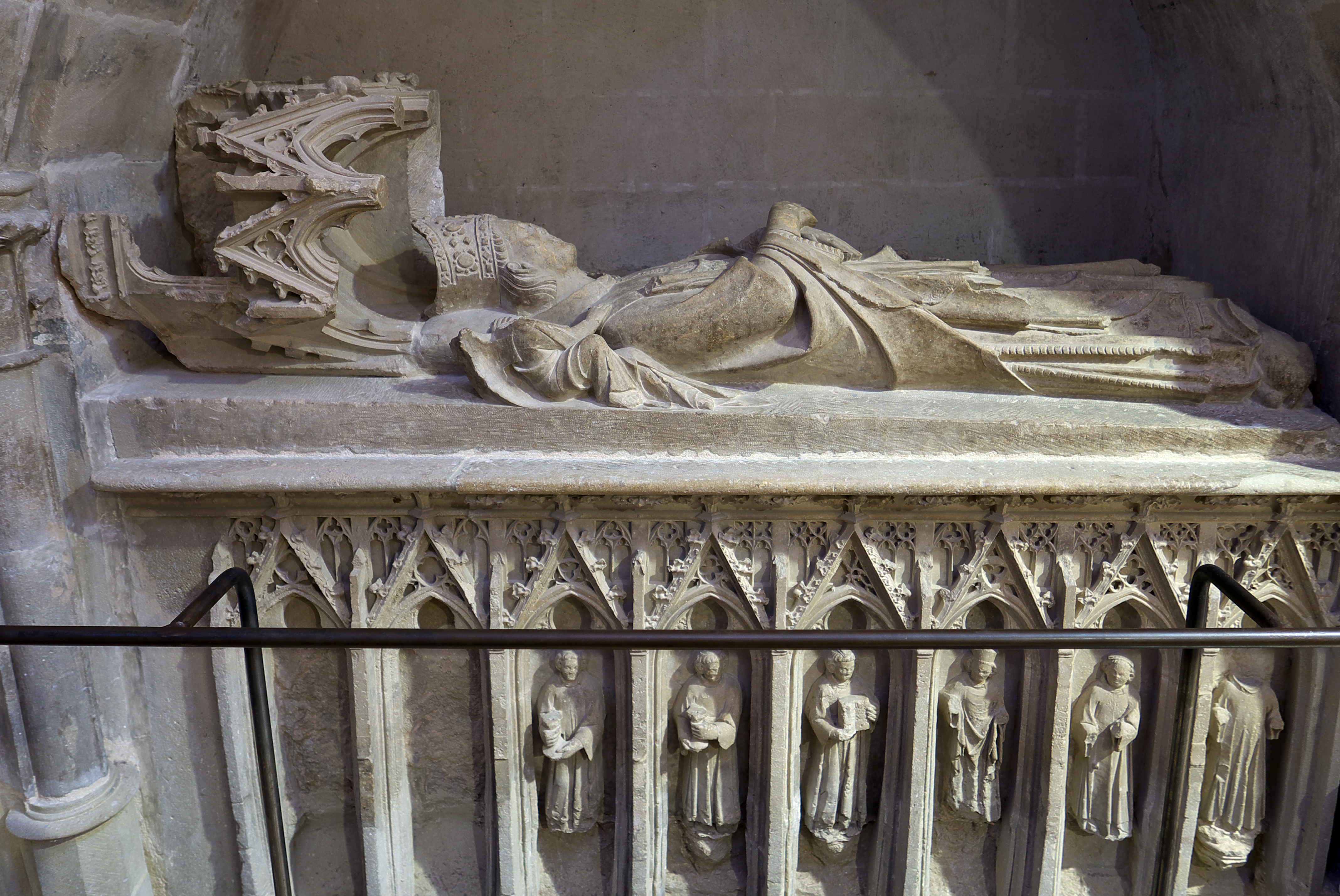
Sepulcro de Miguel Ximénez de Urrea en la catedral de Tarazona.

Respecto a los cuatro hijos del matrimonio se entiende que los dos mayores fueron Jimeno, quien recibiría exclusivamente el patrimonio en el reino de Aragón con Biota, Gallur, Tierga, Aladrén, San Bartolomé, Luco, Panizas y la de Cámaras junto con una heredad en “Fuerasdues” y todos los derechos que le pertenecían en La Almunia de doña Godina, en el castillo y villa de Cabañas de Jalón, en Alpartil, en la heredad de Ricla y en la de Agello, y Juan, quien recibiría el patrimonio ubicado en mayoría en el reino de Valencia con Pieraselz,  Almoafa, Las Salinas, Mores, la tenencia de Alcalatén, con Lucena, Chodos, Araya y Les Useres junto con unas casas en Daroca y la tenencia del castillo y villa de Paüles, que en realidad era de la Orden del Hospital pero que estaba encomendada a Jimeno III, quien dividió entre sus dos hijos mayores el patrimonio que había acumulado hasta entonces. Los otros dos hijos de Jimeno III y Toda Pérez Cornel fueron Lope y Miguel, quienes heredarían en el caso de que uno de sus hermanos, Jimeno en el caso de Lope y Pedro en el de Miguel, fallecieran sin herederos y si esto no sucediera su madre les dotaría para contraer matrimonio o podrían elegir tomar los hábitos como sí hizo Miguel, que llegó a ser obispo de Tarazona. 
A través de esta política tras la muerte de Jimeno III la casa de Urrea volvió a contar con una rama cadete, dividiendo a la familia entre los Urrea de Aragón como línea troncal con los señoríos de Aladrén y Biota como sus principales feudos por un lado y los Urrea valencianos o de Alcalatén, que aunque mantuvieron su presencia en Aragón su principal feudo era el señorío de Alcalatén, en el Reino de Valencia. 

## Estrategias políticas opuestas de las dos líneas familiares
Con el paso del tiempo las distintas ramas siguieron diferentes estrategias políticas, la rama principal con Jimeno IV a la cabeza a menudo mantuvo enfrentamientos con la corona, mientras que la rama valenciana encabezada por Pedro de Urrea se mantuvo cercana a ella, aun así esto no eliminó la solidaridad parenteral que definía estos grupos familiares.

### Los Ximénez de Urrea en Aragón, señores de Biota y Aladrén
Sobre Jimeno Ximénez de Urrea IV sabemos que ejerció desde el 1276 y que se casó con Gracia Dionís, hija de Amor Dionís, señor de Canals, por lo que le dieron Biota, El Bayo, Paniza, Aladrén y Luco como feudos ubicados en Aragón y Sollana, en el reino de Valencia. El matrimonio tuvo tres hijos, Pedro de Urrea, que llegó a ser Obispo de Huesca, Jimeno de Urrea, que murió siendo aún joven como señor de Canals y Juan Ximénez de Urrea, el mayor quien heredó el patrimonio familiar de la línea aragonesa aunque debido a la muerte sin testamento de su padre, acaecida en el 1301, se encontró bajo la tutoría y custodia de sus dos tíos paternos durante su minoría de edad, Miguel Ximénez de Urrea, futuro obispo de Tarazona y su tío homónimo y cabeza de los Urrea valencianos, Juan Jiménez de Urrea I, quien ya había recibido el señorío de Monteagudo.

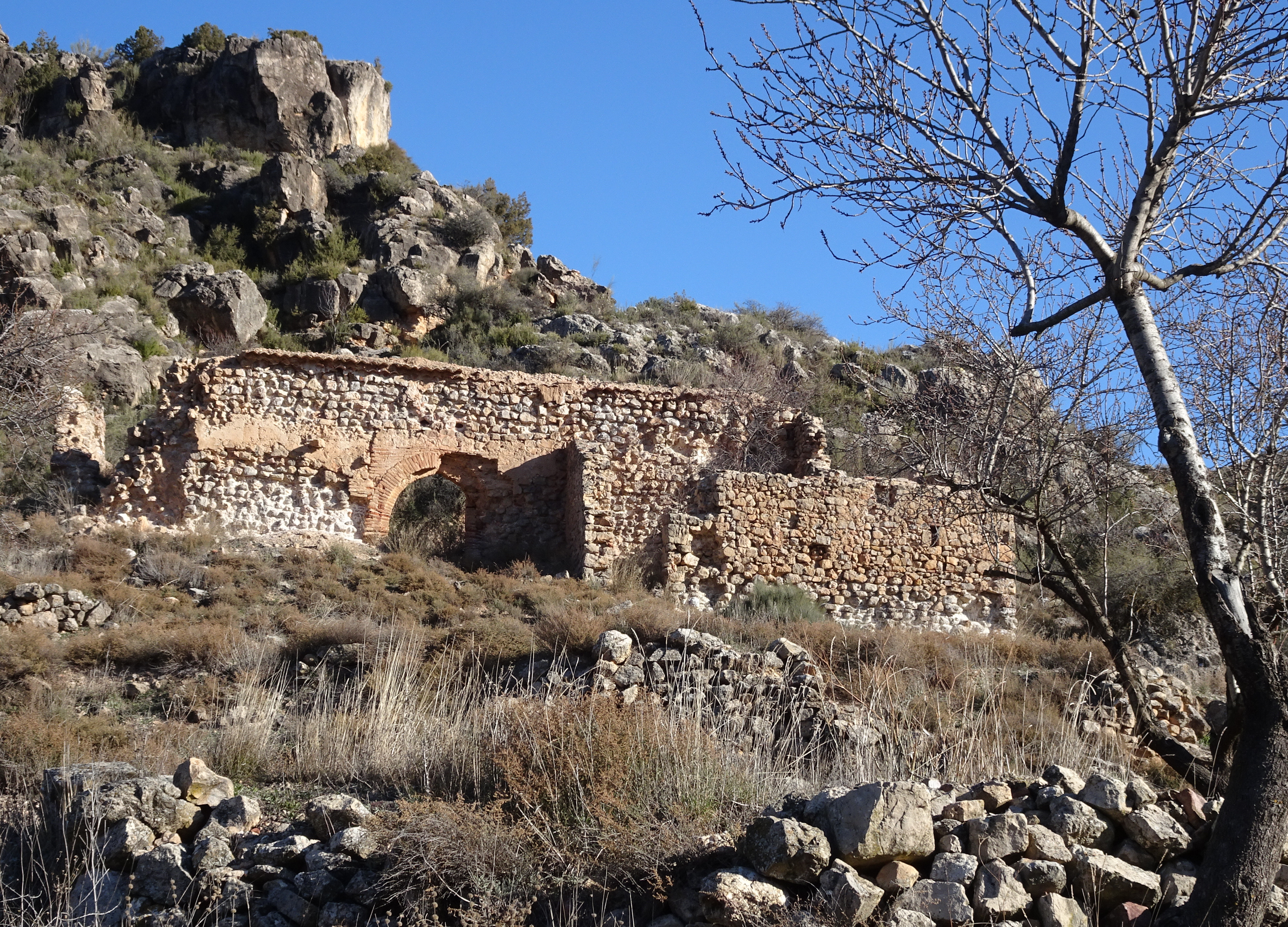
Aunque hoy día es un despoblado, Luco de Huerva fue comprado por Jimeno de Urrea en el 1217 junto con el señorío de Alcañicejo, aunque tras la batalla de Épila, este fue confiscado.

Juan Ximénez de Urrea se casó dos veces en su vida, el primer matrimonio fue con Sibila de Anglesola con quien tuvo a su hijo y heredero homónimo, tras la muerte de su mujer, posiblemente debido al parto, contrajo segundas nupcias con Elvira Cornel, hija de Ximeno Cornel, señor de Alfajarín, con quien tuvo poco después dos hijas, Beatriz y Violante. Tras alcanzar la mayoría de edad e iniciar una actividad política independiente Juan Ximénez mantuvo una posición de conflicto con la Corona aragonesa, llegando a ser alejado de las cortes previas a la rebelión de la Unión Aragonesa, que lideró hasta el punto de liderar las fuerzas aragonesas durante la Batalla de Épila, donde falleció en combate y su heredero fue capturado para ser ejecutado en prisión bajo las órdenes de Pedro IV.
La rama no desapareció al completo aunque el rey confisco el patrimonio familiar, poco a poco fue restituyendo parte del patrimonio a los herederos que sobrevivieron, como ocurrió con su hermana Violante, quien recuperó en el 1360 el vizcondado de Biota tras casarse con Gonzalo González de Lucio, señor de las Henestrosas, quien estuvo al servicio del rey Pedro IV en la recuperación de Tarazona tras su conquista por los castellanos en la Guerra de los Dos Pedros.
Otro caso fueron las villas de Rueda y Épila, que tras ser requisados se mantuvieron durante un tiempo en el patrimonio real, para ser posteriormente concedidos en 1366 bajo el formato de vizcondado a Francisco de Perellós como recompensa por su participación en la Guerra de los dos Pedros. Posteriormente su hijo y heredero Ramón obtuvo el señorío de los castillos a través de una merced de Juan I.
Aun así las tenencias de la familia retornaron a la línea de los Ximénez de Urrea de Alcalatén tras la muerte sin herederos de los hijos de ambos ya que sus hijos, Antonia que murió sin hijos y Juan que se casó dos veces, la primera con María de Palafox naciendo un hijo llamado Juan que murió sin descendencia y la segunda con Teresa Ximénez de Aibar con quien tuvo a Antonio que no dejó descendencia.

### Ximénez de Urrea en Valencia, señores de Alcalatén y de Monteagudo

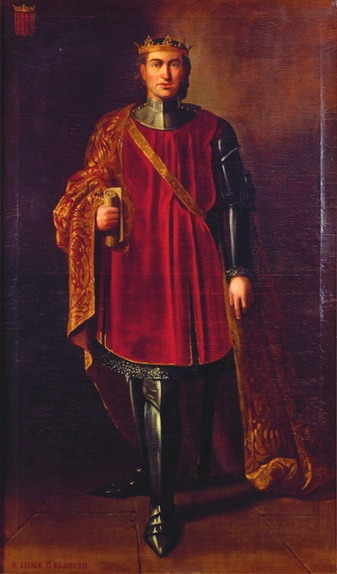
La buena relación de Juan Jiménez de Urrea I, cabeza de la rama valenciana con el rey Jaime II resultó en una serie de concesiones por parte de la corona que ayudaron a la familia a establecerse en el reino.

La rama valenciana de los Urrea con Juan Jiménez de Urrea I, señor de Alcalatén, a la cabeza adquirió el señorío de Monteagudo tras su actuación en la guerra con los castellanos, así como la concesión en el 1306 de mercado en Alcora por parte del rey Jaime II, con quien mantuvo una buena relación como se puede ver en la considerable hueste que dirigió durante el sitio de Almería del 1309, falleciendo de causas naturales a su regreso y dejando como heredero a su nieto homónimo, hijo de Toda Jiménez de Urrea y de su esposo Artal V de Alagón, pero bajo la tutela de su abuela, Teresa de Entenza y madre. 
Toda Jiménez estuvo comprometida desde joven con Artal IV de Aragón, señor de Sástago, con firmó los capítulos matrimoniales el 11 de enero de 1291 y con quien tuvo al heredero de su padre Juan Jiménez de Urrea II, que como hijo segundón adoptó el apellido materno como se acordaron en los citados capítulos para continuar la línea familiar, aun así debido a que en el momento de la muerte de su abuelo en el 1310 aún era menor su herencia fue manejada hasta su mayoría de edad por Miguel Ximénez de Urrea, obispo de Tarazona y por la esposa del fallecido, Teresa de Entenza.
Esta estrategia de la rama a favor del rey le llevó a estar en el bando realista durante la Guerra de la Unión, con la rama principal de los Urrea aragoneses liderados por el señor de Biota, Juan Jiménez de Urrea, en el bando unionista, tras cuya derrota y posterior confiscación de bienes, aunque no causó la posterior extinción de la rama aragonesa y absorción de los bienes por la rama de Alcalatén, lo aceleró.  
Tras la confiscación de bienes después de la derrota de la Unión aragonesa Pedro IV tendió a conceder los bienes confiscados a los parientes de los rebeldes que se habían mantenido fieles, como fue el caso de la concesión de varios señoríos, Nigüellas y Tierga, que habían sido propiedad de Juan Jiménez de Urrea, y Lucena de Jalón, que fue de Martín Sánchez de Pina, a Fernán Gómez de Albornoz, comendador mayor de Montalbán, hermano de Gil Álvarez de Albornoz y esposo de Toda Pérez de Luna, tía a su vez de Lope Ximénez de Urrea, el I vizconde de Rueda, entonces cabeza de la ahora única rama de los Urrea y a quien dejó en herencia todos los señoríos que había recibido su ya difunto marido junto con la villa de Aranda, que le adjudicó en el 1386. Aparte de las concesiones a parientes, el rey también les adjudicó de forma directa los señoríos de Biota y el Bayo. 

## Lope Ximénez de Urrea, I vizconde de Rueda. Reunificación del patrimonio familiar y conflicto nobiliario
Lope Ximénez heredó un territorio considerable, contando con la propia herencia paterna que incluía señoríos como Biota, Urrea y Sestrica, que heredó tras la muerte de su familiar Toda, que había estado casada con el alférez de Navarra, Carlos de Beaumont pero con quien no había tenido hijos, por lo que el título recayó en el como pariente más cercano, al igual que ocurrió con la tenencia de Alcalatén y los señoríos de Mislata y Benilloba, que habían sido propiedad de su tío Juan Ximénez de Urrea, casado con Teresa Böil pero como en el caso de Toda, no les habían sobrevivido ningún heredero, por lo que Lope Ximénez de Urrea alcanzó a través de herencias de parientes cercanos sin descendencia legítima un patrimonio considerable.
Este patrimonio lo amplió aún más con la compra del Vizcondado de Rueda a Ramón de Perellós y su mujer Sevilia, llevada a cabo el 7 de enero de 1393 en Épila, donde además del título se incluían los castillos y las villas de Épila y Rueda, junto con todos los derechos y jurisdicción civil y criminal dentro del territorio, a cambio de 42.500 florines de oro, aunque solamente recibieron un adelanto en metálico de 2.500 florines, mientras que el resto se cargó en censales de distintos dominios aunque el que más cargas asumió fue la tenencia de Alcalatén, algo que a la larga acarrearía problemas a sus descendientes.

### El conflicto matrimonial con Brianda de Luna y Luis Cornel
Otro aspecto que se desembocó durante la vida del I vizconde de Rueda de los Urrea fue el inicio del conflicto entre los Urrea y los Luna, ya que en un principio contrajo matrimonio con Brianda de Luna, hija del señor de Luna, Lope de Luna, pero que terminó en divorcio después de que esta le abandonase para convivir con el señor de Alfajarín, Luis Cornel.
Luis era señor de Alfajarín y pertenecía a la Casa de Cornel, otra de las casas nobiliarias más importantes del reino, siendo el propio Luis bisnieto del rey Pedro III y ya había contraído matrimonio al menos dos veces, siendo la primera en el 1356 o 1359 con su prima Blanca de Foix, hija de Constanza de Luna y del vizconde de Castellbó, Roger Bernardo III de Castellbó, aunque el matrimonio fue anulado por el cuarto grado de parentesco que compartían. El segundo matrimonio fue con Sevilia de Luna, hija de Pedro Martínez de Luna III, el Mayor y de su esposa Marquesa de Saluzzo y Peralta, siendo miembro de una de las ramas más importantes de la casa de Luna, los Martínez de Luna, quienes en la figura de su hermano Pedro Martínez de Luna IV asumieron el rol de cabeza carismática de la dinastía hasta su muerte en Cerdeña en el 1368, cuando asumió el rol su viuda, Elfa de Jérica, hija de Pedro I de Jérica.

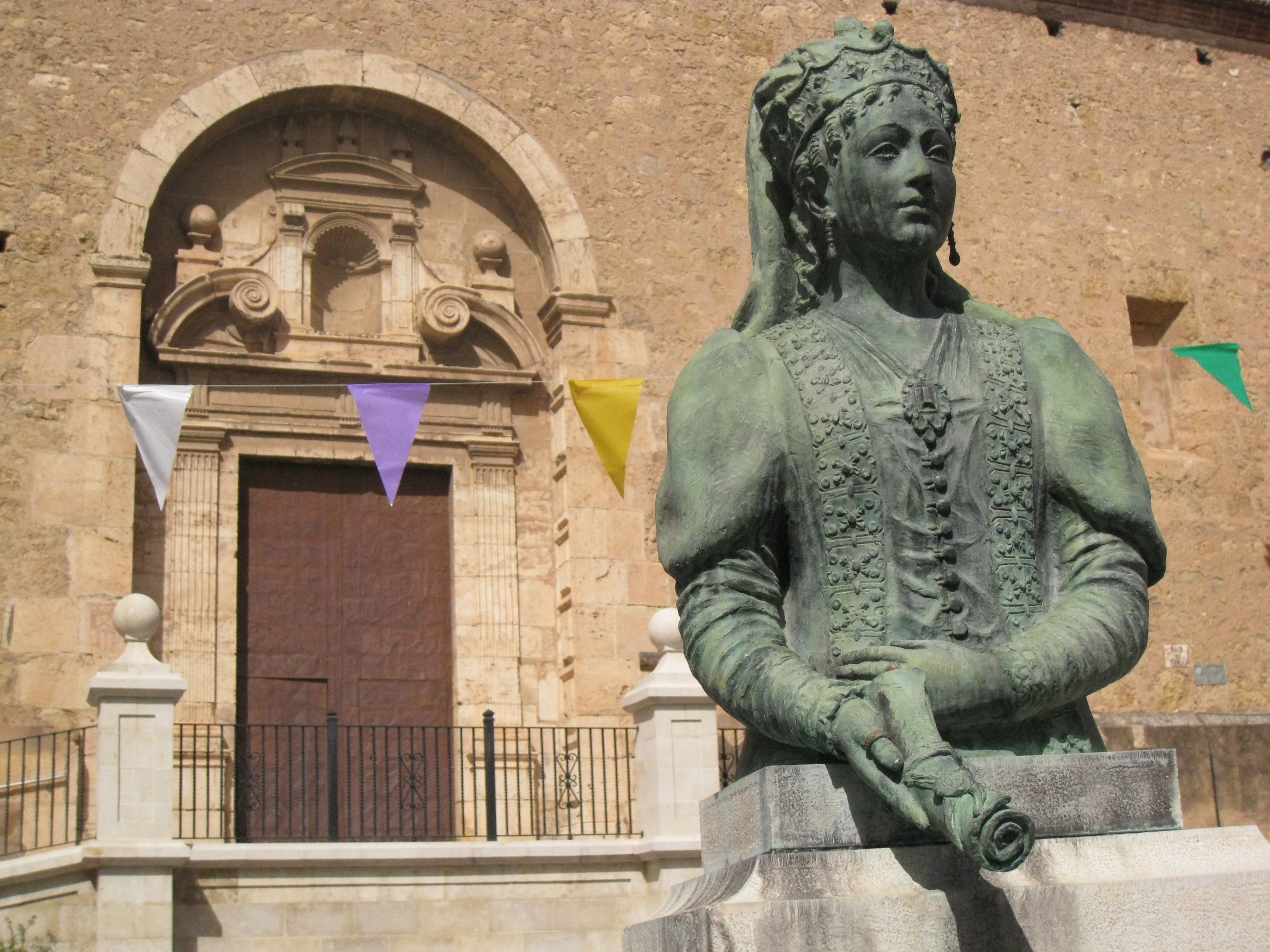
Brianda era hija póstuma de Lope de Luna y hermana menor de María de Luna, esposa del futuro Martín I, que aun una vez resuelto el conflicto siguió ayudando a su hermana a través de varias negociaciones y protecciones.

Brianda de Luna era hermana de María de Luna, esposa del futuro Martín I, que había contraído matrimonio con Lope Ximénez de Urrea pero que en el 1374 blandió el argumento de que su matrimonio no había sido consumado en los cuatro o seis años de matrimonio y por lo tanto solicitaba la anulación del matrimonio aduciendo la impotencia de su marido, un argumento común a la hora de la buscar un divorcio aun cuando la razón de que no se hubiese consumado fuera porque uno de los cónyuges fuera impúber como era el caso de Brianda, que contaba con catorce años en el momento que interpuso la solicitud.
Es en este contexto en el que Brianda "deseando doña Brianda ser madre y tener hijos" pidió la anulación ante Lope Fernández de Luna, arzobispo de Zaragoza y tío de su aún marido, a la vez que se encomendaba a los abades de Veruela y de Montearagón a la espera de que se dictase sentencia, sentencia que en el 1379 decretaba que volviera con su marido. 
El conflicto se desató definitivamente cuando Brianda, sin esperar a la resolución, contrajo matrimonio de palabras presente con Luis Cornel, aún siendo parientes en cuarto grado, algo que tampoco imposibilitó el nacimiento de su hija Brianda en el momento que se dictó la sentencia.
Fue en este momento cuando su aún esposa Sevilia hubo de huir sin apenas bienes debido a los ataques de las tropas de Lope a las tenencias de su marido y ya en el 1377 el Justicia de Aragón, Domingo Cerdán, daba la razón a Sevilia y dictaminaba que Luis debía pagarle cincuenta mil sueldos jaqueses, que en el 1381 aún no había pagado. Fue finalmente cuando en el 1381 Sevilia solicitó el divorcio por afinidad, ya que tanto Sevilia y Blanca eran parientes en cuarto grado y en el momento en el que Luis y Blanca se casaron, Sevilia se convirtió por ende en familiar de Luis. Usando este argumento, Sevilia nombró a su cuñada Elfa como su procuradora con total poder de actuación para gestionar tanto el divorcio como la recuperación de su dote, que tras el arbitraje entre los dos juristas Bernart Porquet y Fortuño de Liso, acordaron que Luis Cornel le debía abonar a su ya ex mujer Sevilia veintiséis mil ochocientos sueldos jaqueses, sumados a los aún no pagados cincuenta mil.
El resultado del caso omiso de Brianda y Luis de la resolución fue el inicio definitivo las hostilidades armadas ya que aunque Lope se había levantado en armas antes de la resolución del conflicto el desacato del mismo desató una guerra feudal con acciones como la tala y el arrasado del señorío de Luis Cornel, Alfajarín, por parte de Lope Ximénez de Urrea, quien a su vez encontró la respuesta del Cornel cuando en el 1381 este reclutó la ayuda de sus parientes tanto aragoneses como catalanes y valencianos, teniendo que intervenir Pedro IV para imponer una tregua como le habilitaron las cortes de Zaragoza de ese mismo año. La tregua que impuso fue respetada por el Urrea pero no por el señor del Alfajarín, a quien se le citó en noviembre de ese mismo año para presentarse ante el rey y el gobernador de Aragón para explicarse bajo la amenaza de que sus bienes fueran ocupados por tropas reales, a lo que volvió a negarse, colocándose a sí mismo en una situación casi desesperada ya que el propio gobernador de Aragón, Pedro Jordán de Urriés, consultó con varios juristas si el izar el pendón real en los feudos del Cornel sería un contrafuero, a lo que los juristas le confirmaron que no incurría en ninguna ilegalidad. 

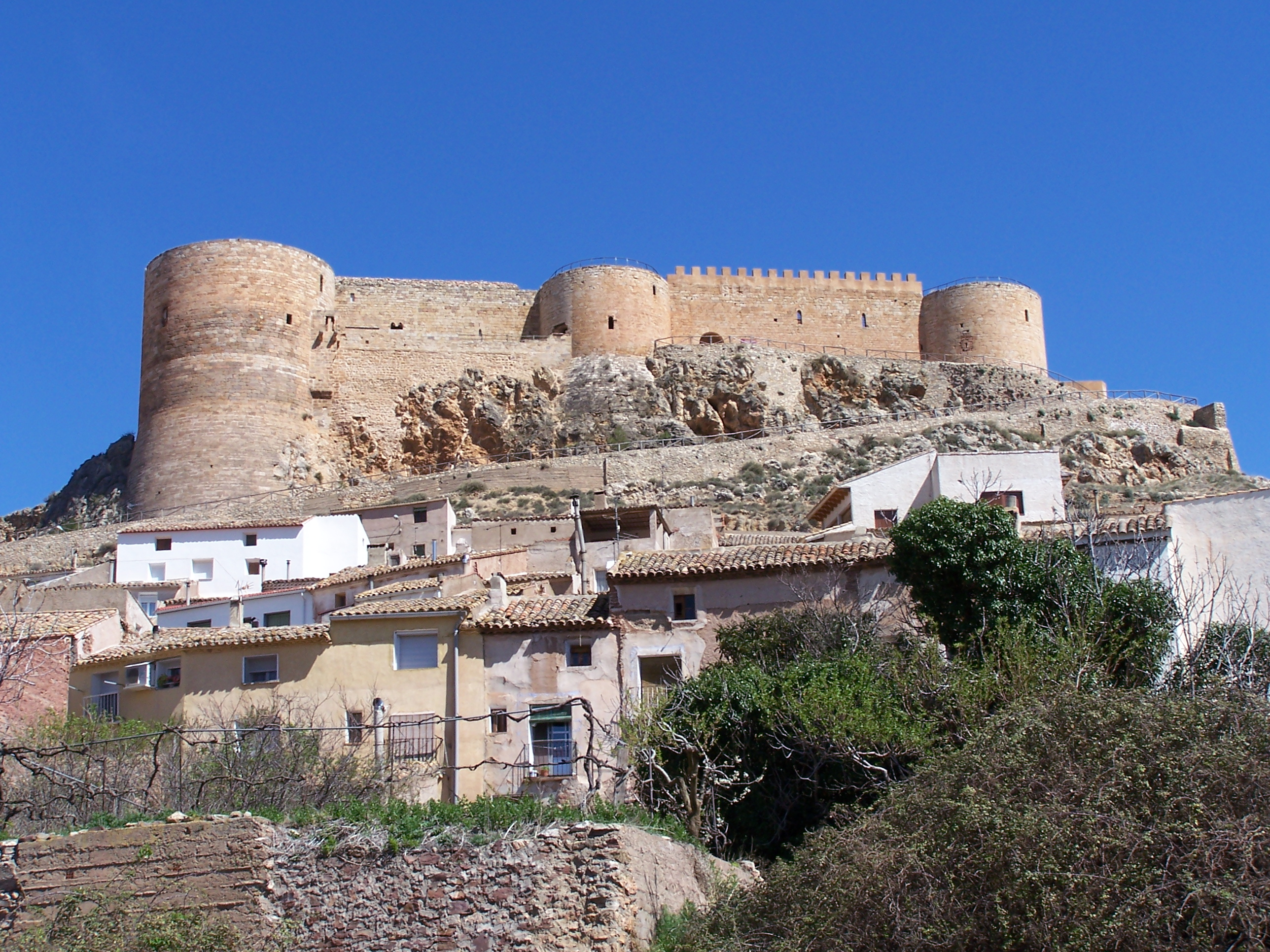
Aunque el edificio existía ya como un castillo, su tío el arzobispo Lope Fernández de Luna realizó en el mismo un palacio entre los años 1370 y 1382, siendo lugar de residencia de varios miembros de la familia, entre ellos el I vizconde de Rueda, que falleció aquí en el 1403.

Finalmente Luis Cornel se presentó ante el rey en el 1382 cuando este se encontraba en Valencia, confirmando con Pedro IV dejar a Brianda al cuidado de dos caballeros, uno elegido por él y otro por Lope, hasta que la Iglesia determinara sobre la nulidad del matrimonio y que en caso de que la Iglesia reconociera dicha nulidad la pareja regia oficializarían el matrimonio y le compensarían los daños recibidos en su señorío.
Finalmente tras ocho años de paz tensa el matrimonio entre Brianda y Lope fue anulado en el 1391, pudiendo entonces casarse con el Cornel una vez consiguieron la dispensa papal, necesaria debido a su consanguinidad, mientras que Lope Ximénez de Urrea volvió a casarse con Sancha Pérez de Lagunillas, con quien tuvo entre otros a su heredero en el vizcondado de Rueda, Pedro Ximénez de Urrea, al futuro vizconde de Biota, Ximeno Jiménez de Urrea, quien también fue señor del Bayo y Sestrica, y Juan, que fue arcipreste de Amposta.
Finalmente, falleció en Mesones de Isuela en el 1403, en el castillo que había pertenecido antiguamente a los Luna pero que había heredado a través de su tía Toda.

## Pedro Ximénez de Urrea, líder militar de Fernando I en Aragón
Pedro Ximénez de Urrea era el hijo primogénito del belicoso Lope Ximénez de Urrea y su segunda esposa Sancha Pérez de Lagunillas y por lo tanto heredó el núcleo patrimonial de su padre mientras que su hermano menor Ximeno heredó el señorío de Biota con Sestrica y el Bayo, que a menudo habían sido concedidos al hermano segundón y su hermano más pequeño, Juan, se dedicó a la carrera eclesiástica.
Nació en el 1382 y como heredero de una de las familias nobiliarias con más peso del reino a menudo se le vio involucrado en la política del mismo, tanto a través de alianzas matrimoniales, especialmente con los Luna siguiendo la tradicional estrategia matrimonial de su familia, casándose primero con Constesina de Luna, sobrina del antipapa Benedicto XIII y con quien no tuvo descendencia para después casarse de nuevo con otra noble de la Casa de Luna, esta vez con Juana de Luna, hija del entonces señor de Villafeliche y con quien tampoco tuvo descendencia. Mientras que su tercer matrimonio fue con María de Bardají, hija del jurista Berenguer de Bardají, con quien formó parte del bando a favor de la elección de Fernando de Antequera como rey de Aragón tras la muerte de Martín I sin herederos, con ella tuvo a su heredero Lope Ximénez de Urrea y Bardaxí, que sería virrey de Sicilia y a Beatriz, aunque esta debió de morir poco después. 
Tras la resolución de la crisis de sucesión y la muerte de María volvió a contraer matrimonio el 25 de junio de 1414 con Teresa de Híjar, hija de Alfonso Fernández de Híjar el Orador, señor de Híjar, con quien tuvo a Pedro de Ximenez de Urrea, señor de Alcalatén, Morés, Almonacid de la Sierra y futuro virrey de Valencia desde 1460 hasta su muerte en el 1469. Contrajo matrimonio con Isabel de Mur, sobrina del arzobispo de Zaragoza Dalmau de Mur y camarera mayor de Juan II de Aragón, quien además será aya de su hija la infanta Juana de Aragón. Además sus hijos legítimos tuvo a Pedro, quien se dedicó a la carrera eclesiástica y llegó a ser arzobispo de Tarragona desde el 1445 hasta su muerte el 9 de septiembre de 1489, además de ser patriarca patriarca de Alejandría.
Tanto su matrimonio con Teresa de Hijar como los de sus hijos Lope y Beatriz con Leonor Ruiz de Lihori, hija de Gil Ruiz de Lihori, y con Francisco Gilabert de Centelles, futuro conde de Oliva, se contextualizan con la estrategia de enlazar con familias que se habían visto beneficiadas por su afiliación al bando del pretendiente castellano al trono durante la crisis sucesoria pero que también se encontrasen en una posición favorecedora para la expansión del reino en el mediterráneo como fue la posterior conquista de Nápoles por Alfonso V.

### El compromiso de Caspe
Antes de su muerte, Martín I intentó situar al noble Jaime II de Urgel como heredero pero este se encontró con el rechazo frontal de las principales figuras políticas aragonesas como el Justicia de Aragón, Juan Jiménez Cerdán, el arzobispo de Zaragoza, García Fernández de Heredia, el gobernador de Aragón, el valenciano Gil Ruiz de Lihori o el que era considerado como el jurista de mayor prestigio en aquel momento, su suegro Berenguer de Bardaxí, él mismo también formó parte de este frente opositor desde muy temprano junto con otros grandes ricoshombres como era Juan Martínez de Luna, señor de Illueca.
Aunque en un principio la candidatura de Luis de Anjou era la que tenía más peso, tras el rechazo de los posibles derechos del sobrino de Fernando de Antequera, Juan II de Castilla, hizo que los apoyos se repartieran, lo que ocurrió durante las negociaciones en el Parlamento de Calatayud, en donde se buscó llegar a un acuerdo pero que tras no obtenerlo y los intentos de Antón de Luna y los urgelistas de tomar por las armas el parlamento, que en su última decisión aprobó que los representantes de los tres estados se reunirían de forma separada y propusieran el pretendiente que considerasen más apto, algo que se convirtió imposible debido a la imposibilidad de la formación de un parlamento valenciano unificado ya que se formaron dos, uno en Vinaroz y otro en Trahiguera, así como con los conflictos entre los urgelistas Vilagrut y los Centelles que se encontraban a favor de Fernando de Antequera.
Finalmente se acordó en la Concordia de Alcañiz que nueve compromisarios, tres por cada reino peninsular de la Corona siendo cada uno de ellos de un estamento distinto, se reunieran en la población de Caspe y eligieran a uno de los pretendientes para ocupar el trono, lo que más adelante se conocerá como el Compromiso de Caspe.

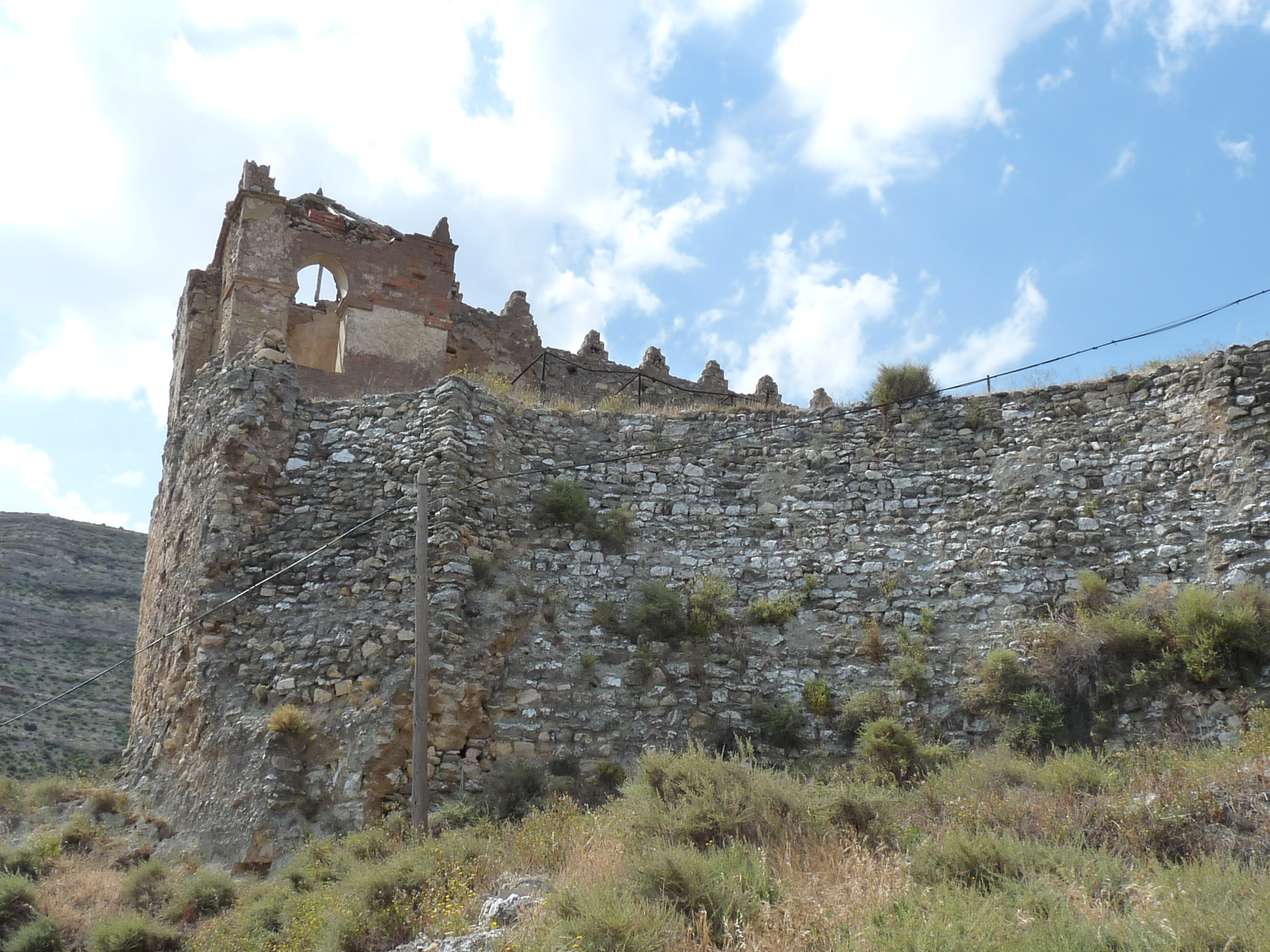
El castillo de Rueda de Jalón junto con otras tenencias de Antón de Luna como Pola o Morés fueron tomadas por Pedro Ximenez durante las contiendas en el contexto del Compromiso de Caspe.

A la par que todo esto sucedía, ocurrieron varios encuentros armados entre los urgelistas y los que defendían la candidatura del castellano Fernando de Antequera, tanto en Aragón como en los otros territorios, pero después del asesinato a manos de Antón de Luna del Arzobispo de Zaragoza en el 1411 se inició una guerra abierta entre ambos bandos, en especial en el norte de Aragón. 
Es en este contexto el que Pedro se consagró como la cabeza militar en defensa de las pretensiones del de Antequera, entrando con tropas en Zaragoza tras el asesinato del arzobispo y librando batallas en torno a las tenencias del urgelista entre Almonacid de la Sierra y Loarre y en diciembre del mismo año llegó a entrar con sus soldados en Huesca para defenderla aunque la elección de Fernando I el 28 de julio del año 1412, en la que Pedro fue uno de los comisionados para escuchar la decisión, pareció ser acatada por el de Urgel al principio ya a principios del 1413 se habían reiniciado las hostilidades, esta vez con el peligro añadido de la participación de mercenarios gascones e ingleses, lo que llevó a Pedro a proteger de nuevo militarmente la ciudad de Zaragoza y a enfrentarse a los mercenarios junto con su cuñado Juan de Bardaxí en la Plana de Huesca junto a Alcolea, donde aislarían a los mercenarios y les obligarían a abandonar el reino. Tras la caída de Balaguer con el apresamiento del pretendiente y estando encerrado en Loarre Antón de Luna, el rey le ordenó tomar la fortaleza y tras la toma de esta en octubre del 1413 Antón de Luna tuvo que huir a Francia.
En las cortes de Zaragoza de 1414, en las que se procedió a la coronación de Fernando I y a la disolución del estado de Antón de Luna, se le adjudicó una de las principales posesiones de éste, Almonacid de la Sierra, junto con el lugar de Morés y poco después, el 27 de marzo de 1415, compró dos partes del lugar de Suñén a Luis de Ballester por tres mil florines de oro, compra que consolidaba las posesiones de la familia en el curso bajo del Jalón, en un proceso que se prolongará durante las siguientes décadas.

## Lope Ximénez de Urrea y Bardají, el Virrey de Sicilia
Lope Ximénez de Urrea y Bardají, nació en el Castillo de Mesones de Isuela en el 1405 y cuando su padre falleció en el 1421 él aun era menor de edad, por lo que estuvo bajo la tutoría de su abuelo materno y su tío-abuelo, Ximeno, señor de Séstrica. Además de su minoría se encontró con el problema de la herencia ya que su padre desgajó una parte de su patrimonio para dejarlo en herencia a su medio hermano Pedro, en específico todos los terrenos asociados a la tenencia de Alcalatén.
A menudo ha sido conocido como el único Virrey  que ejerció en dos periodos a la vez, cuando en realidad ejerció solamente como virrey de Sicilia en dos periodos con la matización de que durante su primer periodo entre 1445 y 1459, cuando el rey Alfonso V había de ausentarse de Nápoles extendía su rango de actuación a Nápoles. Este primer periodo finalizó cuando fue reclamado por Juan II, quien le encargó escoltar a su hijo, el príncipe de Viana, de vuelta a la península a la que llegó a través de Salou el 17 de agosto de ese mismo año. 
El hasta entonces virrey buscó intentar negociar una solución pacífica entre padre e hijo hasta el encarcelamiento del príncipe por orden de su padre en diciembre del mismo año, cuando adoptó una posición mucho más neutral y hasta a favor del rey al aparecer a menudo en el consejo privado de la reina Juana Enríquez, posteriormente durante la guerra civil catalana se posicionó en el bando real lo que tras la muerte del príncipe su posición política se vio mucho más reforzada, convirtiéndose en una de las figuras de la nobleza aragonesa con mayor peso del periodo.
Esto junto con las principales amenazas que hicieron en un primer momento que Juan II le relevase del puesto virreinal, la desconfianza generada por su recibimiento de Carlos de Viana como heredero, así como la toma de carácter internacional del conflicto catalán hizo que el rey lo nombrase de nuevo como virrey en el 1465 a pesar de su edad avanzada, entonces ya contaba con alrededor de 60 años, a la vez que le enviaba como cabeza de una embajada destinada a estabilizar relaciones con el papado, con el reino de Nápoles y Milán, además de que le interesaba tener a un administrador experto para la protección de la isla frente a la expansión turca en el mar mediterráneo tras la caída de Constantinopla, algo que buscó contrarrestar a través de pactos con los beyes de Túnez que amplió sucesivamente hasta poco antes de su muerte en Catania en el 1475.
A través de sus dos matrimonios continuó la estrategia que había desarrollado su padre ya que tras la muerte de su primera esposa Leonor Ruiz de Lihori se casó con Catalina de Centelles, quien pertenecía a la casa de Centelles, en la que su hermana Beatriz había contraido matrimonio, aunque él se casó con una rama cadete, ya que era hija de Aymerich de Centelles y de la II condesa de Gayano, Oria Ximénez de Calatayud. Con ella tuvo a su único hijo que le sobrevivió, Lope Ximénez de Urrea y Centelles.

## Lope Ximénez de Centelles, el I conde de Aranda
Nació en Catania en el 1451 durante el virreinato de su padre en Sicilia, fruto del segundo matrimonio de su padre con Catalina de Centelles, con quien también tuvo a su hermano menor Pedro quien le acompañaría en gran parte de sus acciones militares pero fallecería sin descendencia por lo que tras la muerte de su padre en el 1475 Lope heredó los feudos de su padre, pasando a controlar la ribera baja del río Jalón y los valles del Aranda y Isuela. tras la compra de Lumpiaque y Suñén en el 1482.
Participó en la defensa del Ampordán del duque de Lorena junto a su hermano Pedro y la donación de cien mil florines al entonces infante Fernando para socorrer a su padre Juan II, asediado en Perpiñan. Posteriormente también participó con su hermano Pedro en las Cortes generales de Calatayud en las cuales el príncipe Juan fue jurado heredero en el 1481 y fue diputado en el 1485 por el brazo de los nobles. 
Su importancia dentro de la casa de Urrea viene de su nombramiento del 19 de enero de 1488 como I conde de Aranda, aunque falleció en su residencia de Épila el 22 de marzo del 1490 cuando se preparaba para acompañar a Fernando el Católico a la guerra de Navarra. Posteriormente fue enterrado en la iglesia de Santa María de Épila, donde su padre estaba enterrado y en donde se encontraba el panteón dinástico de los Urrea.
Había contraído matrimonio en Zaragoza el 13 de febrero de 1465 con Catalina de Híjar y Beaumont, teniendo con ella varios hijos de corta edad en el momento de su muerte, originando un conflicto entre los dos hermanos mayores, Miguel y Pedro, respecto al patrimonio de cada uno.

## Miguel Ximenez de Urrea e Híjar, el fundador del "vínculo de la unión"
El II conde de Aranda nació en Catania en el 1479 y que tras la temprana muerte de su tuvo que lidiar primero con el conflicto por el señorío de Trasmoz con su hermano, el poeta Pedro Manuel de Urrea, quien se veía favorecido por su madre Catalina y a quien intentó despojar del mismo para mantener el conjunto del patrimonio familiar unificado.
Durante su tenencia como conde de Aranda vivió en el 1525 la orden de conversión de los moriscos al cristianismo en sus feudos, que cumplió confiscando y vendiendo los bienes de las mezquitas de sus posesiones y creando beneficios para instruir a los conversos desde al menos el 1527 en Mesones, Niguella, Lucena y Almonacid de la Sierra, periodo en el que también escribió su obra "Instrucción política christiana" que terminaría incluida en la dedicatoria de Martín de Abiego del «Origen y descendencia de la Casa de Urrea» realizada por Jaime de Abiego, cronista de la Casa de Urrea.
A la muerte de su heredero Hernando en 1544 buscó contraer un segundo matrimonio con Bárbara Monsalve, tía del religioso Jerónimo de Aldovera y Monsalve con quien buscó asegurar la descendencia masculina sin resultado por lo que redactó el "vínculo de la unión" en donde buscaba mantener unido el patrimonio de la casa en los herederos por línea agnaticia por lo que terminó heredando a su muerte su nieto Juan Ximénez de Urrea y Enríquez.
Se tiene constancia de que tuvo un hijo ilegítimo llamado Tristán con una mujer descrita como "de proverbial belleza" llamada Leonor, quien a su vez era hija del duque de Villahermosa y una noble napolitana, a quien el conde de Aranda había prometido contraer matrimonio, algo que no cumplió. Tristán aparece mencionado en obras como El victorioso Carlos de su pariente Jerónimo de Urrea o La conquista de África de Diego de Fuentes, ambos artistas del entorno de la Casa de Urrea, ya que participó en la conquista de la fortaleza tunecina de África en el 1550. Se casó con una hija de Sebastián de Hervás, quien tuvo un sonado pleito con la ciudad de Zaragoza que devendría en una crisis en el 1558 en la cual se involucró personalmente por lo que fue arrestado en el 1565 por la Inquisición, teniendo que pagar una multa.

### El vínculo de Aranda
El vínculo de Aranda o también conocido como el "vínculo de la unión" fue el conjunto del patrimonio de los Ximénez de Urrea que debían de heredarse en conjunto y que estaba compuesto por:
- El Condado de Aranda.
- El Vizcondado de Rueda.
- Los castillos y villas de Épila, Mesones, Jarque, Tierga, Sestrica, Nigüella, Lucena de Jalón, Almonacid de la Sierra, Salillas, Lumpiaque, Suñén, Urrea de Jalón, Pomer y Morés.
- La Baronía de Trasmoz y La Mata de Castilviejo.
- El Vizcondado de Biota, comprado en el 1514 a su pariente María de Urrea.

## Ramas cadete

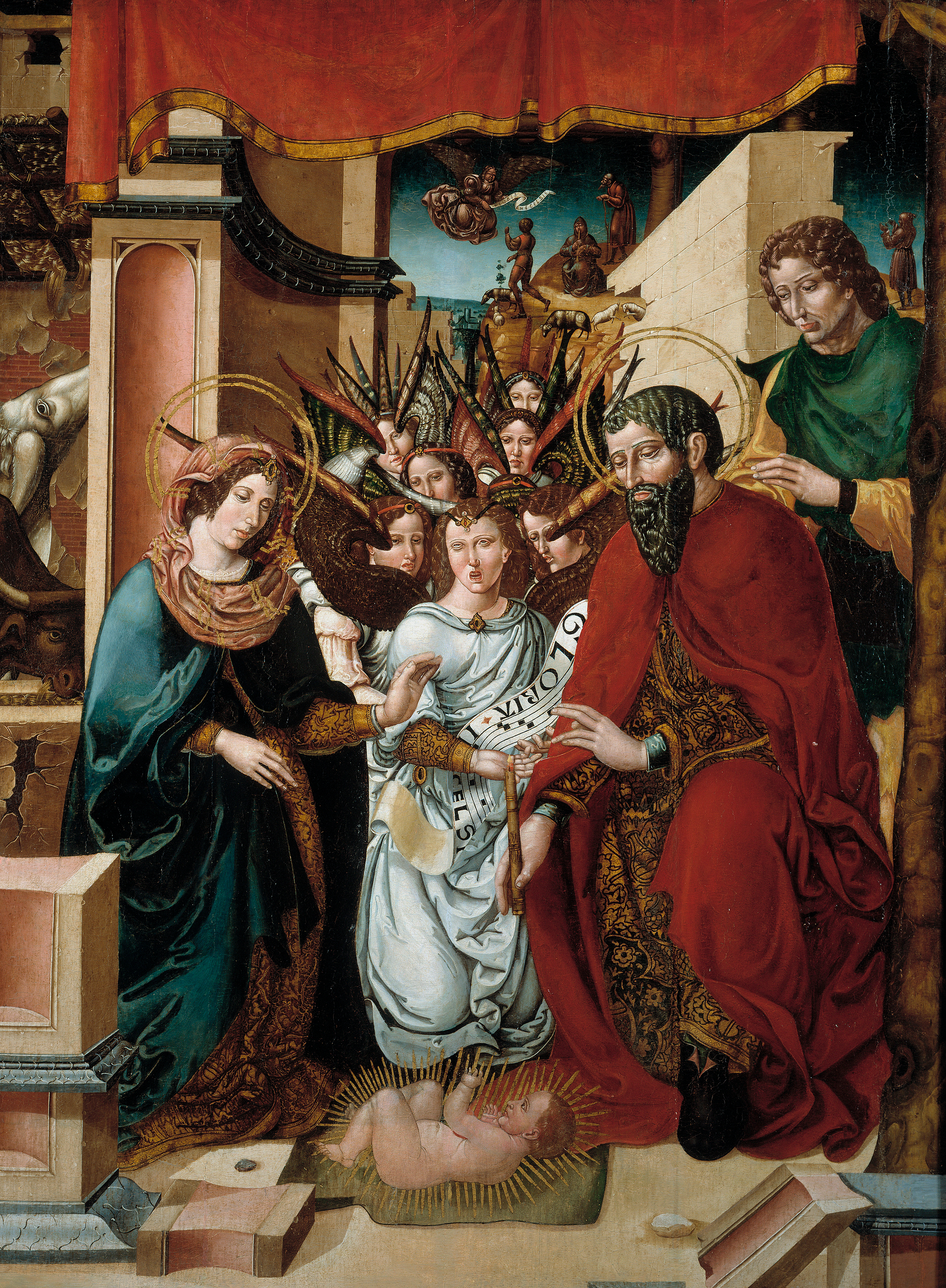
María de Urrea vendió a su pariente el conde de Aranda, el Vizcondado de Biota por doscientos mil sueldos que más tarde usó para la mejora artística del templo aragonés, encargando al Maestro de Sijena piezas como el retablo mayor cuyas piezas se encuentran dispersas.

### Vizcondes de Biota
El 29 de agosto de 1457, el hijo menor de Lope Ximenez de Urrea I vizconde de Rueda, Ximeno de Urrea, quien ya era señor de Sestrica y Biota, recibió el título de vizconde de Biota, fundando así una nueva rama cadete.
Contrajo matrimonio dos veces, la primera con Leonor Enríquez de Lacarra, con la que solamente tuvo una hija llamada Violante que falleció antes que el, mientras que su segundo fue con Beatriz de Bolea, con quien tuvo a:
- Leonor, de la que se desconoce su vida.
- María (entre 1459 y 1463- 8 de mayo de 1521),[19] llegó a ser priora de Sijena entre 1511 y 1521, periodo en el que realizó una revitalización artística del cenobio aragonés a través de diversas pinturas encargadas al llamado Maestro de Sijena, algo que continuaría su sucesora en el cargo Beatriz Oncinellas, quien se enfocaría más en la escultura del templo.[20]
- Ximeno de Urrea El Osado (a.1459-1514), su heredero y último vizconde de Biota de la rama cadete ya que tras su muerte su título terminará siendo heredado por Miguel Ximenez de Urrea.

Tras la muerte del I vizconde heredó su hijo Ximeno Ximénez de Urrea, II vizconde de Biota, conocido como El Osado, principalmente debido a su carácter belicoso, habiendo tenido enfrentamientos contra personas como los Luna, llegando a iniciar una guerra de bandos, o los que mantuvo con Jaime Ladrón, el tío de su primera mujer Elvira Ladrón.
Este conflicto con su familia política devenía de la intención de hacer valer los derechos del hijo de ambos, Roger, sobre los títulos de su suegro Pedro Roger Ladrón y Pallás, II vizconde de Chelva, que reclamaba su hermano Jaime que llegó a ser apresado por Ximeno junto a su mujer Cecilia Ariño tras tomar por la fuerza Chelva pero que tras su puesta en libertad contraatacaron, falleciendo poco después su heredero y su mujer, posiblemente envenenada. Ante la situación de encontrarse sin un heredero Ximeno volvió a contraer matrimonio, esta vez con Ana de Armendáriz, hija de los señores de Cadreita y con quien tuvo a su hijo Diego, quien también le premurió.
Finalmente Ximeno falleció en el 1514, sin dejar herederos legítimos, pasando el título a su hermana María, quien lo vendería el 29 de octubre a su pariente Miguel Ximenez de Urrea a cambio de doscientos mil sueldos, que más tarde usó para la mejora pictórica del cenobio, aun así Ximeno tuvo dos hijos ilegítimos con una aragonesa de la pequeña nobleza rural cuyo nombre es hoy día desconocido:
- Isabel, de la que se conoce bastante poco pero que para el 1521 aún vivía ya que su tía la priora le dejaba en su testamento una manta grande con sus armas y un cofre.
- Jerónimo de Urrea (1510-1574), nacido en Épila, fue un militar y escritor que junto otros como Garcilaso de la Vega, participó en las guerras de Carlos V y fue influenciado por la cultura renacentista, llegando a traducir el Orlando Furioso o escribir obras propias como Clarisel de las Flores.

Tras la venta al II conde de Aranda el título se mantuvo en la rama principal de la familia hasta el 1771 cuando el X conde de Aranda Pedro Pablo Abarca de Bolea y Ximénez de Urrea, vendió la villa a Matías Landaburu, quien también compraría el poblado del Bayo y posteriormente en el 1783 recibiría el título de Vizconde de Biota.

### Señores de Berbedel
Esta rama se inició con Lope Ximenez de Urrea y Urrea, quien era hijo natural del entonces abad de Montearagón, Juan de Urrea e Hijar, y por lo tanto nieto del I conde de Aranda. La cuestión sobre el estado de religioso de su padre en el momento de su nacimiento fue un punto fuerte de conflicto en el momento del posterior pleito sobre el Condado de Aranda tras la muerte del V conde de Aranda, ya que defendían que Juan de Urrea e Hijar se había casado antes de tomar los votos religiosos y por lo tanto también de acceder al abadiado de Montearagón con una mujer llamada María de Urrea.
Su llegada como nuevo señor de la población y necesidad de legitimación como tal le impulsó a iniciar la construcción de un nuevo templo en la población, la iglesia de Nuestra Señora del Pilar, así como un palacio señorial en la población ya que anteriormente la población contaba con al menos otra familia noble que aparece en el 1636 como "señora de la mitad de Berbedel". Lope Ximénez de Urrea contrajo matrimonio con María González de Munébrega y Pérez con quien tuvo entre otros a su heredero, Manuel Ximénez de Urrea y González de Munébrega.
El II barón de Berbedel, Manuel Ximénez de Urrea y González de Munébrega, continuó y finalizó la construcción del templo y contrajo matrimonio con Francisca Morranos Ximeno de Lobera con quien tuvo a su hijo y heredero Francisco Ximénez de Urrea y González de Munébrega, conocido por su actividad como diputado del reino además de que durante su tenencia del señorío se terminó la construcción del templo de la población, en febrero del 1646 exactamente. Contrajo matrimonio con Serafina Ángela Clavero y Sessé, descendiente de Jimeno Pérez de Salanovay hermana mayor de Felipa Clavero y Sessé, segunda mujer del V conde de Aranda, el 13 de mayo de 1649.

#### Condes de Berbedel
El heredero del matrimonio de ambos fue Antonio Ximénez de Urrea Clavero, quien era caballero de la orden de San Juan de Jerusalén y a quien el rey le concedió el título de conde el 11 de abril de 1678 y que se casó con María Tomasina Pérez de Oliván Baquer.
Tras la concesión del condado, el título fue objeto de una sucesión accidentada ya que el matrimonio tuvo tres hijos; 
- Francisco Ximénez de Urrea y Baguer,[g] II conde de Berbedel quien sucedió en el título el 1751 [35] y que se casó con una mujer cuyo apellido, Montserrat, se conoce pero no su nombre, teniendo con ella su única hija y heredera, Joaquina Ximénez de Urrea y Montserrat, III condesa de Berbedel, que se casó con el Marqués de Hermosilla, Diego José de Noriega pero con quien no tuvo descendencia por lo que su tía heredó el condado.
- Teresa Ximénez de Baguer, (¿?-a. 3 de diciembre del 1780) IV condesa de Berbedel, casada con Vicente Monserrat y Palafox[h] lugarteniente de la Orden de Montesa[36] con quien tuvo a:
  - Fernando de Monserrat y Ximénez de Urrea, (¿?-1802) V conde de Berbedel, lugarteniente general del Gran Maestre de la Orden de Montesa[37] y coronel de infantería[38] casado a su vez con Inés Garcés de Marcilla y Llorens, quien era hija de Rosalía Girón de Rebolledo y Llorens y de su marido, Francisco de Paula Garcés de Marcilla y Puig de Orfila,[39] Barones de Andilla.[40] Tras el fallecimiento del conde su mujer quedó como apoderada de la única hija[41] del matrimonio:
    - María Teresa Monserrat Garcés de Marcilla, VI condesa de Berbedel y quien se casó en 1807 con Antonio de Padua Fernández Durán de Pinedo, IV marqués de Perales del Río y IV conde de Villanueva de Perales de Milla. Sin sucesión por lo que el título revirtió a la tercera hija de los I condes, María Rita Ximénez de Urrea y Baguer.[42]

- María Rita Ximénez de Urrea y Baguer (Zaragoza,22 de junio de 1713-Alicante), VII condesa de Berbedel, fue la segunda esposa de Nicolás Juan y Pascual del Pobil, quien ya tenía tres hijas de su anterior matrimonio con su hermanastra María Teresa de Ibarra y Santacilia[i] pero que tras la muerte de esta en el 1735 contrajo matrimonio en la iglesia de San Gil en Zaragoza el 10 de junio de 1736 con la condesa de Berbedel, teniendo diez hijos de los cuales solo cinco[43] llegarían a la edad adulta:
  - Francisco de Paula Juan y Ximénez de Urrea, (Alicante, 4 de febrero de 1739- Alicante, 1790) fue guardiamarina desde el 24 de marzo de 1752 y acompañó a su tío paterno, Jorge Gaspar Juan y Santacilia en las misiones diplomáticas que en el 1767 realizó en Marruecos bajo las órdenes del rey Carlos III, al igual que poseyó los vínculos que su tío Cipriano Pascual Juan y Pobil había creado. Falleció en Alicante y fue enterrado en la colegiata de San Nicolás de la misma ciudad el 1 de abril del 1802. Había contraido matrimonio dos veces, la primera con Antonia Ruiz de Briviesca y la segunda, el dos de junio del 1790 con María Luisa Canicia y Baillo de Canos, hija de Antonio Canicia y Pasqual de Ibarra, V marqués de Bosch y su mujer Mariana Baillo de Llanos y Ortiz de Almodóvar. No tuvo hijos de ninguno de sus matrimonios.
  - María Francisca Juan y Ximénez de Urrea (Alicante, 20 de agosto de 1740- Alicante, ¿?) se casó en la Colegial el 24 de agosto del 1758 con José María Sannazar y Ordóñez de Villaquirant II marqués de Arneva, viudo de María Pasqual de la Verónica y Pallás, quien era nieta de los Barones de Cortes de Pallás, José María falleció en 1784 con cincuenta y ocho años y sin tener descendencia de ninguno de los matrimonios.[44]
  - María Rafaela Juan y Ximénez de Urrea (Alicante, 4 de septiembre de 1742- Alicante, 2 de agosto de 1814), fue la VII condesa de Berbedel por resolución del auto del 4 de septiembre del 1813. Contrajo matrimonio con Francisco Soler de Cornella y Ros de Ursinos,[j] nacido en Elche el 6 de diciembre del 1726 y fallecido el 18 de enero del 1796, maestrante de Valencia, alguacil mayor del Santo Oficio y abogado de los Reales Consejos y alcalde de Elche, además de ser uno de los miembros de la nobleza de Elche con mayor poder adquisitivo debido a su condición de heredero de los mayorazgos de Pedro Soler de Cornellá y Baillo de Llanos y de José Soler de Cornella y Rodríguez de Raga, tío y sobrino respectivamente. El matrimonio tuvo seis hijos aunque solamente dos tuvieron descendencia; 
    - Leonardo Soler de Cornellá y Juan Ximénez de Urrea (Elche, 21 de julio de 1770-7 de febrero de 1738, ¿?) VIII conde de Berbedel desde el 9 de diciembre de 1814 según la Carta de Confirmación emitida ese día, fue un oficial de la Armada que contrajo matrimonio en Valencia el 41 de marzo de 1795 con María Ana Saavedra y Jofré, nacida el 24 de mayo del 1767[k] con quien tuvo cuatro hijos, entre ellos:
      - Pedro Soler de Cornellá y Saavedra (¿-?) IX conde de Berbedel desde el 28 de agosto del 1850 según carta de sucesión, maestrante de Valencia que casó con Antonia Pascual de Bonanza y Roca de Togores, con quien tuvo doce hijos, entre los cuales:
        - Rafaela Soler de Cornellá y Pascual de Bonanza, casada en el 1855 con Juan de Lazy y Pasqual de Bonanza, coronel de caballería y caballero de hábito de la orden de Malta con quien no tuvo descendencia masculina.
        - Mariana Soler de Cornellá y Pascual de Bonanza, casada con Antonio Llanderal y Anton de Olmet, maestrante de Zaragoza y caballero de la orden de Carlos III.

      - María Rafaela Antonia Soler de Cornellá y Saavedra (¿?-8 de enero del 1850)[45]casada con Miguel Pascual de Bonanza y Roca de Togores, abogado y político del partido moderado que ejerció como alcalde de Valencia durante varias legislaturas entre 1838 y 1866, el matrimonio tuvo nueve hijos en total y entre ellos al político José Pascual Bonanza y la arqueóloga Mariana Pasqual de Bonanza y Soler de Cornellá

    - Nicolás (Elche, 5 de octubre de 1771-¿?) ejerció en la armada como su hermano, fue caballero de hábito de San Juan y se casó con María Juana Pasqual de Bonanza y Vergara en la iglesia de Santa María de Alicante el 30 de septiembre de 1811.

##### Los Prat, condes de Berbedel, Antillon y Almolda
La saga de los Prat y su vinculación con el condado empieza con Félix de Prat y Pruns, brigadier de Infantería destacado en la Guerra de la Independencia bajo las órdenes del marqués de La Romana, quien había contraído matrimonio con Carmen de Miralles y Shor, hija de Juan de Miralles y Fabrés, regidor perpetuo de Barcelona y de su esposa María Engracia de Sohr y Camps, hija del I barón de Sohr.
En total tuvieron cuatro hijos, el mayor José María de Prat y Miralles heredó el título de conde de Berbedel, participando en el lado isabelino durante la primera guerra carlista en Cataluña, tras lo cual entre los años 1836 a 1840 continuó combatiendo en la región y posteriormente en 1858 fue nombrado, como lo había sido su hermano Sebastián de Prat, director de la Academia y escuela de condestables donde ya había sido profesor adjunto hasta aquel momento. También ejerció como político en el partido moderado, comenzando como diputado suplente a Cortes en 1843 por Barcelona para luego ser elegido por Alcira en 1864. Se casó en Valencia el 4 de febrero de 1853 con Emilia Buccelli y de Juan, hija del capitán de fragata y noble italiano Fabio Buccelli y Carletti, con la que tuvo dos hijos, Emilia y su heredero, José de Prat y Buccelli, X conde de Berbedel.
El X conde de Berbedel participó en las guerras carlistas del bando isabelino, recibiendo tras la toma de Cantavieja el rango de capitán por acción de guerra. Posteriormente encadenó varios destinos en el norte, llegando al rango de general de brigada en el 11.º Montado de Valencia, parte del Real Regimiento de Artillería de Valencia y seguidamente ejerciendo la Comandancia General de Ceuta de forma distinguida. 
También ejerció como político al igual que su padre, aunque en el partido conservador, siendo uno de los personajes del partidos más destacados en la provincia de Valencia junto con el marqués de Montortal, el general Azcárraga y Teodoro Llorente, con quienes controló el Partido Conservador valenciano hasta la proclamación de la Segunda República. Fue diputado a Cortes por el distrito de Torrente en 1905-1907, tras la caída de Primo de Rivera fue nombrado concejal del Ayuntamiento de Valencia y elegido primer teniente de alcalde, siendo en reiteradas ocasiones alcalde interino. En el 1885 se casó con Sofía Dasi y Puigmolto, hija del senador vitalicio marqués de Dos Aguas, con la que tuvo tres hijos y en el 1911 rehabilitó el título de su antepasado, el barón de Sohr, lo cual añadía al condado de Berbedel, que había obtenido en el 1907.

### Baronía de Trasmoz
Tras la muerte del I conde de Aranda, Lope Ximenez de Urrea y Centellas, y la ejecución de su testamento en el que dejaba a su segundogénito, Pedro Manuel, el señorío de Trasmoz junto con la Mata de Castilviejo, aunque mantuvo un pleito por su herencia con su hermano a través de su madre hasta el 1502, cuando el rey Fernando II confirmó a Pedro los derechos sobre la Mata a través de la baronía de Trasmoz, aunque el pleito entre su madre y su hermano el I conde se mantuvo hasta el 1506.
Pedro contrajo matrimonio con María de Sessé, hija del Bayle General de Aragón Manuel de Sesé y de su mujer María de Agramonte, en el 1505 con quien tuvo seis hijos:
- Manuel (a.1510-1581), señor de Trasmoz, quien se casó con su pariente Ana Ximénez de Urrea en un intento de fusionar ambas ramas de los Ximénez de Urrea pero no hubo descendencia legítima. Durante su tenencia del señorío se vio involucrado en las tensiones de la corona con los moriscos, participando en una embajada de la Diputación de Aragón en la Corte en 1571 por los disturbios que ocurrieron ese año en Teruel.
- Pedro (a.1510-1536)
- Miguel (a.1510-1597), señor de Trasmoz, casado con Francisca Ángela Romeu con quien tuvo dos hijas, siendo la mayor Ana de Urrea casada con Manuel Zapata de Calatayud quien heredaría el señorío de Trasmoz y posteriormente su hija Ana Luisa Zapata y Ximénez de Urrea, cuyo hijo Pedro Pablo Ximénez de Urrea olim Fernández de Heredia y Zapata heredó el condado de Aranda en el 1656. Destacó como representante de la nobleza en las Cortes, ya que fue uno de los tres diputados que en el 1554 se negaron a recibir al conde de Mélito, recién nombrado virrey, al no ser natural del reino de Aragón.
- Juan (a.1510-1524)
- Lope (a.1510-1562), señor de Trasmoz, casado con Martina de Mur y Claver, hija a su vez de Juan de Mur y de Isabel Claver, con quien no tuvo descendencia. Tuvo un hijo ilegítimo con la noble Isabel de Torrellas llamado Luis que no pudo heredar la baronía. Luis se casó con Manuela Erbás pero como su padre no tuvo descendencia legítima pero si ilegítima, siendo padre de Juan de Urrea.
- Catalina (d.1510-?) casada con Juan Pérez de Almazán, señor de Maella. Sus descendientes heredarían el condado de Aranda en el siglo XVIII.

## Heráldica
Sus armas heráldicas fueron un escudo bandado de seis piezas de azur y argent, tres de cada esmalte, aunque Pedro de Funes lo describió como losanges en vez de bandas.
A partir del 1625, cuando se realizó el sepulcro del IV conde de Aranda Luis Ximenez de Urrea y Aragón es cuando el escudo heráldico empieza a ser representado junto al águila bicéfala, en referencia al origen legendario de la familia.

### Condes de Berbedel
Al desgajarse del tronco familiar y adquirir un feudo propio el escudo familiar empezó a mutar con el II barón de Berbedel, Manuel Ximénez de Urrea y González de Munébrega quien presentaba su escudo tal que así:

Escudo acuartelado con escusón que presenta las armas de los Ximénez de Urrea y González de Munébrega. Los cuatro cuarteles están reservados para la heráldica de los González de Munébrega: coincidiendo en el primer y cuarto cuartel, en campo de plata, un bastón azur acostado de otros dos de gules, rodeados de seis estrellas de gules de ocho rayos; en el segundo, de gules, un castillo de oro almenado con tres torres; y en el tercero, en campo de oro, un árbol. 
El escusón presenta el emblema de la casa de los Ximénez de Urrea. Está timbrado con una corona de marqués, lo que supone una contradicción entre ésta y el título que ostenta él. Todo el conjunto está acolado por un águila imperial bicéfala con las cabezas coronadas.

Este escudo se puede ver en la iglesia de Nuestra Señora del Pilar de Berbedel, donde se encuentran la mayoría de las representaciones del escudo familiar, estando el del II en el banco del retablo mayor de iglesia.
El III barón, Francisco Ximénez de Urrea y González de Munébrega, conocido por su actividad como diputado del reino, también volvió a mutar el escudo al incluir también su heráldica materna:

Escudo partido y cortado de tres con escusón que presenta las armas de los Ximénez de Urrea, González de Munébrega, Morranos y Ximeno. 
En el primer y sexto cuartel, en campo de plata, un bastón azur acostado de otros dos de gules, rodeados de seis estrellas de gules de ocho rayos; en el segundo, de gules, un castillo de oro almenado con tres torres; en el tercero, en sinople, tres ranas; el cuarto, en campo de oro, una banda de gules acompañada de dos lobos pasantes de sable; y en el quinto, en campo de oro, un árbol.

Nuevamente el IV barón y desde abril del 1678 I conde de Berbedel, Antonio Ximénez de Urrea y González de Munébrega, mutó de nuevo su heráldica como se puede ver en la polsera del Retablo de la Anunciación de la iglesia parroquial antes mencionada, en la cual de nuevo se incluyen las armas heráldicas de su familia materna:

Escudo partido, cortado de tres la primera partición y cortado de dos la segunda, y con escusón que presenta las armas de Ximénez de Urrea, González de Munébrega y Clavero. La primera partición corresponde a González de Munébrega, con sus tres cuarteles: en el primer cuartel, en campo de plata, un bandado de tres de gules, azur y gules; y tres estrellas de ocho puntas de gules colocadas en ángulo en el cantón diestro del jefe y en la punta siniestra.
En el segundo, de gules, un castillo de oro almenado con tres torres; y en el
tercero, en campo de oro, un árbol. 
Respecto a la partición correspondiente a Clavero, cortada de dos, dos cuarteles: en campo de gules, dos llaves de plata y la Cruz de Alcoraz. El escusón presenta el emblema de la casa de los Ximénez de Urrea.

## Panteones familiares
De acuerdo a los ideales de la Baja Edad Media expuestos por autores como Petrarca en sus Triunfos, en los que la fama de una persona podía vencer a la muerte, el proclamar la fama a través de los sepulcros se convirtió en una de las formas de alcanzar este fin y por lo tanto una de las intenciones del virrey Lope Ximenez de Urrea era la de consagrar un lugar de entierro familiar en donde esta fama del linaje se pudiera hacer visible.
Es por esto que el IV vizconde se decidió a dejar en su testamento la construcción de una suntuosa tumba en la parroquia de Santa María de Épila, población preferida del linaje desde tiempos de su abuelo, Lope Ximenez de Urrea y Luna, quien la compró en el 1396 pero que tuvo que ser realizada bajo encargo de su hijo Lope al imaginero darocense Gil Morlanes El Viejo, quien probablemente la realizó, o al menos montó, en el 1487.
Tras su muerte y posterior entierro provisional en la catedral de Santa Ágata en Catania, sus restos fueron repatriados a Épila, donde según su testamento del 23 de noviembre de 1464 había mandado construir una capilla en advocación a San Miguel y los ángeles por valor de quince mil sueldos, habiendo sido terminada el 16 de agosto del 1477, cuando su viuda la dota de dieciocho mil sueldos junto con otra capellanía.

### El origen de un panteón familiar
La primera noticia que tenemos en el que el panteón se encontraba ya instaurado es en el 1490, cuando el 22 de marzo de ese mismo año el heredero homónimo de Lope, pide ser enterrado enterrado junto con sus padres y abuelos. Antes de la construcción de la capilla de San Miguel, el padre y abuelo del virrey habían expresado en sus testamentos el deseo de ser enterrados en la seo de Zaragoza, pero una vez esta fue construida los sucesivos herederos del virrey como su hijo, nuera, nieto y bisnieto, el malogrado Hernando Ximenez de Urrea, pidieron ser enterrados ahí.

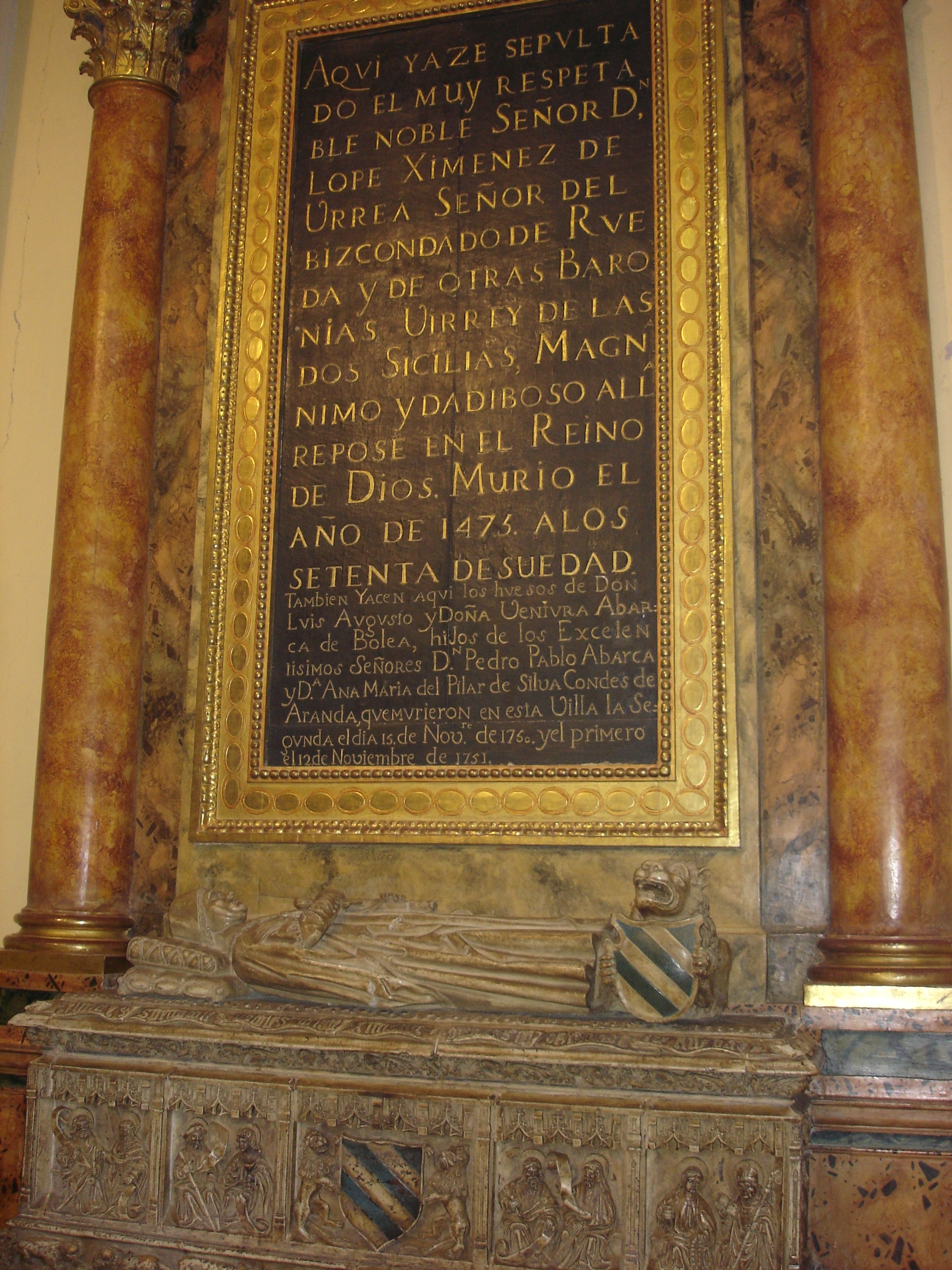
Tras la ceremonia de inhumación realizada el 14 de noviembre de 1798 tras la reforma del templo durante la vida del X conde de Aranda, además de inhumar en el sarcófago del virrey a su mujer, hijo y nieto, también se añadieron los sarcófagos de dos hijos del propio conde.

Su nieto, el II conde de Aranda, Miguel Ximenez de Urrea, pidió ser enterrado en la misma capilla probablemente debido al deseo de resaltar el poder familiar y afianzar su patrimonio, razón por la cual impulsó la narrativa del origen imperial de la familia y planteó una gran reforma del enterramiento ya que se encontraba en mal estado, aunque no se llegó a realizar por el incumplimiento de sus decretos testamentales. Tras las sucesivas fundaciones de las capillas panteón en el convento de San Sebastián y la Concepción Inmaculada, la capilla de Santa María la Mayor pasó a un segundo plano, enterrándose en ella los miembros menores de la familia.
El entierro del IX conde de Aranda en la capilla de San Miguel de la iglesia de Santa María la Mayor de Épila tras una dilatada reforma iniciada en el 1726 llevó a que en el 1769 el capítulo parroquial solicitara al ya X conde de Aranda, Pedro Pablo Abarca de Bolea y Ximénez de Urrea, el permiso para  demoler el panteón dinástico y el paso a la tribuna que la casa tenía en la parroquia por ser necesario para el desarrollo de los trabajos por lo que el conde se comprometió a la construcción de una nueva capilla, que terminó siendo la del Santo Cristo y en donde se recolocó el sepulcro del virrey bajo un arcosolio que le evocaba. Finalmente el 14 de noviembre de 1798 se reinhumaron los restos del virrey aunque con los estudios antropológicos realizados en la campaña de restauración del sepulcro realizados en el 2010, se pudo confirmar que en esta reinhumación se incluyeron los restos óseos del virrey junto con los de su esposa Catalina de Centelles, su hijo Lope Ximénez de Urrea y su nieto Miguel Ximénez de Urrea. Además de los dos sarcófagos que según la inscripción incorporada a la parte baja del epitafio, corresponden a Luis Augusto y Ventura Abarca de Bolea, hijos del X conde de Aranda y su primera esposa, Ana María Fernández de Híjar, fallecidos respectivamente en 1751 y 1750.

### La aparición de nuevos panteones familiares
El nieto y heredero del Miguel Ximenez de Urrea fue Juan Jiménez de Urrea, III conde de Aranda, quien aunque en su primer testamento de 1554 pidió ser enterrado en la capilla "de los señores", en su testamento del 1585 pidió ser enterrado en el desaparecido convento de San Sebastián de la misma población, que había fundado en el 1570 y donde ya reposaban los restos de su madre Aldonza de Cardona y Enríquez y posiblemente los de su primera esposa Isabel de Aragón, fallecida en el 1562 y donde inicialmente también estuvo enterrado su sucesor Luis Ximenez de Urrea IV conde de Aranda, enterrado en un principio en el monasterio de San Pablo en Coca (Segovia), localidad donde falleció de tifus exiliado cumpliendo condena por crimen de lesa majestad, sus restos permanecieron allí hasta 1602, año en que se llevaron al convento de San Sebastián de Épila, y finalmente se depositaron en un sepulcro que su hijo dispuso en la capilla de su casa de campo de Mareca, para su colocación en una tumba parietal, donde continúa.en el mismo término de Epila que actualmente en estado de abandono. 
El V conde de Aranda terminaría fundando en el 1622 un convento de concepcionistas de la Inmaculada anexo al palacio ducal para convertirlo en su capilla palatina y nuevo panteón familiar, enterrando ahí a sus dos esposas, Luisa de Padilla y Manrique que falleció en el 1646, y a su segunda esposa Felipa Clavero que falleció en el 1712, que tras la muerte del V conde sin sucesores disfrutó del largo usufructo de viudedad mientras que la rama cadete de los señores de la Vilueña, marqueses de la Vilueña desde el 1691, con Pedro Pablo Ximénez de Urrea Fernández de Heredia y Zapata como VI conde de Aranda quien reedificó la iglesia del convento de Santa Inés de Zaragoza, en donde ya estaban enterrados sus padres para contar ahí con un panteón familia, aun inconcluso en el año de su propia muerte pero en el que se enterró tras su muerte su heredero Dionisio Ximénez de Urrea Fernández de Heredia y Zapata, VII conde de Aranda.
Tras la muerte del VII conde de Aranda sin hijos, tras el litigio el título recayó en su nieto Francisco Ramón de Monserrat Ximénez de Urrea y Rocafull a través de su hija Antonia Ximenez de Urrea y de su marido Guillén Manuel de Puixmarín Rocafull, vizconde de Rocabertí. Tras la muerte del VIII conde de Aranda también sin hijos el título pasó a los marqueses de Torres con Pedro de Alcántara Buenaventura Abarca de Bolea y Ximénez de Urrea a la cabeza.

## Árbol genealógico

### Desde la fundación hasta la extinción de la rama de Aladrén-Biota
|  | Línea de la tenencia de Urrea |
|  | Línea del señorío de Biota    |
|  | Línea de Aladrén y Biota      |
|  | Línea de Alcalatén            |

|                                           |                                           |                                           |                                           |                                           |                                           |                                                  |                                                  |                                                  |                                                  | Pedro Jiménez c.1116-1128 Justicia de Aragón     | Pedro Jiménez c.1116-1128 Justicia de Aragón     | Pedro Jiménez c.1116-1128 Justicia de Aragón | Pedro Jiménez c.1116-1128 Justicia de Aragón | Pedro Jiménez c.1116-1128 Justicia de Aragón          | Pedro Jiménez c.1116-1128 Justicia de Aragón          |                                                       |                                                       | ¿Oria?                                                | ¿Oria?                                                | ¿Oria?                            | ¿Oria?                            | ¿Oria?                        | ¿Oria?                        |                                                                   |                                                                   |                                                                   |                                                                   |                                                                   |                                                                   |                                  |                                  |                                                                      |                                                                      |                                                                      |                                                                      |                                                                      |                                                                      |                              |                              |                                                                |                                                                |                                                                |                                                                |                                                                |                                                                |                                 |                                 |                                 |                                 |                                          |                                          |                                          |                                          |                                                                 |                                                                 |                                                                 |                                                                 |                                                                 |                                                                 |                                 |                                 |                                 |                                 |                   |                   |                   |                   |  |  |  |  |  |  |  |  |  |  |  |  |  |  |
|                                           |                                           |                                           |                                           |                                           |                                           |                                                  |                                                  |                                                  |                                                  | Pedro Jiménez c.1116-1128 Justicia de Aragón     | Pedro Jiménez c.1116-1128 Justicia de Aragón     | Pedro Jiménez c.1116-1128 Justicia de Aragón | Pedro Jiménez c.1116-1128 Justicia de Aragón | Pedro Jiménez c.1116-1128 Justicia de Aragón          | Pedro Jiménez c.1116-1128 Justicia de Aragón          |                                                       |                                                       | ¿Oria?                                                | ¿Oria?                                                | ¿Oria?                            | ¿Oria?                            | ¿Oria?                        | ¿Oria?                        |                                                                   |                                                                   |                                                                   |                                                                   |                                                                   |                                                                   |                                  |                                  |                                                                      |                                                                      |                                                                      |                                                                      |                                                                      |                                                                      |                              |                              |                                                                |                                                                |                                                                |                                                                |                                                                |                                                                |                                 |                                 |                                 |                                 |                                          |                                          |                                          |                                          |                                                                 |                                                                 |                                                                 |                                                                 |                                                                 |                                                                 |                                 |                                 |                                 |                                 |                   |                   |                   |                   |  |  |  |  |  |  |  |  |  |  |  |  |  |  |
|                                           |                                           |                                           |                                           |                                           |                                           |                                                  |                                                  |                                                  |                                                  |                                                  |                                                  |                                              |                                              |                                                       |                                                       |                                                       |                                                       |                                                       |                                                       |                                   |                                   |                               |                               |                                                                   |                                                                   |                                                                   |                                                                   |                                                                   |                                                                   |                                  |                                  |                                                                      |                                                                      |                                                                      |                                                                      |                                                                      |                                                                      |                              |                              |                                                                |                                                                |                                                                |                                                                |                                                                |                                                                |                                 |                                 |                                 |                                 |                                          |                                          |                                          |                                          |                                                                 |                                                                 |                                                                 |                                                                 |                                                                 |                                                                 |                                 |                                 |                                 |                                 |                   |                   |                   |                   |  |  |  |  |  |  |  |  |  |  |  |  |  |  |
|                                           |                                           |                                           |                                           |                                           |                                           |                                                  |                                                  |                                                  |                                                  |                                                  |                                                  |                                              |                                              | Rodrigo Pérez de Urrea c.a 1131-1146 Tenente de Urrea | Rodrigo Pérez de Urrea c.a 1131-1146 Tenente de Urrea | Rodrigo Pérez de Urrea c.a 1131-1146 Tenente de Urrea | Rodrigo Pérez de Urrea c.a 1131-1146 Tenente de Urrea | Rodrigo Pérez de Urrea c.a 1131-1146 Tenente de Urrea | Rodrigo Pérez de Urrea c.a 1131-1146 Tenente de Urrea |                                   |                                   | Toda                          | Toda                          | Toda                                                              | Toda                                                              | Toda                                                              | Toda                                                              |                                                                   |                                                                   |                                  |                                  |                                                                      |                                                                      |                                                                      |                                                                      |                                                                      |                                                                      |                              |                              |                                                                |                                                                |                                                                |                                                                |                                                                |                                                                |                                 |                                 |                                 |                                 |                                          |                                          |                                          |                                          |                                                                 |                                                                 |                                                                 |                                                                 |                                                                 |                                                                 |                                 |                                 |                                 |                                 |                   |                   |                   |                   |  |  |  |  |  |  |  |  |  |  |  |  |  |  |
|                                           |                                           |                                           |                                           |                                           |                                           |                                                  |                                                  |                                                  |                                                  |                                                  |                                                  |                                              |                                              | Rodrigo Pérez de Urrea c.a 1131-1146 Tenente de Urrea | Rodrigo Pérez de Urrea c.a 1131-1146 Tenente de Urrea | Rodrigo Pérez de Urrea c.a 1131-1146 Tenente de Urrea | Rodrigo Pérez de Urrea c.a 1131-1146 Tenente de Urrea | Rodrigo Pérez de Urrea c.a 1131-1146 Tenente de Urrea | Rodrigo Pérez de Urrea c.a 1131-1146 Tenente de Urrea |                                   |                                   | Toda                          | Toda                          | Toda                                                              | Toda                                                              | Toda                                                              | Toda                                                              |                                                                   |                                                                   |                                  |                                  |                                                                      |                                                                      |                                                                      |                                                                      |                                                                      |                                                                      |                              |                              |                                                                |                                                                |                                                                |                                                                |                                                                |                                                                |                                 |                                 |                                 |                                 |                                          |                                          |                                          |                                          |                                                                 |                                                                 |                                                                 |                                                                 |                                                                 |                                                                 |                                 |                                 |                                 |                                 |                   |                   |                   |                   |  |  |  |  |  |  |  |  |  |  |  |  |  |  |
|                                           |                                           |                                           |                                           |                                           |                                           |                                                  |                                                  |                                                  |                                                  |                                                  |                                                  |                                              |                                              |                                                       |                                                       |                                                       |                                                       |                                                       |                                                       |                                   |                                   |                               |                               |                                                                   |                                                                   |                                                                   |                                                                   |                                                                   |                                                                   |                                  |                                  |                                                                      |                                                                      |                                                                      |                                                                      |                                                                      |                                                                      |                              |                              |                                                                |                                                                |                                                                |                                                                |                                                                |                                                                |                                 |                                 |                                 |                                 |                                          |                                          |                                          |                                          |                                                                 |                                                                 |                                                                 |                                                                 |                                                                 |                                                                 |                                 |                                 |                                 |                                 |                   |                   |                   |                   |  |  |  |  |  |  |  |  |  |  |  |  |  |  |
|                                           |                                           |                                           |                                           |                                           |                                           |                                                  |                                                  |                                                  |                                                  |                                                  |                                                  |                                              |                                              |                                                       |                                                       |                                                       |                                                       |                                                       |                                                       |                                   |                                   |                               |                               |                                                                   |                                                                   |                                                                   |                                                                   |                                                                   |                                                                   |                                  |                                  |                                                                      |                                                                      |                                                                      |                                                                      |                                                                      |                                                                      |                              |                              |                                                                |                                                                |                                                                |                                                                |                                                                |                                                                |                                 |                                 |                                 |                                 |                                          |                                          |                                          |                                          |                                                                 |                                                                 |                                                                 |                                                                 |                                                                 |                                                                 |                                 |                                 |                                 |                                 |                   |                   |                   |                   |  |  |  |  |  |  |  |  |  |  |  |  |  |  |
|                                           |                                           |                                           |                                           | Oria Íñiguez                              | Oria Íñiguez                              | Oria Íñiguez                                     | Oria Íñiguez                                     | Oria Íñiguez                                     | Oria Íñiguez                                     |                                                  |                                                  | Jimeno de Urrea I c.a 1147-1185              | Jimeno de Urrea I c.a 1147-1185              | Jimeno de Urrea I c.a 1147-1185                       | Jimeno de Urrea I c.a 1147-1185                       | Jimeno de Urrea I c.a 1147-1185                       | Jimeno de Urrea I c.a 1147-1185                       |                                                       |                                                       |                                   |                                   |                               |                               |                                                                   |                                                                   |                                                                   |                                                                   |                                                                   |                                                                   |                                  |                                  |                                                                      |                                                                      | Pedro de Urrea c.a 1147-1183                                         | Pedro de Urrea c.a 1147-1183                                         | Pedro de Urrea c.a 1147-1183                                         | Pedro de Urrea c.a 1147-1183                                         | Pedro de Urrea c.a 1147-1183 | Pedro de Urrea c.a 1147-1183 |                                                                |                                                                | Oria                                                           | Oria                                                           | Oria                                                           | Oria                                                           | Oria                            | Oria                            |                                 |                                 |                                          |                                          |                                          |                                          |                                                                 |                                                                 |                                                                 |                                                                 |                                                                 |                                                                 |                                 |                                 |                                 |                                 |                   |                   |                   |                   |  |  |  |  |  |  |  |  |  |  |  |  |  |  |
|                                           |                                           |                                           |                                           | Oria Íñiguez                              | Oria Íñiguez                              | Oria Íñiguez                                     | Oria Íñiguez                                     | Oria Íñiguez                                     | Oria Íñiguez                                     |                                                  |                                                  | Jimeno de Urrea I c.a 1147-1185              | Jimeno de Urrea I c.a 1147-1185              | Jimeno de Urrea I c.a 1147-1185                       | Jimeno de Urrea I c.a 1147-1185                       | Jimeno de Urrea I c.a 1147-1185                       | Jimeno de Urrea I c.a 1147-1185                       |                                                       |                                                       |                                   |                                   |                               |                               |                                                                   |                                                                   |                                                                   |                                                                   |                                                                   |                                                                   |                                  |                                  |                                                                      |                                                                      | Pedro de Urrea c.a 1147-1183                                         | Pedro de Urrea c.a 1147-1183                                         | Pedro de Urrea c.a 1147-1183                                         | Pedro de Urrea c.a 1147-1183                                         | Pedro de Urrea c.a 1147-1183 | Pedro de Urrea c.a 1147-1183 |                                                                |                                                                | Oria                                                           | Oria                                                           | Oria                                                           | Oria                                                           | Oria                            | Oria                            |                                 |                                 |                                          |                                          |                                          |                                          |                                                                 |                                                                 |                                                                 |                                                                 |                                                                 |                                                                 |                                 |                                 |                                 |                                 |                   |                   |                   |                   |  |  |  |  |  |  |  |  |  |  |  |  |  |  |
|                                           |                                           |                                           |                                           |                                           |                                           |                                                  |                                                  |                                                  |                                                  |                                                  |                                                  |                                              |                                              |                                                       |                                                       |                                                       |                                                       |                                                       |                                                       |                                   |                                   |                               |                               |                                                                   |                                                                   |                                                                   |                                                                   |                                                                   |                                                                   |                                  |                                  |                                                                      |                                                                      |                                                                      |                                                                      |                                                                      |                                                                      |                              |                              |                                                                |                                                                |                                                                |                                                                |                                                                |                                                                |                                 |                                 |                                 |                                 |                                          |                                          |                                          |                                          |                                                                 |                                                                 |                                                                 |                                                                 |                                                                 |                                                                 |                                 |                                 |                                 |                                 |                   |                   |                   |                   |  |  |  |  |  |  |  |  |  |  |  |  |  |  |
|                                           |                                           |                                           |                                           |                                           |                                           |                                                  |                                                  |                                                  |                                                  |                                                  |                                                  |                                              |                                              |                                                       |                                                       |                                                       |                                                       |                                                       |                                                       |                                   |                                   |                               |                               |                                                                   |                                                                   |                                                                   |                                                                   |                                                                   |                                                                   |                                  |                                  |                                                                      |                                                                      |                                                                      |                                                                      |                                                                      |                                                                      |                              |                              |                                                                |                                                                |                                                                |                                                                |                                                                |                                                                |                                 |                                 |                                 |                                 |                                          |                                          |                                          |                                          |                                                                 |                                                                 |                                                                 |                                                                 |                                                                 |                                                                 |                                 |                                 |                                 |                                 |                   |                   |                   |                   |  |  |  |  |  |  |  |  |  |  |  |  |  |  |
| Rodrigo † a.1191 Casado con Beatriz       | Rodrigo † a.1191 Casado con Beatriz       | Rodrigo † a.1191 Casado con Beatriz       | Rodrigo † a.1191 Casado con Beatriz       | Rodrigo † a.1191 Casado con Beatriz       | Rodrigo † a.1191 Casado con Beatriz       |                                                  |                                                  |                                                  |                                                  |                                                  |                                                  |                                              |                                              | Sancha                                                | Sancha                                                | Sancha                                                | Sancha                                                | Sancha                                                | Sancha                                                |                                   |                                   | García Ortiz señores de Azuer | García Ortiz señores de Azuer | García Ortiz señores de Azuer                                     | García Ortiz señores de Azuer                                     | García Ortiz señores de Azuer                                     | García Ortiz señores de Azuer                                     |                                                                   |                                                                   | Rodrigo Pérez de Urrea 1165-1243 | Rodrigo Pérez de Urrea 1165-1243 | Rodrigo Pérez de Urrea 1165-1243                                     | Rodrigo Pérez de Urrea 1165-1243                                     | Rodrigo Pérez de Urrea 1165-1243                                     | Rodrigo Pérez de Urrea 1165-1243                                     |                                                                      |                                                                      | Sancha ∞ Galín Ximenes       | Sancha ∞ Galín Ximenes       | Sancha ∞ Galín Ximenes                                         | Sancha ∞ Galín Ximenes                                         | Sancha ∞ Galín Ximenes                                         | Sancha ∞ Galín Ximenes                                         |                                                                |                                                                | Toda † entre 1196-1216          | Toda † entre 1196-1216          | Toda † entre 1196-1216          | Toda † entre 1196-1216          | Toda † entre 1196-1216                   | Toda † entre 1196-1216                   |                                          |                                          | Urraca                                                          | Urraca                                                          | Urraca                                                          | Urraca                                                          | Urraca                                                          | Urraca                                                          |                                 |                                 |                                 |                                 |                   |                   |                   |                   |  |  |  |  |  |  |  |  |  |  |  |  |  |  |
| Rodrigo † a.1191 Casado con Beatriz       | Rodrigo † a.1191 Casado con Beatriz       | Rodrigo † a.1191 Casado con Beatriz       | Rodrigo † a.1191 Casado con Beatriz       | Rodrigo † a.1191 Casado con Beatriz       | Rodrigo † a.1191 Casado con Beatriz       |                                                  |                                                  |                                                  |                                                  |                                                  |                                                  |                                              |                                              | Sancha                                                | Sancha                                                | Sancha                                                | Sancha                                                | Sancha                                                | Sancha                                                |                                   |                                   | García Ortiz señores de Azuer | García Ortiz señores de Azuer | García Ortiz señores de Azuer                                     | García Ortiz señores de Azuer                                     | García Ortiz señores de Azuer                                     | García Ortiz señores de Azuer                                     |                                                                   |                                                                   | Rodrigo Pérez de Urrea 1165-1243 | Rodrigo Pérez de Urrea 1165-1243 | Rodrigo Pérez de Urrea 1165-1243                                     | Rodrigo Pérez de Urrea 1165-1243                                     | Rodrigo Pérez de Urrea 1165-1243                                     | Rodrigo Pérez de Urrea 1165-1243                                     |                                                                      |                                                                      | Sancha ∞ Galín Ximenes       | Sancha ∞ Galín Ximenes       | Sancha ∞ Galín Ximenes                                         | Sancha ∞ Galín Ximenes                                         | Sancha ∞ Galín Ximenes                                         | Sancha ∞ Galín Ximenes                                         |                                                                |                                                                | Toda † entre 1196-1216          | Toda † entre 1196-1216          | Toda † entre 1196-1216          | Toda † entre 1196-1216          | Toda † entre 1196-1216                   | Toda † entre 1196-1216                   |                                          |                                          | Urraca                                                          | Urraca                                                          | Urraca                                                          | Urraca                                                          | Urraca                                                          | Urraca                                                          |                                 |                                 |                                 |                                 |                   |                   |                   |                   |  |  |  |  |  |  |  |  |  |  |  |  |  |  |
|                                           |                                           |                                           |                                           |                                           |                                           |                                                  |                                                  |                                                  |                                                  |                                                  |                                                  |                                              |                                              |                                                       |                                                       |                                                       |                                                       |                                                       |                                                       |                                   |                                   |                               |                               |                                                                   |                                                                   |                                                                   |                                                                   |                                                                   |                                                                   |                                  |                                  |                                                                      |                                                                      |                                                                      |                                                                      |                                                                      |                                                                      |                              |                              |                                                                |                                                                |                                                                |                                                                |                                                                |                                                                |                                 |                                 |                                 |                                 |                                          |                                          |                                          |                                          |                                                                 |                                                                 |                                                                 |                                                                 |                                                                 |                                                                 |                                 |                                 |                                 |                                 |                   |                   |                   |                   |  |  |  |  |  |  |  |  |  |  |  |  |  |  |
| Oria                                      | Oria                                      | Oria                                      | Oria                                      | Oria                                      | Oria                                      |                                                  |                                                  | Pedro II Jiménez de Urrea c.1191-1209            | Pedro II Jiménez de Urrea c.1191-1209            | Pedro II Jiménez de Urrea c.1191-1209            | Pedro II Jiménez de Urrea c.1191-1209            | Pedro II Jiménez de Urrea c.1191-1209        | Pedro II Jiménez de Urrea c.1191-1209        |                                                       |                                                       | María Romeo                                           | María Romeo                                           | María Romeo                                           | María Romeo                                           | María Romeo                       | María Romeo                       |                               |                               |                                                                   |                                                                   | Ruy Vázquez                                                       | Ruy Vázquez                                                       | Ruy Vázquez                                                       | Ruy Vázquez                                                       | Ruy Vázquez                      | Ruy Vázquez                      |                                                                      |                                                                      |                                                                      |                                                                      |                                                                      |                                                                      | Casa de Luesia               | Casa de Luesia               | Casa de Luesia                                                 | Casa de Luesia                                                 | Casa de Luesia                                                 | Casa de Luesia                                                 |                                                                |                                                                |                                 |                                 |                                 |                                 |                                          |                                          |                                          |                                          |                                                                 |                                                                 |                                                                 |                                                                 |                                                                 |                                                                 |                                 |                                 |                                 |                                 |                   |                   |                   |                   |  |  |  |  |  |  |  |  |  |  |  |  |  |  |
| Oria                                      | Oria                                      | Oria                                      | Oria                                      | Oria                                      | Oria                                      |                                                  |                                                  | Pedro II Jiménez de Urrea c.1191-1209            | Pedro II Jiménez de Urrea c.1191-1209            | Pedro II Jiménez de Urrea c.1191-1209            | Pedro II Jiménez de Urrea c.1191-1209            | Pedro II Jiménez de Urrea c.1191-1209        | Pedro II Jiménez de Urrea c.1191-1209        |                                                       |                                                       | María Romeo                                           | María Romeo                                           | María Romeo                                           | María Romeo                                           | María Romeo                       | María Romeo                       |                               |                               |                                                                   |                                                                   | Ruy Vázquez                                                       | Ruy Vázquez                                                       | Ruy Vázquez                                                       | Ruy Vázquez                                                       | Ruy Vázquez                      | Ruy Vázquez                      |                                                                      |                                                                      |                                                                      |                                                                      |                                                                      |                                                                      | Casa de Luesia               | Casa de Luesia               | Casa de Luesia                                                 | Casa de Luesia                                                 | Casa de Luesia                                                 | Casa de Luesia                                                 |                                                                |                                                                |                                 |                                 |                                 |                                 |                                          |                                          |                                          |                                          |                                                                 |                                                                 |                                                                 |                                                                 |                                                                 |                                                                 |                                 |                                 |                                 |                                 |                   |                   |                   |                   |  |  |  |  |  |  |  |  |  |  |  |  |  |  |
|                                           |                                           |                                           |                                           |                                           |                                           |                                                  |                                                  |                                                  |                                                  |                                                  |                                                  |                                              |                                              |                                                       |                                                       |                                                       |                                                       |                                                       |                                                       |                                   |                                   |                               |                               |                                                                   |                                                                   |                                                                   |                                                                   |                                                                   |                                                                   |                                  |                                  |                                                                      |                                                                      |                                                                      |                                                                      |                                                                      |                                                                      |                              |                              |                                                                |                                                                |                                                                |                                                                |                                                                |                                                                |                                 |                                 |                                 |                                 |                                          |                                          |                                          |                                          |                                                                 |                                                                 |                                                                 |                                                                 |                                                                 |                                                                 |                                 |                                 |                                 |                                 |                   |                   |                   |                   |  |  |  |  |  |  |  |  |  |  |  |  |  |  |
|                                           |                                           |                                           |                                           |                                           |                                           |                                                  |                                                  |                                                  |                                                  |                                                  |                                                  | Jimeno de Urrea II 1209-1248                 | Jimeno de Urrea II 1209-1248                 | Jimeno de Urrea II 1209-1248                          | Jimeno de Urrea II 1209-1248                          | Jimeno de Urrea II 1209-1248                          | Jimeno de Urrea II 1209-1248                          |                                                       |                                                       | María Ruíz                        | María Ruíz                        | María Ruíz                    | María Ruíz                    | María Ruíz                                                        | María Ruíz                                                        |                                                                   |                                                                   |                                                                   |                                                                   |                                  |                                  |                                                                      |                                                                      |                                                                      |                                                                      |                                                                      |                                                                      |                              |                              |                                                                |                                                                |                                                                |                                                                |                                                                |                                                                |                                 |                                 | Pedro Cornel III                | Pedro Cornel III                | Pedro Cornel III                         | Pedro Cornel III                         | Pedro Cornel III                         | Pedro Cornel III                         |                                                                 |                                                                 |                                                                 |                                                                 |                                                                 |                                                                 |                                 |                                 |                                 |                                 |                   |                   |                   |                   |  |  |  |  |  |  |  |  |  |  |  |  |  |  |
|                                           |                                           |                                           |                                           |                                           |                                           |                                                  |                                                  |                                                  |                                                  |                                                  |                                                  | Jimeno de Urrea II 1209-1248                 | Jimeno de Urrea II 1209-1248                 | Jimeno de Urrea II 1209-1248                          | Jimeno de Urrea II 1209-1248                          | Jimeno de Urrea II 1209-1248                          | Jimeno de Urrea II 1209-1248                          |                                                       |                                                       | María Ruíz                        | María Ruíz                        | María Ruíz                    | María Ruíz                    | María Ruíz                                                        | María Ruíz                                                        |                                                                   |                                                                   |                                                                   |                                                                   |                                  |                                  |                                                                      |                                                                      |                                                                      |                                                                      |                                                                      |                                                                      |                              |                              |                                                                |                                                                |                                                                |                                                                |                                                                |                                                                |                                 |                                 | Pedro Cornel III                | Pedro Cornel III                | Pedro Cornel III                         | Pedro Cornel III                         | Pedro Cornel III                         | Pedro Cornel III                         |                                                                 |                                                                 |                                                                 |                                                                 |                                                                 |                                                                 |                                 |                                 |                                 |                                 |                   |                   |                   |                   |  |  |  |  |  |  |  |  |  |  |  |  |  |  |
|                                           |                                           |                                           |                                           |                                           |                                           |                                                  |                                                  |                                                  |                                                  |                                                  |                                                  |                                              |                                              |                                                       |                                                       |                                                       |                                                       |                                                       |                                                       |                                   |                                   |                               |                               |                                                                   |                                                                   |                                                                   |                                                                   |                                                                   |                                                                   |                                  |                                  |                                                                      |                                                                      |                                                                      |                                                                      |                                                                      |                                                                      |                              |                              |                                                                |                                                                |                                                                |                                                                |                                                                |                                                                |                                 |                                 |                                 |                                 |                                          |                                          |                                          |                                          |                                                                 |                                                                 |                                                                 |                                                                 |                                                                 |                                                                 |                                 |                                 |                                 |                                 |                   |                   |                   |                   |  |  |  |  |  |  |  |  |  |  |  |  |  |  |
|                                           |                                           |                                           |                                           |                                           |                                           |                                                  |                                                  |                                                  |                                                  |                                                  |                                                  |                                              |                                              |                                                       |                                                       |                                                       |                                                       |                                                       |                                                       |                                   |                                   |                               |                               |                                                                   |                                                                   |                                                                   |                                                                   |                                                                   |                                                                   |                                  |                                  |                                                                      |                                                                      |                                                                      |                                                                      |                                                                      |                                                                      |                              |                              |                                                                |                                                                |                                                                |                                                                |                                                                |                                                                |                                 |                                 |                                 |                                 |                                          |                                          |                                          |                                          |                                                                 |                                                                 |                                                                 |                                                                 |                                                                 |                                                                 |                                 |                                 |                                 |                                 |                   |                   |                   |                   |  |  |  |  |  |  |  |  |  |  |  |  |  |  |
| Pedro † a.1248                            | Pedro † a.1248                            | Pedro † a.1248                            | Pedro † a.1248                            | Pedro † a.1248                            | Pedro † a.1248                            |                                                  |                                                  | Sancha                                           | Sancha                                           | Sancha                                           | Sancha                                           | Sancha                                       | Sancha                                       |                                                       |                                                       | Guillerma                                             | Guillerma                                             | Guillerma                                             | Guillerma                                             | Guillerma                         | Guillerma                         |                               |                               | Eva                                                               | Eva                                                               | Eva                                                               | Eva                                                               | Eva                                                               | Eva                                                               |                                  |                                  | Artal III de Alagón                                                  | Artal III de Alagón                                                  | Artal III de Alagón                                                  | Artal III de Alagón                                                  | Artal III de Alagón                                                  | Artal III de Alagón                                                  |                              |                              | Jimeno de Urrea III c.1249-1283                                | Jimeno de Urrea III c.1249-1283                                | Jimeno de Urrea III c.1249-1283                                | Jimeno de Urrea III c.1249-1283                                | Jimeno de Urrea III c.1249-1283                                | Jimeno de Urrea III c.1249-1283                                |                                 |                                 | Toda Pérez Cornel               | Toda Pérez Cornel               | Toda Pérez Cornel                        | Toda Pérez Cornel                        | Toda Pérez Cornel                        | Toda Pérez Cornel                        |                                                                 |                                                                 |                                                                 |                                                                 |                                                                 |                                                                 |                                 |                                 |                                 |                                 |                   |                   |                   |                   |  |  |  |  |  |  |  |  |  |  |  |  |  |  |
| Pedro † a.1248                            | Pedro † a.1248                            | Pedro † a.1248                            | Pedro † a.1248                            | Pedro † a.1248                            | Pedro † a.1248                            |                                                  |                                                  | Sancha                                           | Sancha                                           | Sancha                                           | Sancha                                           | Sancha                                       | Sancha                                       |                                                       |                                                       | Guillerma                                             | Guillerma                                             | Guillerma                                             | Guillerma                                             | Guillerma                         | Guillerma                         |                               |                               | Eva                                                               | Eva                                                               | Eva                                                               | Eva                                                               | Eva                                                               | Eva                                                               |                                  |                                  | Artal III de Alagón                                                  | Artal III de Alagón                                                  | Artal III de Alagón                                                  | Artal III de Alagón                                                  | Artal III de Alagón                                                  | Artal III de Alagón                                                  |                              |                              | Jimeno de Urrea III c.1249-1283                                | Jimeno de Urrea III c.1249-1283                                | Jimeno de Urrea III c.1249-1283                                | Jimeno de Urrea III c.1249-1283                                | Jimeno de Urrea III c.1249-1283                                | Jimeno de Urrea III c.1249-1283                                |                                 |                                 | Toda Pérez Cornel               | Toda Pérez Cornel               | Toda Pérez Cornel                        | Toda Pérez Cornel                        | Toda Pérez Cornel                        | Toda Pérez Cornel                        |                                                                 |                                                                 |                                                                 |                                                                 |                                                                 |                                                                 |                                 |                                 |                                 |                                 |                   |                   |                   |                   |  |  |  |  |  |  |  |  |  |  |  |  |  |  |
|                                           |                                           |                                           |                                           |                                           |                                           |                                                  |                                                  |                                                  |                                                  |                                                  |                                                  |                                              |                                              |                                                       |                                                       |                                                       |                                                       |                                                       |                                                       |                                   |                                   |                               |                               |                                                                   |                                                                   |                                                                   |                                                                   |                                                                   |                                                                   |                                  |                                  |                                                                      |                                                                      |                                                                      |                                                                      |                                                                      |                                                                      |                              |                              |                                                                |                                                                |                                                                |                                                                |                                                                |                                                                |                                 |                                 |                                 |                                 |                                          |                                          |                                          |                                          |                                                                 |                                                                 |                                                                 |                                                                 |                                                                 |                                                                 |                                 |                                 |                                 |                                 |                   |                   |                   |                   |  |  |  |  |  |  |  |  |  |  |  |  |  |  |
|                                           |                                           |                                           |                                           |                                           |                                           |                                                  |                                                  |                                                  |                                                  |                                                  |                                                  |                                              |                                              |                                                       |                                                       |                                                       |                                                       |                                                       |                                                       | Artal I de Luna                   | Artal I de Luna                   | Artal I de Luna               | Artal I de Luna               | Artal I de Luna                                                   | Artal I de Luna                                                   |                                                                   |                                                                   | Casa de Alagón                                                    | Casa de Alagón                                                    | Casa de Alagón                   | Casa de Alagón                   | Casa de Alagón                                                       | Casa de Alagón                                                       | Jaime I de Aragón                                                    | Jaime I de Aragón                                                    | Jaime I de Aragón                                                    | Jaime I de Aragón                                                    | Jaime I de Aragón            | Jaime I de Aragón            |                                                                |                                                                |                                                                |                                                                |                                                                |                                                                |                                 |                                 | Amor Dionís señor de Canals     | Amor Dionís señor de Canals     | Amor Dionís señor de Canals              | Amor Dionís señor de Canals              | Amor Dionís señor de Canals              | Amor Dionís señor de Canals              |                                                                 |                                                                 |                                                                 |                                                                 |                                                                 |                                                                 |                                 |                                 |                                 |                                 |                   |                   |                   |                   |  |  |  |  |  |  |  |  |  |  |  |  |  |  |
|                                           |                                           |                                           |                                           |                                           |                                           |                                                  |                                                  |                                                  |                                                  |                                                  |                                                  |                                              |                                              |                                                       |                                                       |                                                       |                                                       |                                                       |                                                       | Artal I de Luna                   | Artal I de Luna                   | Artal I de Luna               | Artal I de Luna               | Artal I de Luna                                                   | Artal I de Luna                                                   |                                                                   |                                                                   | Casa de Alagón                                                    | Casa de Alagón                                                    | Casa de Alagón                   | Casa de Alagón                   | Casa de Alagón                                                       | Casa de Alagón                                                       | Jaime I de Aragón                                                    | Jaime I de Aragón                                                    | Jaime I de Aragón                                                    | Jaime I de Aragón                                                    | Jaime I de Aragón            | Jaime I de Aragón            |                                                                |                                                                |                                                                |                                                                |                                                                |                                                                |                                 |                                 | Amor Dionís señor de Canals     | Amor Dionís señor de Canals     | Amor Dionís señor de Canals              | Amor Dionís señor de Canals              | Amor Dionís señor de Canals              | Amor Dionís señor de Canals              |                                                                 |                                                                 |                                                                 |                                                                 |                                                                 |                                                                 |                                 |                                 |                                 |                                 |                   |                   |                   |                   |  |  |  |  |  |  |  |  |  |  |  |  |  |  |
|                                           |                                           |                                           |                                           |                                           |                                           |                                                  |                                                  |                                                  |                                                  |                                                  |                                                  |                                              |                                              |                                                       |                                                       |                                                       |                                                       |                                                       |                                                       |                                   |                                   |                               |                               |                                                                   |                                                                   |                                                                   |                                                                   |                                                                   |                                                                   |                                  |                                  |                                                                      |                                                                      |                                                                      |                                                                      |                                                                      |                                                                      |                              |                              |                                                                |                                                                |                                                                |                                                                |                                                                |                                                                |                                 |                                 |                                 |                                 |                                          |                                          |                                          |                                          |                                                                 |                                                                 |                                                                 |                                                                 |                                                                 |                                                                 |                                 |                                 |                                 |                                 |                   |                   |                   |                   |  |  |  |  |  |  |  |  |  |  |  |  |  |  |
| Teresa Religiosa Guillerma Religiosa Toda | Teresa Religiosa Guillerma Religiosa Toda | Teresa Religiosa Guillerma Religiosa Toda | Teresa Religiosa Guillerma Religiosa Toda | Teresa Religiosa Guillerma Religiosa Toda | Teresa Religiosa Guillerma Religiosa Toda | Miguel Obispo de Tarazona entre 1309 y 1317 Lope | Miguel Obispo de Tarazona entre 1309 y 1317 Lope | Miguel Obispo de Tarazona entre 1309 y 1317 Lope | Miguel Obispo de Tarazona entre 1309 y 1317 Lope | Miguel Obispo de Tarazona entre 1309 y 1317 Lope | Miguel Obispo de Tarazona entre 1309 y 1317 Lope | Eva                                          | Eva                                          | Eva                                                   | Eva                                                   | Eva                                                   | Eva                                                   |                                                       |                                                       | Lope Ferrench III de Luna         | Lope Ferrench III de Luna         | Lope Ferrench III de Luna     | Lope Ferrench III de Luna     | Lope Ferrench III de Luna                                         | Lope Ferrench III de Luna                                         | Aldonza                                                           | Aldonza                                                           | Aldonza                                                           | Aldonza                                                           | Aldonza                          | Aldonza                          |                                                                      |                                                                      | Fernán Sánchez de Castro                                             | Fernán Sánchez de Castro                                             | Fernán Sánchez de Castro                                             | Fernán Sánchez de Castro                                             | Fernán Sánchez de Castro     | Fernán Sánchez de Castro     | Jimeno de Urrea IV 1276- +1301 Señor de Biota, Aladrén y otros | Jimeno de Urrea IV 1276- +1301 Señor de Biota, Aladrén y otros | Jimeno de Urrea IV 1276- +1301 Señor de Biota, Aladrén y otros | Jimeno de Urrea IV 1276- +1301 Señor de Biota, Aladrén y otros | Jimeno de Urrea IV 1276- +1301 Señor de Biota, Aladrén y otros | Jimeno de Urrea IV 1276- +1301 Señor de Biota, Aladrén y otros |                                 |                                 | Gracia Dionís                   | Gracia Dionís                   | Gracia Dionís                            | Gracia Dionís                            | Gracia Dionís                            | Gracia Dionís                            | Juan Jiménez de Urrea 1276-1310 Señor de Alcalatén y Monteagudo | Juan Jiménez de Urrea 1276-1310 Señor de Alcalatén y Monteagudo | Juan Jiménez de Urrea 1276-1310 Señor de Alcalatén y Monteagudo | Juan Jiménez de Urrea 1276-1310 Señor de Alcalatén y Monteagudo | Juan Jiménez de Urrea 1276-1310 Señor de Alcalatén y Monteagudo | Juan Jiménez de Urrea 1276-1310 Señor de Alcalatén y Monteagudo |                                 |                                 | Teresa de Entenza               | Teresa de Entenza               | Teresa de Entenza | Teresa de Entenza | Teresa de Entenza | Teresa de Entenza |  |  |  |  |  |  |  |  |  |  |  |  |  |  |
| Teresa Religiosa Guillerma Religiosa Toda | Teresa Religiosa Guillerma Religiosa Toda | Teresa Religiosa Guillerma Religiosa Toda | Teresa Religiosa Guillerma Religiosa Toda | Teresa Religiosa Guillerma Religiosa Toda | Teresa Religiosa Guillerma Religiosa Toda | Miguel Obispo de Tarazona entre 1309 y 1317 Lope | Miguel Obispo de Tarazona entre 1309 y 1317 Lope | Miguel Obispo de Tarazona entre 1309 y 1317 Lope | Miguel Obispo de Tarazona entre 1309 y 1317 Lope | Miguel Obispo de Tarazona entre 1309 y 1317 Lope | Miguel Obispo de Tarazona entre 1309 y 1317 Lope | Eva                                          | Eva                                          | Eva                                                   | Eva                                                   | Eva                                                   | Eva                                                   |                                                       |                                                       | Lope Ferrench III de Luna         | Lope Ferrench III de Luna         | Lope Ferrench III de Luna     | Lope Ferrench III de Luna     | Lope Ferrench III de Luna                                         | Lope Ferrench III de Luna                                         | Aldonza                                                           | Aldonza                                                           | Aldonza                                                           | Aldonza                                                           | Aldonza                          | Aldonza                          |                                                                      |                                                                      | Fernán Sánchez de Castro                                             | Fernán Sánchez de Castro                                             | Fernán Sánchez de Castro                                             | Fernán Sánchez de Castro                                             | Fernán Sánchez de Castro     | Fernán Sánchez de Castro     | Jimeno de Urrea IV 1276- +1301 Señor de Biota, Aladrén y otros | Jimeno de Urrea IV 1276- +1301 Señor de Biota, Aladrén y otros | Jimeno de Urrea IV 1276- +1301 Señor de Biota, Aladrén y otros | Jimeno de Urrea IV 1276- +1301 Señor de Biota, Aladrén y otros | Jimeno de Urrea IV 1276- +1301 Señor de Biota, Aladrén y otros | Jimeno de Urrea IV 1276- +1301 Señor de Biota, Aladrén y otros |                                 |                                 | Gracia Dionís                   | Gracia Dionís                   | Gracia Dionís                            | Gracia Dionís                            | Gracia Dionís                            | Gracia Dionís                            | Juan Jiménez de Urrea 1276-1310 Señor de Alcalatén y Monteagudo | Juan Jiménez de Urrea 1276-1310 Señor de Alcalatén y Monteagudo | Juan Jiménez de Urrea 1276-1310 Señor de Alcalatén y Monteagudo | Juan Jiménez de Urrea 1276-1310 Señor de Alcalatén y Monteagudo | Juan Jiménez de Urrea 1276-1310 Señor de Alcalatén y Monteagudo | Juan Jiménez de Urrea 1276-1310 Señor de Alcalatén y Monteagudo |                                 |                                 | Teresa de Entenza               | Teresa de Entenza               | Teresa de Entenza | Teresa de Entenza | Teresa de Entenza | Teresa de Entenza |  |  |  |  |  |  |  |  |  |  |  |  |  |  |
|                                           |                                           |                                           |                                           |                                           |                                           |                                                  |                                                  |                                                  |                                                  |                                                  |                                                  |                                              |                                              |                                                       |                                                       |                                                       |                                                       |                                                       |                                                       |                                   |                                   |                               |                               |                                                                   |                                                                   |                                                                   |                                                                   |                                                                   |                                                                   |                                  |                                  |                                                                      |                                                                      |                                                                      |                                                                      |                                                                      |                                                                      |                              |                              |                                                                |                                                                |                                                                |                                                                |                                                                |                                                                |                                 |                                 |                                 |                                 |                                          |                                          |                                          |                                          |                                                                 |                                                                 |                                                                 |                                                                 |                                                                 |                                                                 |                                 |                                 |                                 |                                 |                   |                   |                   |                   |  |  |  |  |  |  |  |  |  |  |  |  |  |  |
| Ximeno Cornel †1348 Señor de Alfajarín    | Ximeno Cornel †1348 Señor de Alfajarín    | Ximeno Cornel †1348 Señor de Alfajarín    | Ximeno Cornel †1348 Señor de Alfajarín    | Ximeno Cornel †1348 Señor de Alfajarín    | Ximeno Cornel †1348 Señor de Alfajarín    |                                                  |                                                  | Violante de Pallars Sobirá                       | Violante de Pallars Sobirá                       | Violante de Pallars Sobirá                       | Violante de Pallars Sobirá                       | Violante de Pallars Sobirá                   | Violante de Pallars Sobirá                   |                                                       |                                                       | Rama Lope Ferrench de Luna                            | Rama Lope Ferrench de Luna                            | Rama Lope Ferrench de Luna                            | Rama Lope Ferrench de Luna                            | Rama Lope Ferrench de Luna        | Rama Lope Ferrench de Luna        |                               |                               |                                                                   |                                                                   |                                                                   |                                                                   |                                                                   |                                                                   | Felipe Fernández de Castro       | Felipe Fernández de Castro       | Felipe Fernández de Castro                                           | Felipe Fernández de Castro                                           | Felipe Fernández de Castro                                           | Felipe Fernández de Castro                                           |                                                                      |                                                                      |                              |                              |                                                                |                                                                |                                                                |                                                                |                                                                |                                                                |                                 |                                 |                                 |                                 | Artal V de Alagon †1323 Señor de Sástago | Artal V de Alagon †1323 Señor de Sástago | Artal V de Alagon †1323 Señor de Sástago | Artal V de Alagon †1323 Señor de Sástago | Artal V de Alagon †1323 Señor de Sástago                        | Artal V de Alagon †1323 Señor de Sástago                        |                                                                 |                                                                 | Toda Jiménez de Urrea 1291-1335                                 | Toda Jiménez de Urrea 1291-1335                                 | Toda Jiménez de Urrea 1291-1335 | Toda Jiménez de Urrea 1291-1335 | Toda Jiménez de Urrea 1291-1335 | Toda Jiménez de Urrea 1291-1335 |                   |                   |                   |                   |  |  |  |  |  |  |  |  |  |  |  |  |  |  |
| Ximeno Cornel †1348 Señor de Alfajarín    | Ximeno Cornel †1348 Señor de Alfajarín    | Ximeno Cornel †1348 Señor de Alfajarín    | Ximeno Cornel †1348 Señor de Alfajarín    | Ximeno Cornel †1348 Señor de Alfajarín    | Ximeno Cornel †1348 Señor de Alfajarín    |                                                  |                                                  | Violante de Pallars Sobirá                       | Violante de Pallars Sobirá                       | Violante de Pallars Sobirá                       | Violante de Pallars Sobirá                       | Violante de Pallars Sobirá                   | Violante de Pallars Sobirá                   |                                                       |                                                       | Rama Lope Ferrench de Luna                            | Rama Lope Ferrench de Luna                            | Rama Lope Ferrench de Luna                            | Rama Lope Ferrench de Luna                            | Rama Lope Ferrench de Luna        | Rama Lope Ferrench de Luna        |                               |                               |                                                                   |                                                                   |                                                                   |                                                                   |                                                                   |                                                                   | Felipe Fernández de Castro       | Felipe Fernández de Castro       | Felipe Fernández de Castro                                           | Felipe Fernández de Castro                                           | Felipe Fernández de Castro                                           | Felipe Fernández de Castro                                           |                                                                      |                                                                      |                              |                              |                                                                |                                                                |                                                                |                                                                |                                                                |                                                                |                                 |                                 |                                 |                                 | Artal V de Alagon †1323 Señor de Sástago | Artal V de Alagon †1323 Señor de Sástago | Artal V de Alagon †1323 Señor de Sástago | Artal V de Alagon †1323 Señor de Sástago | Artal V de Alagon †1323 Señor de Sástago                        | Artal V de Alagon †1323 Señor de Sástago                        |                                                                 |                                                                 | Toda Jiménez de Urrea 1291-1335                                 | Toda Jiménez de Urrea 1291-1335                                 | Toda Jiménez de Urrea 1291-1335 | Toda Jiménez de Urrea 1291-1335 | Toda Jiménez de Urrea 1291-1335 | Toda Jiménez de Urrea 1291-1335 |                   |                   |                   |                   |  |  |  |  |  |  |  |  |  |  |  |  |  |  |
|                                           |                                           |                                           |                                           |                                           |                                           |                                                  |                                                  |                                                  |                                                  |                                                  |                                                  |                                              |                                              |                                                       |                                                       | Elvira Cornel Segundo matrimonio.                     | Elvira Cornel Segundo matrimonio.                     | Elvira Cornel Segundo matrimonio.                     | Elvira Cornel Segundo matrimonio.                     | Elvira Cornel Segundo matrimonio. | Elvira Cornel Segundo matrimonio. |                               |                               | Juan Jiménez de Urrea 1301- +1348 Señor de Biota, Aladrén y otros | Juan Jiménez de Urrea 1301- +1348 Señor de Biota, Aladrén y otros | Juan Jiménez de Urrea 1301- +1348 Señor de Biota, Aladrén y otros | Juan Jiménez de Urrea 1301- +1348 Señor de Biota, Aladrén y otros | Juan Jiménez de Urrea 1301- +1348 Señor de Biota, Aladrén y otros | Juan Jiménez de Urrea 1301- +1348 Señor de Biota, Aladrén y otros |                                  |                                  |                                                                      |                                                                      |                                                                      |                                                                      |                                                                      |                                                                      |                              |                              | Pedro de Urrea Obispo de Huesca entre 1328 y 1375              | Pedro de Urrea Obispo de Huesca entre 1328 y 1375              | Pedro de Urrea Obispo de Huesca entre 1328 y 1375              | Pedro de Urrea Obispo de Huesca entre 1328 y 1375              | Pedro de Urrea Obispo de Huesca entre 1328 y 1375              | Pedro de Urrea Obispo de Huesca entre 1328 y 1375              | Jimeno de Urrea señor de Canals | Jimeno de Urrea señor de Canals | Jimeno de Urrea señor de Canals | Jimeno de Urrea señor de Canals | Jimeno de Urrea señor de Canals          | Jimeno de Urrea señor de Canals          |                                          |                                          |                                                                 |                                                                 |                                                                 |                                                                 |                                                                 |                                                                 |                                 |                                 |                                 |                                 |                   |                   |                   |                   |  |  |  |  |  |  |  |  |  |  |  |  |  |  |
|                                           |                                           |                                           |                                           |                                           |                                           |                                                  |                                                  |                                                  |                                                  |                                                  |                                                  |                                              |                                              |                                                       |                                                       | Elvira Cornel Segundo matrimonio.                     | Elvira Cornel Segundo matrimonio.                     | Elvira Cornel Segundo matrimonio.                     | Elvira Cornel Segundo matrimonio.                     | Elvira Cornel Segundo matrimonio. | Elvira Cornel Segundo matrimonio. |                               |                               | Juan Jiménez de Urrea 1301- +1348 Señor de Biota, Aladrén y otros | Juan Jiménez de Urrea 1301- +1348 Señor de Biota, Aladrén y otros | Juan Jiménez de Urrea 1301- +1348 Señor de Biota, Aladrén y otros | Juan Jiménez de Urrea 1301- +1348 Señor de Biota, Aladrén y otros | Juan Jiménez de Urrea 1301- +1348 Señor de Biota, Aladrén y otros | Juan Jiménez de Urrea 1301- +1348 Señor de Biota, Aladrén y otros |                                  |                                  |                                                                      |                                                                      |                                                                      |                                                                      |                                                                      |                                                                      |                              |                              | Pedro de Urrea Obispo de Huesca entre 1328 y 1375              | Pedro de Urrea Obispo de Huesca entre 1328 y 1375              | Pedro de Urrea Obispo de Huesca entre 1328 y 1375              | Pedro de Urrea Obispo de Huesca entre 1328 y 1375              | Pedro de Urrea Obispo de Huesca entre 1328 y 1375              | Pedro de Urrea Obispo de Huesca entre 1328 y 1375              | Jimeno de Urrea señor de Canals | Jimeno de Urrea señor de Canals | Jimeno de Urrea señor de Canals | Jimeno de Urrea señor de Canals | Jimeno de Urrea señor de Canals          | Jimeno de Urrea señor de Canals          |                                          |                                          |                                                                 |                                                                 |                                                                 |                                                                 |                                                                 |                                                                 |                                 |                                 |                                 |                                 |                   |                   |                   |                   |  |  |  |  |  |  |  |  |  |  |  |  |  |  |
|                                           |                                           |                                           |                                           |                                           |                                           |                                                  |                                                  |                                                  |                                                  |                                                  |                                                  |                                              |                                              |                                                       |                                                       |                                                       |                                                       |                                                       |                                                       |                                   |                                   |                               |                               |                                                                   |                                                                   |                                                                   |                                                                   |                                                                   |                                                                   |                                  |                                  | Sibila de Anglesola Primer matrimonio. † circa. 17 de julio de 1314. | Sibila de Anglesola Primer matrimonio. † circa. 17 de julio de 1314. | Sibila de Anglesola Primer matrimonio. † circa. 17 de julio de 1314. | Sibila de Anglesola Primer matrimonio. † circa. 17 de julio de 1314. | Sibila de Anglesola Primer matrimonio. † circa. 17 de julio de 1314. | Sibila de Anglesola Primer matrimonio. † circa. 17 de julio de 1314. |                              |                              |                                                                |                                                                |                                                                |                                                                |                                                                |                                                                |                                 |                                 |                                 |                                 |                                          |                                          |                                          |                                          | Juan Jiménez de Urrea II1310 Señor de Alcalatén y Monteagudo    | Juan Jiménez de Urrea II1310 Señor de Alcalatén y Monteagudo    | Juan Jiménez de Urrea II1310 Señor de Alcalatén y Monteagudo    | Juan Jiménez de Urrea II1310 Señor de Alcalatén y Monteagudo    | Juan Jiménez de Urrea II1310 Señor de Alcalatén y Monteagudo    | Juan Jiménez de Urrea II1310 Señor de Alcalatén y Monteagudo    |                                 |                                 |                                 |                                 |                   |                   |                   |                   |  |  |  |  |  |  |  |  |  |  |  |  |  |  |
|                                           |                                           |                                           |                                           |                                           |                                           |                                                  |                                                  |                                                  |                                                  |                                                  |                                                  |                                              |                                              |                                                       |                                                       |                                                       |                                                       |                                                       |                                                       |                                   |                                   |                               |                               |                                                                   |                                                                   |                                                                   |                                                                   |                                                                   |                                                                   |                                  |                                  | Sibila de Anglesola Primer matrimonio. † circa. 17 de julio de 1314. | Sibila de Anglesola Primer matrimonio. † circa. 17 de julio de 1314. | Sibila de Anglesola Primer matrimonio. † circa. 17 de julio de 1314. | Sibila de Anglesola Primer matrimonio. † circa. 17 de julio de 1314. | Sibila de Anglesola Primer matrimonio. † circa. 17 de julio de 1314. | Sibila de Anglesola Primer matrimonio. † circa. 17 de julio de 1314. |                              |                              |                                                                |                                                                |                                                                |                                                                |                                                                |                                                                |                                 |                                 |                                 |                                 |                                          |                                          |                                          |                                          | Juan Jiménez de Urrea II1310 Señor de Alcalatén y Monteagudo    | Juan Jiménez de Urrea II1310 Señor de Alcalatén y Monteagudo    | Juan Jiménez de Urrea II1310 Señor de Alcalatén y Monteagudo    | Juan Jiménez de Urrea II1310 Señor de Alcalatén y Monteagudo    | Juan Jiménez de Urrea II1310 Señor de Alcalatén y Monteagudo    | Juan Jiménez de Urrea II1310 Señor de Alcalatén y Monteagudo    |                                 |                                 |                                 |                                 |                   |                   |                   |                   |  |  |  |  |  |  |  |  |  |  |  |  |  |  |
|                                           |                                           | Juan Martínez de Luna                     | Juan Martínez de Luna                     | Juan Martínez de Luna                     | Juan Martínez de Luna                     | Juan Martínez de Luna                            | Juan Martínez de Luna                            |                                                  |                                                  | Beatriz                                          | Beatriz                                          | Beatriz                                      | Beatriz                                      | Beatriz                                               | Beatriz                                               |                                                       |                                                       |                                                       |                                                       |                                   |                                   |                               |                               |                                                                   |                                                                   | Juan Jiménez de Urrea II †1348                                    | Juan Jiménez de Urrea II †1348                                    | Juan Jiménez de Urrea II †1348                                    | Juan Jiménez de Urrea II †1348                                    | Juan Jiménez de Urrea II †1348   | Juan Jiménez de Urrea II †1348   |                                                                      |                                                                      |                                                                      |                                                                      |                                                                      |                                                                      |                              |                              |                                                                |                                                                |                                                                |                                                                |                                                                |                                                                |                                 |                                 |                                 |                                 |                                          |                                          |                                          |                                          |                                                                 |                                                                 |                                                                 |                                                                 |                                                                 |                                                                 |                                 |                                 |                                 |                                 |                   |                   |                   |                   |  |  |  |  |  |  |  |  |  |  |  |  |  |  |
|                                           |                                           | Juan Martínez de Luna                     | Juan Martínez de Luna                     | Juan Martínez de Luna                     | Juan Martínez de Luna                     | Juan Martínez de Luna                            | Juan Martínez de Luna                            |                                                  |                                                  | Beatriz                                          | Beatriz                                          | Beatriz                                      | Beatriz                                      | Beatriz                                               | Beatriz                                               |                                                       |                                                       |                                                       |                                                       |                                   |                                   |                               |                               |                                                                   |                                                                   | Juan Jiménez de Urrea II †1348                                    | Juan Jiménez de Urrea II †1348                                    | Juan Jiménez de Urrea II †1348                                    | Juan Jiménez de Urrea II †1348                                    | Juan Jiménez de Urrea II †1348   | Juan Jiménez de Urrea II †1348   |                                                                      |                                                                      |                                                                      |                                                                      |                                                                      |                                                                      |                              |                              |                                                                |                                                                |                                                                |                                                                |                                                                |                                                                |                                 |                                 |                                 |                                 |                                          |                                          |                                          |                                          |                                                                 |                                                                 |                                                                 |                                                                 |                                                                 |                                                                 |                                 |                                 |                                 |                                 |                   |                   |                   |                   |  |  |  |  |  |  |  |  |  |  |  |  |  |  |
|                                           |                                           |                                           |                                           |                                           |                                           |                                                  |                                                  |                                                  |                                                  |                                                  |                                                  |                                              |                                              |                                                       |                                                       |                                                       |                                                       |                                                       |                                                       |                                   |                                   |                               |                               |                                                                   |                                                                   |                                                                   |                                                                   |                                                                   |                                                                   |                                  |                                  |                                                                      |                                                                      |                                                                      |                                                                      |                                                                      |                                                                      |                              |                              |                                                                |                                                                |                                                                |                                                                |                                                                |                                                                |                                 |                                 |                                 |                                 |                                          |                                          |                                          |                                          | Continuación de la Casa de Urrea en la rama de Alcalatén        |                                                                 |                                                                 |                                                                 |                                                                 |                                                                 |                                 |                                 |                                 |                                 |                   |                   |                   |                   |  |  |  |  |  |  |  |  |  |  |  |  |  |  |
|                                           |                                           |                                           |                                           |                                           |                                           |                                                  |                                                  |                                                  |                                                  |                                                  |                                                  | Gonzalo González de Lucio                    | Gonzalo González de Lucio                    | Gonzalo González de Lucio                             | Gonzalo González de Lucio                             | Gonzalo González de Lucio                             | Gonzalo González de Lucio                             |                                                       |                                                       | Violante                          | Violante                          | Violante                      | Violante                      | Violante                                                          | Violante                                                          |                                                                   |                                                                   |                                                                   |                                                                   |                                  |                                  |                                                                      |                                                                      |                                                                      |                                                                      |                                                                      |                                                                      |                              |                              |                                                                |                                                                |                                                                |                                                                |                                                                |                                                                |                                 |                                 |                                 |                                 |                                          |                                          |                                          |                                          |                                                                 |                                                                 |                                                                 |                                                                 |                                                                 |                                                                 |                                 |                                 |                                 |                                 |                   |                   |                   |                   |  |  |  |  |  |  |  |  |  |  |  |  |  |  |
|                                           |                                           |                                           |                                           |                                           |                                           |                                                  |                                                  |                                                  |                                                  |                                                  |                                                  | Gonzalo González de Lucio                    | Gonzalo González de Lucio                    | Gonzalo González de Lucio                             | Gonzalo González de Lucio                             | Gonzalo González de Lucio                             | Gonzalo González de Lucio                             |                                                       |                                                       | Violante                          | Violante                          | Violante                      | Violante                      | Violante                                                          | Violante                                                          |                                                                   |                                                                   |                                                                   |                                                                   |                                  |                                  |                                                                      |                                                                      |                                                                      |                                                                      |                                                                      |                                                                      |                              |                              |                                                                |                                                                |                                                                |                                                                |                                                                |                                                                |                                 |                                 |                                 |                                 |                                          |                                          |                                          |                                          |                                                                 |                                                                 |                                                                 |                                                                 |                                                                 |                                                                 |                                 |                                 |                                 |                                 |                   |                   |                   |                   |  |  |  |  |  |  |  |  |  |  |  |  |  |  |
|                                           |                                           |                                           |                                           |                                           |                                           |                                                  |                                                  |                                                  |                                                  |                                                  |                                                  |                                              |                                              |                                                       |                                                       |                                                       |                                                       |                                                       |                                                       |                                   |                                   |                               |                               |                                                                   |                                                                   |                                                                   |                                                                   |                                                                   |                                                                   |                                  |                                  |                                                                      |                                                                      |                                                                      |                                                                      |                                                                      |                                                                      |                              |                              |                                                                |                                                                |                                                                |                                                                |                                                                |                                                                |                                 |                                 |                                 |                                 |                                          |                                          |                                          |                                          |                                                                 |                                                                 |                                                                 |                                                                 |                                                                 |                                                                 |                                 |                                 |                                 |                                 |                   |                   |                   |                   |  |  |  |  |  |  |  |  |  |  |  |  |  |  |
|                                           |                                           |                                           |                                           |                                           |                                           |                                                  |                                                  |                                                  |                                                  |                                                  |                                                  |                                              |                                              |                                                       |                                                       |                                                       |                                                       |                                                       |                                                       |                                   |                                   |                               |                               |                                                                   |                                                                   |                                                                   |                                                                   |                                                                   |                                                                   |                                  |                                  |                                                                      |                                                                      |                                                                      |                                                                      |                                                                      |                                                                      |                              |                              |                                                                |                                                                |                                                                |                                                                |                                                                |                                                                |                                 |                                 |                                 |                                 |                                          |                                          |                                          |                                          |                                                                 |                                                                 |                                                                 |                                                                 |                                                                 |                                                                 |                                 |                                 |                                 |                                 |                   |                   |                   |                   |  |  |  |  |  |  |  |  |  |  |  |  |  |  |
|                                           |                                           |                                           |                                           | Antona † sin descendencia                 | Antona † sin descendencia                 | Antona † sin descendencia                        | Antona † sin descendencia                        | Antona † sin descendencia                        | Antona † sin descendencia                        |                                                  |                                                  |                                              |                                              |                                                       |                                                       |                                                       |                                                       |                                                       |                                                       | María de Palafox                  | María de Palafox                  | María de Palafox              | María de Palafox              | María de Palafox                                                  | María de Palafox                                                  |                                                                   |                                                                   | Juan de Urrea                                                     | Juan de Urrea                                                     | Juan de Urrea                    | Juan de Urrea                    | Juan de Urrea                                                        | Juan de Urrea                                                        |                                                                      |                                                                      | Teresa Ximénez de Aibar                                              | Teresa Ximénez de Aibar                                              | Teresa Ximénez de Aibar      | Teresa Ximénez de Aibar      | Teresa Ximénez de Aibar                                        | Teresa Ximénez de Aibar                                        |                                                                |                                                                |                                                                |                                                                |                                 |                                 |                                 |                                 |                                          |                                          |                                          |                                          |                                                                 |                                                                 |                                                                 |                                                                 |                                                                 |                                                                 |                                 |                                 |                                 |                                 |                   |                   |                   |                   |  |  |  |  |  |  |  |  |  |  |  |  |  |  |
|                                           |                                           |                                           |                                           | Antona † sin descendencia                 | Antona † sin descendencia                 | Antona † sin descendencia                        | Antona † sin descendencia                        | Antona † sin descendencia                        | Antona † sin descendencia                        |                                                  |                                                  |                                              |                                              |                                                       |                                                       |                                                       |                                                       |                                                       |                                                       | María de Palafox                  | María de Palafox                  | María de Palafox              | María de Palafox              | María de Palafox                                                  | María de Palafox                                                  |                                                                   |                                                                   | Juan de Urrea                                                     | Juan de Urrea                                                     | Juan de Urrea                    | Juan de Urrea                    | Juan de Urrea                                                        | Juan de Urrea                                                        |                                                                      |                                                                      | Teresa Ximénez de Aibar                                              | Teresa Ximénez de Aibar                                              | Teresa Ximénez de Aibar      | Teresa Ximénez de Aibar      | Teresa Ximénez de Aibar                                        | Teresa Ximénez de Aibar                                        |                                                                |                                                                |                                                                |                                                                |                                 |                                 |                                 |                                 |                                          |                                          |                                          |                                          |                                                                 |                                                                 |                                                                 |                                                                 |                                                                 |                                                                 |                                 |                                 |                                 |                                 |                   |                   |                   |                   |  |  |  |  |  |  |  |  |  |  |  |  |  |  |
|                                           |                                           |                                           |                                           |                                           |                                           |                                                  |                                                  |                                                  |                                                  |                                                  |                                                  |                                              |                                              |                                                       |                                                       |                                                       |                                                       |                                                       |                                                       |                                   |                                   |                               |                               |                                                                   |                                                                   |                                                                   |                                                                   |                                                                   |                                                                   |                                  |                                  |                                                                      |                                                                      |                                                                      |                                                                      |                                                                      |                                                                      |                              |                              |                                                                |                                                                |                                                                |                                                                |                                                                |                                                                |                                 |                                 |                                 |                                 |                                          |                                          |                                          |                                          |                                                                 |                                                                 |                                                                 |                                                                 |                                                                 |                                                                 |                                 |                                 |                                 |                                 |                   |                   |                   |                   |  |  |  |  |  |  |  |  |  |  |  |  |  |  |
|                                           |                                           |                                           |                                           |                                           |                                           |                                                  |                                                  |                                                  |                                                  |                                                  |                                                  |                                              |                                              |                                                       |                                                       |                                                       |                                                       |                                                       |                                                       |                                   |                                   |                               |                               | Antón de Urrea † sin descendencia                                 | Antón de Urrea † sin descendencia                                 | Antón de Urrea † sin descendencia                                 | Antón de Urrea † sin descendencia                                 | Antón de Urrea † sin descendencia                                 | Antón de Urrea † sin descendencia                                 |                                  |                                  | Juan de Urrea † sin descendencia                                     | Juan de Urrea † sin descendencia                                     | Juan de Urrea † sin descendencia                                     | Juan de Urrea † sin descendencia                                     | Juan de Urrea † sin descendencia                                     | Juan de Urrea † sin descendencia                                     |                              |                              |                                                                |                                                                |                                                                |                                                                |                                                                |                                                                |                                 |                                 |                                 |                                 |                                          |                                          |                                          |                                          |                                                                 |                                                                 |                                                                 |                                                                 |                                                                 |                                                                 |                                 |                                 |                                 |                                 |                   |                   |                   |                   |  |  |  |  |  |  |  |  |  |  |  |  |  |  |

### SigloXIV: Expansión y aparición de ramas cadete
|  | Rama troncal: Señores de Urrea, el Bayo   |
|  | Línea de los Vizcondes de Biota           |
|  | Línea de los Ximenez de Urrea y Atrosillo |
|  | Línea de los señores de Berbedel          |
|  | Línea de los señores de Trasmoz           |

|                                                                                     |                                                                                     |                                                                                     |                                                                                     |                                                                                     |                                                                                     |                                                                                               |                                                                                               |                                                                                               |                                                                                               | Toda Jiménez de Urrea 1291-1335 Señora del Biota y el Bayo                                    | Toda Jiménez de Urrea 1291-1335 Señora del Biota y el Bayo                                    | Toda Jiménez de Urrea 1291-1335 Señora del Biota y el Bayo                                       | Toda Jiménez de Urrea 1291-1335 Señora del Biota y el Bayo                                       | Toda Jiménez de Urrea 1291-1335 Señora del Biota y el Bayo                                       | Toda Jiménez de Urrea 1291-1335 Señora del Biota y el Bayo                                       |                                                                                                  |                                                                                                  | Artal V de Alagon †1323 Señor de Sástago          | Artal V de Alagon †1323 Señor de Sástago          | Artal V de Alagon †1323 Señor de Sástago                                                                 | Artal V de Alagon †1323 Señor de Sástago                                                                 | Artal V de Alagon †1323 Señor de Sástago                                                                 | Artal V de Alagon †1323 Señor de Sástago                                                                 | | |                                                                                     |                                                                                     |                                                                                     |                                                                                     | | | | | | |                                                                                               |                                                                                               |                                                                                               |                                                                                               |                              |                              |                                           |                                           |                                               |                                           |                                                        |                                                        |                                                        |                                                        |                                                        |                                                        |                                                  |                                                  |                                                                           |                                                                           |                                                                           |                                                                           |                                                                           |                                                                           |                                                      |                                                      |                                                      |                                                      |                            |                            |                            |                            |                                                  |                                                  |                                                  |                                                  |                                                  |                                                  |                                       |                                       |                                       |                                       |  |  |  |  |  |  |  |  |  |  |  |  |  |  |  |  |
|                                                                                     |                                                                                     |                                                                                     |                                                                                     |                                                                                     |                                                                                     |                                                                                               |                                                                                               |                                                                                               |                                                                                               | Toda Jiménez de Urrea 1291-1335 Señora del Biota y el Bayo                                    | Toda Jiménez de Urrea 1291-1335 Señora del Biota y el Bayo                                    | Toda Jiménez de Urrea 1291-1335 Señora del Biota y el Bayo                                       | Toda Jiménez de Urrea 1291-1335 Señora del Biota y el Bayo                                       | Toda Jiménez de Urrea 1291-1335 Señora del Biota y el Bayo                                       | Toda Jiménez de Urrea 1291-1335 Señora del Biota y el Bayo                                       |                                                                                                  |                                                                                                  | Artal V de Alagon †1323 Señor de Sástago          | Artal V de Alagon †1323 Señor de Sástago          | Artal V de Alagon †1323 Señor de Sástago                                                                 | Artal V de Alagon †1323 Señor de Sástago                                                                 | Artal V de Alagon †1323 Señor de Sástago                                                                 | Artal V de Alagon †1323 Señor de Sástago                                                                 | | |                                                                                     |                                                                                     |                                                                                     |                                                                                     | | | | | | |                                                                                               |                                                                                               |                                                                                               |                                                                                               |                              |                              |                                           |                                           |                                               |                                           |                                                        |                                                        |                                                        |                                                        |                                                        |                                                        |                                                  |                                                  |                                                                           |                                                                           |                                                                           |                                                                           |                                                                           |                                                                           |                                                      |                                                      |                                                      |                                                      |                            |                            |                            |                            |                                                  |                                                  |                                                  |                                                  |                                                  |                                                  |                                       |                                       |                                       |                                       |  |  |  |  |  |  |  |  |  |  |  |  |  |  |  |  |
|                                                                                     |                                                                                     |                                                                                     |                                                                                     |                                                                                     |                                                                                     |                                                                                               |                                                                                               |                                                                                               |                                                                                               |                                                                                               |                                                                                               |                                                                                                  |                                                                                                  |                                                                                                  |                                                                                                  |                                                                                                  |                                                                                                  |                                                   |                                                   | | | | | | |                                                                                     |                                                                                     |                                                                                     |                                                                                     | | | | | | |                                                                                               |                                                                                               |                                                                                               |                                                                                               |                              |                              |                                           |                                           | Pedro Fernández de Híjar y Gil Señor de Híjar |                                           |                                                        |                                                        |                                                        |                                                        |                                                        |                                                        |                                                  |                                                  |                                                                           |                                                                           |                                                                           |                                                                           |                                                                           |                                                                           |                                                      |                                                      |                                                      |                                                      |                            |                            |                            |                            |                                                  |                                                  |                                                  |                                                  |                                                  |                                                  |                                       |                                       |                                       |                                       |  |  |  |  |  |  |  |  |  |  |  |  |  |  |  |  |
|                                                                                     |                                                                                     |                                                                                     |                                                                                     |                                                                                     |                                                                                     |                                                                                               |                                                                                               |                                                                                               |                                                                                               |                                                                                               |                                                                                               |                                                                                                  |                                                                                                  |                                                                                                  |                                                                                                  |                                                                                                  |                                                                                                  |                                                   |                                                   | | | | | | |                                                                                     |                                                                                     |                                                                                     |                                                                                     | | | | | | |                                                                                               |                                                                                               |                                                                                               |                                                                                               |                              |                              |                                           |                                           |                                               |                                           |                                                        |                                                        |                                                        |                                                        |                                                        |                                                        |                                                  |                                                  |                                                                           |                                                                           |                                                                           |                                                                           |                                                                           |                                                                           |                                                      |                                                      |                                                      |                                                      |                            |                            |                            |                            |                                                  |                                                  |                                                  |                                                  |                                                  |                                                  |                                       |                                       |                                       |                                       |  |  |  |  |  |  |  |  |  |  |  |  |  |  |  |  |
|                                                                                     |                                                                                     |                                                                                     |                                                                                     |                                                                                     |                                                                                     |                                                                                               |                                                                                               |                                                                                               |                                                                                               |                                                                                               |                                                                                               |                                                                                                  |                                                                                                  |                                                                                                  |                                                                                                  |                                                                                                  |                                                                                                  |                                                   |                                                   | | | | | | |                                                                                     |                                                                                     |                                                                                     |                                                                                     | | | | | | |                                                                                               |                                                                                               |                                                                                               |                                                                                               |                              |                              |                                           |                                           |                                               |                                           |                                                        |                                                        |                                                        |                                                        |                                                        |                                                        |                                                  |                                                  |                                                                           |                                                                           |                                                                           |                                                                           |                                                                           |                                                                           |                                                      |                                                      |                                                      |                                                      |                            |                            |                            |                            |                                                  |                                                  |                                                  |                                                  |                                                  |                                                  |                                       |                                       |                                       |                                       |  |  |  |  |  |  |  |  |  |  |  |  |  |  |  |  |
| Juan Ximénez de Urrea II Señor de Biota,el Bayo, Alcalatén, Monteagudo y demás      | Juan Ximénez de Urrea II Señor de Biota,el Bayo, Alcalatén, Monteagudo y demás      | Juan Ximénez de Urrea II Señor de Biota,el Bayo, Alcalatén, Monteagudo y demás      | Juan Ximénez de Urrea II Señor de Biota,el Bayo, Alcalatén, Monteagudo y demás      | Juan Ximénez de Urrea II Señor de Biota,el Bayo, Alcalatén, Monteagudo y demás      | Juan Ximénez de Urrea II Señor de Biota,el Bayo, Alcalatén, Monteagudo y demás      |                                                                                               |                                                                                               | María Ximénez de Atrosillo Señora de Estercuel                                                | María Ximénez de Atrosillo Señora de Estercuel                                                | María Ximénez de Atrosillo Señora de Estercuel                                                | María Ximénez de Atrosillo Señora de Estercuel                                                | María Ximénez de Atrosillo Señora de Estercuel                                                   | María Ximénez de Atrosillo Señora de Estercuel                                                   |                                                                                                  |                                                                                                  |                                                                                                  |                                                                                                  |                                                   |                                                   | | | | | | |                                                                                     |                                                                                     |                                                                                     |                                                                                     | | | | | | | Blasco de Alagón                                                                              | Blasco de Alagón                                                                              | Blasco de Alagón                                                                              | Blasco de Alagón                                                                              | Blasco de Alagón             | Blasco de Alagón             |                                           |                                           | Marquesa Fernández de Híjar                   | Marquesa Fernández de Híjar               | Marquesa Fernández de Híjar                            | Marquesa Fernández de Híjar                            | Marquesa Fernández de Híjar                            | Marquesa Fernández de Híjar                            |                                                        |                                                        |                                                  |                                                  |                                                                           |                                                                           |                                                                           |                                                                           |                                                                           |                                                                           |                                                      |                                                      |                                                      |                                                      |                            |                            |                            |                            |                                                  |                                                  |                                                  |                                                  |                                                  |                                                  |                                       |                                       |                                       |                                       |  |  |  |  |  |  |  |  |  |  |  |  |  |  |  |  |
| Juan Ximénez de Urrea II Señor de Biota,el Bayo, Alcalatén, Monteagudo y demás      | Juan Ximénez de Urrea II Señor de Biota,el Bayo, Alcalatén, Monteagudo y demás      | Juan Ximénez de Urrea II Señor de Biota,el Bayo, Alcalatén, Monteagudo y demás      | Juan Ximénez de Urrea II Señor de Biota,el Bayo, Alcalatén, Monteagudo y demás      | Juan Ximénez de Urrea II Señor de Biota,el Bayo, Alcalatén, Monteagudo y demás      | Juan Ximénez de Urrea II Señor de Biota,el Bayo, Alcalatén, Monteagudo y demás      |                                                                                               |                                                                                               | María Ximénez de Atrosillo Señora de Estercuel                                                | María Ximénez de Atrosillo Señora de Estercuel                                                | María Ximénez de Atrosillo Señora de Estercuel                                                | María Ximénez de Atrosillo Señora de Estercuel                                                | María Ximénez de Atrosillo Señora de Estercuel                                                   | María Ximénez de Atrosillo Señora de Estercuel                                                   |                                                                                                  |                                                                                                  |                                                                                                  |                                                                                                  |                                                   |                                                   | | | | | | |                                                                                     |                                                                                     |                                                                                     |                                                                                     | | | | | | | Blasco de Alagón                                                                              | Blasco de Alagón                                                                              | Blasco de Alagón                                                                              | Blasco de Alagón                                                                              | Blasco de Alagón             | Blasco de Alagón             |                                           |                                           | Marquesa Fernández de Híjar                   | Marquesa Fernández de Híjar               | Marquesa Fernández de Híjar                            | Marquesa Fernández de Híjar                            | Marquesa Fernández de Híjar                            | Marquesa Fernández de Híjar                            |                                                        |                                                        |                                                  |                                                  |                                                                           |                                                                           |                                                                           |                                                                           |                                                                           |                                                                           |                                                      |                                                      |                                                      |                                                      |                            |                            |                            |                            |                                                  |                                                  |                                                  |                                                  |                                                  |                                                  |                                       |                                       |                                       |                                       |  |  |  |  |  |  |  |  |  |  |  |  |  |  |  |  |
|                                                                                     |                                                                                     |                                                                                     |                                                                                     |                                                                                     |                                                                                     |                                                                                               |                                                                                               |                                                                                               |                                                                                               |                                                                                               |                                                                                               |                                                                                                  |                                                                                                  |                                                                                                  |                                                                                                  |                                                                                                  |                                                                                                  |                                                   |                                                   | | | | | | |                                                                                     |                                                                                     |                                                                                     |                                                                                     | | | | | | |                                                                                               |                                                                                               |                                                                                               |                                                                                               |                              |                              |                                           |                                           |                                               |                                           |                                                        |                                                        |                                                        |                                                        |                                                        |                                                        |                                                  |                                                  |                                                                           |                                                                           |                                                                           |                                                                           |                                                                           |                                                                           |                                                      |                                                      |                                                      |                                                      |                            |                            |                            |                            |                                                  |                                                  |                                                  |                                                  |                                                  |                                                  |                                       |                                       |                                       |                                       |  |  |  |  |  |  |  |  |  |  |  |  |  |  |  |  |
|                                                                                     |                                                                                     |                                                                                     |                                                                                     |                                                                                     |                                                                                     |                                                                                               |                                                                                               |                                                                                               |                                                                                               |                                                                                               |                                                                                               |                                                                                                  |                                                                                                  |                                                                                                  |                                                                                                  |                                                                                                  |                                                                                                  |                                                   |                                                   | | | | | | |                                                                                     |                                                                                     |                                                                                     |                                                                                     | | | | | | |                                                                                               |                                                                                               |                                                                                               |                                                                                               |                              |                              |                                           |                                           |                                               |                                           |                                                        |                                                        |                                                        |                                                        |                                                        |                                                        |                                                  |                                                  |                                                                           |                                                                           |                                                                           |                                                                           |                                                                           |                                                                           |                                                      |                                                      |                                                      |                                                      |                            |                            |                            |                            |                                                  |                                                  |                                                  |                                                  |                                                  |                                                  |                                       |                                       |                                       |                                       |  |  |  |  |  |  |  |  |  |  |  |  |  |  |  |  |
|                                                                                     |                                                                                     |                                                                                     |                                                                                     |                                                                                     |                                                                                     |                                                                                               |                                                                                               |                                                                                               |                                                                                               | Toda                                                                                          | Toda                                                                                          | Toda                                                                                             | Toda                                                                                             | Toda                                                                                             | Toda                                                                                             |                                                                                                  |                                                                                                  |                                                   |                                                   | | | Juan Ximénez de Urrea y Atrosillo Señor de Alcalatén                                                     | Juan Ximénez de Urrea y Atrosillo Señor de Alcalatén                                                     | Juan Ximénez de Urrea y Atrosillo Señor de Alcalatén                                                     | Juan Ximénez de Urrea y Atrosillo Señor de Alcalatén                                                     | Juan Ximénez de Urrea y Atrosillo Señor de Alcalatén                                | Juan Ximénez de Urrea y Atrosillo Señor de Alcalatén                                |                                                                                     |                                                                                     | Toda Böil Señora de Mislata y Benilloba                                                                  | Toda Böil Señora de Mislata y Benilloba                                                                  | Toda Böil Señora de Mislata y Benilloba                                                                  | Toda Böil Señora de Mislata y Benilloba                                                                  | Toda Böil Señora de Mislata y Benilloba                                                                  | Toda Böil Señora de Mislata y Benilloba                                                                  |                                                                                               |                                                                                               |                                                                                               |                                                                                               | Casa de Alagón               | Casa de Alagón               | Casa de Alagón                            | Casa de Alagón                            | Casa de Alagón                                | Casa de Alagón                            |                                                        |                                                        |                                                        |                                                        |                                                        |                                                        |                                                  |                                                  |                                                                           |                                                                           |                                                                           |                                                                           |                                                                           |                                                                           |                                                      |                                                      |                                                      |                                                      |                            |                            |                            |                            |                                                  |                                                  |                                                  |                                                  |                                                  |                                                  |                                       |                                       |                                       |                                       |  |  |  |  |  |  |  |  |  |  |  |  |  |  |  |  |
|                                                                                     |                                                                                     |                                                                                     |                                                                                     |                                                                                     |                                                                                     |                                                                                               |                                                                                               |                                                                                               |                                                                                               | Toda                                                                                          | Toda                                                                                          | Toda                                                                                             | Toda                                                                                             | Toda                                                                                             | Toda                                                                                             |                                                                                                  |                                                                                                  |                                                   |                                                   | | | Juan Ximénez de Urrea y Atrosillo Señor de Alcalatén                                                     | Juan Ximénez de Urrea y Atrosillo Señor de Alcalatén                                                     | Juan Ximénez de Urrea y Atrosillo Señor de Alcalatén                                                     | Juan Ximénez de Urrea y Atrosillo Señor de Alcalatén                                                     | Juan Ximénez de Urrea y Atrosillo Señor de Alcalatén                                | Juan Ximénez de Urrea y Atrosillo Señor de Alcalatén                                |                                                                                     |                                                                                     | Toda Böil Señora de Mislata y Benilloba                                                                  | Toda Böil Señora de Mislata y Benilloba                                                                  | Toda Böil Señora de Mislata y Benilloba                                                                  | Toda Böil Señora de Mislata y Benilloba                                                                  | Toda Böil Señora de Mislata y Benilloba                                                                  | Toda Böil Señora de Mislata y Benilloba                                                                  |                                                                                               |                                                                                               |                                                                                               |                                                                                               | Casa de Alagón               | Casa de Alagón               | Casa de Alagón                            | Casa de Alagón                            | Casa de Alagón                                | Casa de Alagón                            |                                                        |                                                        |                                                        |                                                        |                                                        |                                                        |                                                  |                                                  |                                                                           |                                                                           |                                                                           |                                                                           |                                                                           |                                                                           |                                                      |                                                      |                                                      |                                                      |                            |                            |                            |                            |                                                  |                                                  |                                                  |                                                  |                                                  |                                                  |                                       |                                       |                                       |                                       |  |  |  |  |  |  |  |  |  |  |  |  |  |  |  |  |
|                                                                                     |                                                                                     |                                                                                     |                                                                                     |                                                                                     |                                                                                     |                                                                                               |                                                                                               |                                                                                               |                                                                                               |                                                                                               |                                                                                               |                                                                                                  |                                                                                                  |                                                                                                  |                                                                                                  |                                                                                                  |                                                                                                  |                                                   |                                                   | | | | | | |                                                                                     |                                                                                     |                                                                                     |                                                                                     | | | | | | |                                                                                               |                                                                                               |                                                                                               |                                                                                               |                              |                              |                                           |                                           |                                               |                                           |                                                        |                                                        |                                                        |                                                        |                                                        |                                                        |                                                  |                                                  |                                                                           |                                                                           |                                                                           |                                                                           |                                                                           |                                                                           |                                                      |                                                      |                                                      |                                                      |                            |                            |                            |                            |                                                  |                                                  |                                                  |                                                  |                                                  |                                                  |                                       |                                       |                                       |                                       |  |  |  |  |  |  |  |  |  |  |  |  |  |  |  |  |
|                                                                                     |                                                                                     |                                                                                     |                                                                                     |                                                                                     |                                                                                     |                                                                                               |                                                                                               |                                                                                               |                                                                                               |                                                                                               |                                                                                               |                                                                                                  |                                                                                                  |                                                                                                  |                                                                                                  |                                                                                                  |                                                                                                  |                                                   |                                                   | | | | | | |                                                                                     |                                                                                     |                                                                                     |                                                                                     | | | | | | |                                                                                               |                                                                                               |                                                                                               |                                                                                               |                              |                              |                                           |                                           |                                               |                                           |                                                        |                                                        |                                                        |                                                        |                                                        |                                                        |                                                  |                                                  |                                                                           |                                                                           |                                                                           |                                                                           |                                                                           |                                                                           |                                                      |                                                      |                                                      |                                                      |                            |                            |                            |                            |                                                  |                                                  |                                                  |                                                  |                                                  |                                                  |                                       |                                       |                                       |                                       |  |  |  |  |  |  |  |  |  |  |  |  |  |  |  |  |
| Ximeno de Urrea Señor de Sestrica y Biota                                           | Ximeno de Urrea Señor de Sestrica y Biota                                           | Ximeno de Urrea Señor de Sestrica y Biota                                           | Ximeno de Urrea Señor de Sestrica y Biota                                           | Ximeno de Urrea Señor de Sestrica y Biota                                           | Ximeno de Urrea Señor de Sestrica y Biota                                           |                                                                                               |                                                                                               | María de Luna                                                                                 | María de Luna                                                                                 | María de Luna                                                                                 | María de Luna                                                                                 | María de Luna                                                                                    | María de Luna                                                                                    | Lope Fernández de Luna Arzobispo de Zaragoza                                                     | Lope Fernández de Luna Arzobispo de Zaragoza                                                     | Lope Fernández de Luna Arzobispo de Zaragoza                                                     | Lope Fernández de Luna Arzobispo de Zaragoza                                                     | Lope Fernández de Luna Arzobispo de Zaragoza      | Lope Fernández de Luna Arzobispo de Zaragoza      | Toda ∞Fernán Gómez de Albornoz Comendador mayor de Montalbán señor de Tierga, Nigüella y Lucena de Jalón | Toda ∞Fernán Gómez de Albornoz Comendador mayor de Montalbán señor de Tierga, Nigüella y Lucena de Jalón | Toda ∞Fernán Gómez de Albornoz Comendador mayor de Montalbán señor de Tierga, Nigüella y Lucena de Jalón | Toda ∞Fernán Gómez de Albornoz Comendador mayor de Montalbán señor de Tierga, Nigüella y Lucena de Jalón | Toda ∞Fernán Gómez de Albornoz Comendador mayor de Montalbán señor de Tierga, Nigüella y Lucena de Jalón | Toda ∞Fernán Gómez de Albornoz Comendador mayor de Montalbán señor de Tierga, Nigüella y Lucena de Jalón | Toda Pérez de Urrea y Böil ∞ Carlos de Beaumont Alférez de Navarra sin descendencia | Toda Pérez de Urrea y Böil ∞ Carlos de Beaumont Alférez de Navarra sin descendencia | Toda Pérez de Urrea y Böil ∞ Carlos de Beaumont Alférez de Navarra sin descendencia | Toda Pérez de Urrea y Böil ∞ Carlos de Beaumont Alférez de Navarra sin descendencia | Toda Pérez de Urrea y Böil ∞ Carlos de Beaumont Alférez de Navarra sin descendencia                      | Toda Pérez de Urrea y Böil ∞ Carlos de Beaumont Alférez de Navarra sin descendencia                      | | | | |                                                                                               |                                                                                               |                                                                                               |                                                                                               |                              |                              | Pedro Fernández de Híjar y Gil            | Pedro Fernández de Híjar y Gil            | Pedro Fernández de Híjar y Gil                | Pedro Fernández de Híjar y Gil            | Pedro Fernández de Híjar y Gil                         | Pedro Fernández de Híjar y Gil                         |                                                        |                                                        |                                                        |                                                        |                                                  |                                                  |                                                                           |                                                                           |                                                                           |                                                                           |                                                                           |                                                                           |                                                      |                                                      |                                                      |                                                      |                            |                            |                            |                            |                                                  |                                                  |                                                  |                                                  |                                                  |                                                  |                                       |                                       |                                       |                                       |  |  |  |  |  |  |  |  |  |  |  |  |  |  |  |  |
| Ximeno de Urrea Señor de Sestrica y Biota                                           | Ximeno de Urrea Señor de Sestrica y Biota                                           | Ximeno de Urrea Señor de Sestrica y Biota                                           | Ximeno de Urrea Señor de Sestrica y Biota                                           | Ximeno de Urrea Señor de Sestrica y Biota                                           | Ximeno de Urrea Señor de Sestrica y Biota                                           |                                                                                               |                                                                                               | María de Luna                                                                                 | María de Luna                                                                                 | María de Luna                                                                                 | María de Luna                                                                                 | María de Luna                                                                                    | María de Luna                                                                                    | Lope Fernández de Luna Arzobispo de Zaragoza                                                     | Lope Fernández de Luna Arzobispo de Zaragoza                                                     | Lope Fernández de Luna Arzobispo de Zaragoza                                                     | Lope Fernández de Luna Arzobispo de Zaragoza                                                     | Lope Fernández de Luna Arzobispo de Zaragoza      | Lope Fernández de Luna Arzobispo de Zaragoza      | Toda ∞Fernán Gómez de Albornoz Comendador mayor de Montalbán señor de Tierga, Nigüella y Lucena de Jalón | Toda ∞Fernán Gómez de Albornoz Comendador mayor de Montalbán señor de Tierga, Nigüella y Lucena de Jalón | Toda ∞Fernán Gómez de Albornoz Comendador mayor de Montalbán señor de Tierga, Nigüella y Lucena de Jalón | Toda ∞Fernán Gómez de Albornoz Comendador mayor de Montalbán señor de Tierga, Nigüella y Lucena de Jalón | Toda ∞Fernán Gómez de Albornoz Comendador mayor de Montalbán señor de Tierga, Nigüella y Lucena de Jalón | Toda ∞Fernán Gómez de Albornoz Comendador mayor de Montalbán señor de Tierga, Nigüella y Lucena de Jalón | Toda Pérez de Urrea y Böil ∞ Carlos de Beaumont Alférez de Navarra sin descendencia | Toda Pérez de Urrea y Böil ∞ Carlos de Beaumont Alférez de Navarra sin descendencia | Toda Pérez de Urrea y Böil ∞ Carlos de Beaumont Alférez de Navarra sin descendencia | Toda Pérez de Urrea y Böil ∞ Carlos de Beaumont Alférez de Navarra sin descendencia | Toda Pérez de Urrea y Böil ∞ Carlos de Beaumont Alférez de Navarra sin descendencia                      | Toda Pérez de Urrea y Böil ∞ Carlos de Beaumont Alférez de Navarra sin descendencia                      | | | | |                                                                                               |                                                                                               |                                                                                               |                                                                                               |                              |                              | Pedro Fernández de Híjar y Gil            | Pedro Fernández de Híjar y Gil            | Pedro Fernández de Híjar y Gil                | Pedro Fernández de Híjar y Gil            | Pedro Fernández de Híjar y Gil                         | Pedro Fernández de Híjar y Gil                         |                                                        |                                                        |                                                        |                                                        |                                                  |                                                  |                                                                           |                                                                           |                                                                           |                                                                           |                                                                           |                                                                           |                                                      |                                                      |                                                      |                                                      |                            |                            |                            |                            |                                                  |                                                  |                                                  |                                                  |                                                  |                                                  |                                       |                                       |                                       |                                       |  |  |  |  |  |  |  |  |  |  |  |  |  |  |  |  |
|                                                                                     |                                                                                     |                                                                                     |                                                                                     |                                                                                     |                                                                                     |                                                                                               |                                                                                               |                                                                                               |                                                                                               |                                                                                               |                                                                                               |                                                                                                  |                                                                                                  |                                                                                                  |                                                                                                  |                                                                                                  |                                                                                                  |                                                   |                                                   | | | | | | |                                                                                     |                                                                                     |                                                                                     |                                                                                     | | | | | | |                                                                                               |                                                                                               |                                                                                               |                                                                                               |                              |                              |                                           |                                           |                                               |                                           |                                                        |                                                        |                                                        |                                                        |                                                        |                                                        |                                                  |                                                  |                                                                           |                                                                           |                                                                           |                                                                           |                                                                           |                                                                           |                                                      |                                                      |                                                      |                                                      |                            |                            |                            |                            |                                                  |                                                  |                                                  |                                                  |                                                  |                                                  |                                       |                                       |                                       |                                       |  |  |  |  |  |  |  |  |  |  |  |  |  |  |  |  |
|                                                                                     |                                                                                     | Lope Ximénez de Urrea I Vizconde de Rueda señor de Aranda, Épila, Tierga            | Lope Ximénez de Urrea I Vizconde de Rueda señor de Aranda, Épila, Tierga            | Lope Ximénez de Urrea I Vizconde de Rueda señor de Aranda, Épila, Tierga            | Lope Ximénez de Urrea I Vizconde de Rueda señor de Aranda, Épila, Tierga            | Lope Ximénez de Urrea I Vizconde de Rueda señor de Aranda, Épila, Tierga                      | Lope Ximénez de Urrea I Vizconde de Rueda señor de Aranda, Épila, Tierga                      |                                                                                               |                                                                                               | Sancha Pérez de Lagunillas                                                                    | Sancha Pérez de Lagunillas                                                                    | Sancha Pérez de Lagunillas                                                                       | Sancha Pérez de Lagunillas                                                                       | Sancha Pérez de Lagunillas                                                                       | Sancha Pérez de Lagunillas                                                                       |                                                                                                  |                                                                                                  |                                                   |                                                   | | | | | | | Berenguer de Bardají                                                                | Berenguer de Bardají                                                                | Berenguer de Bardají                                                                | Berenguer de Bardají                                                                | Berenguer de Bardají                                                                                     | Berenguer de Bardají                                                                                     | | | | |                                                                                               |                                                                                               |                                                                                               |                                                                                               |                              |                              | Alfonso Fernández de Híjar                | Alfonso Fernández de Híjar                | Alfonso Fernández de Híjar                    | Alfonso Fernández de Híjar                | Alfonso Fernández de Híjar                             | Alfonso Fernández de Híjar                             |                                                        |                                                        |                                                        |                                                        |                                                  |                                                  |                                                                           |                                                                           |                                                                           |                                                                           |                                                                           |                                                                           |                                                      |                                                      |                                                      |                                                      |                            |                            |                            |                            |                                                  |                                                  |                                                  |                                                  |                                                  |                                                  |                                       |                                       |                                       |                                       |  |  |  |  |  |  |  |  |  |  |  |  |  |  |  |  |
|                                                                                     |                                                                                     | Lope Ximénez de Urrea I Vizconde de Rueda señor de Aranda, Épila, Tierga            | Lope Ximénez de Urrea I Vizconde de Rueda señor de Aranda, Épila, Tierga            | Lope Ximénez de Urrea I Vizconde de Rueda señor de Aranda, Épila, Tierga            | Lope Ximénez de Urrea I Vizconde de Rueda señor de Aranda, Épila, Tierga            | Lope Ximénez de Urrea I Vizconde de Rueda señor de Aranda, Épila, Tierga                      | Lope Ximénez de Urrea I Vizconde de Rueda señor de Aranda, Épila, Tierga                      |                                                                                               |                                                                                               | Sancha Pérez de Lagunillas                                                                    | Sancha Pérez de Lagunillas                                                                    | Sancha Pérez de Lagunillas                                                                       | Sancha Pérez de Lagunillas                                                                       | Sancha Pérez de Lagunillas                                                                       | Sancha Pérez de Lagunillas                                                                       |                                                                                                  |                                                                                                  |                                                   |                                                   | | | | | | | Berenguer de Bardají                                                                | Berenguer de Bardají                                                                | Berenguer de Bardají                                                                | Berenguer de Bardají                                                                | Berenguer de Bardají                                                                                     | Berenguer de Bardají                                                                                     | | | | |                                                                                               |                                                                                               |                                                                                               |                                                                                               |                              |                              | Alfonso Fernández de Híjar                | Alfonso Fernández de Híjar                | Alfonso Fernández de Híjar                    | Alfonso Fernández de Híjar                | Alfonso Fernández de Híjar                             | Alfonso Fernández de Híjar                             |                                                        |                                                        |                                                        |                                                        |                                                  |                                                  |                                                                           |                                                                           |                                                                           |                                                                           |                                                                           |                                                                           |                                                      |                                                      |                                                      |                                                      |                            |                            |                            |                            |                                                  |                                                  |                                                  |                                                  |                                                  |                                                  |                                       |                                       |                                       |                                       |  |  |  |  |  |  |  |  |  |  |  |  |  |  |  |  |
|                                                                                     |                                                                                     |                                                                                     |                                                                                     |                                                                                     |                                                                                     |                                                                                               |                                                                                               |                                                                                               |                                                                                               |                                                                                               |                                                                                               |                                                                                                  |                                                                                                  |                                                                                                  |                                                                                                  |                                                                                                  |                                                                                                  |                                                   |                                                   | | | | | | |                                                                                     |                                                                                     |                                                                                     |                                                                                     | | | | | | |                                                                                               |                                                                                               |                                                                                               |                                                                                               |                              |                              |                                           |                                           |                                               |                                           |                                                        |                                                        |                                                        |                                                        | Dalmau de Mur Arzobispo de Zaragoza                    | Dalmau de Mur Arzobispo de Zaragoza                    | Dalmau de Mur Arzobispo de Zaragoza              | Dalmau de Mur Arzobispo de Zaragoza              | Dalmau de Mur Arzobispo de Zaragoza                                       | Dalmau de Mur Arzobispo de Zaragoza                                       |                                                                           |                                                                           | Hugo Pedro Mur y Cervelló Barón de Mur                                    | Hugo Pedro Mur y Cervelló Barón de Mur                                    | Hugo Pedro Mur y Cervelló Barón de Mur               | Hugo Pedro Mur y Cervelló Barón de Mur               | Hugo Pedro Mur y Cervelló Barón de Mur               | Hugo Pedro Mur y Cervelló Barón de Mur               |                            |                            |                            |                            |                                                  |                                                  |                                                  |                                                  |                                                  |                                                  |                                       |                                       |                                       |                                       |  |  |  |  |  |  |  |  |  |  |  |  |  |  |  |  |
|                                                                                     |                                                                                     |                                                                                     |                                                                                     |                                                                                     |                                                                                     |                                                                                               |                                                                                               |                                                                                               |                                                                                               |                                                                                               |                                                                                               |                                                                                                  |                                                                                                  |                                                                                                  |                                                                                                  |                                                                                                  |                                                                                                  |                                                   |                                                   | | | | | | |                                                                                     |                                                                                     |                                                                                     |                                                                                     | | | | | | |                                                                                               |                                                                                               |                                                                                               |                                                                                               |                              |                              |                                           |                                           |                                               |                                           |                                                        |                                                        |                                                        |                                                        | Dalmau de Mur Arzobispo de Zaragoza                    | Dalmau de Mur Arzobispo de Zaragoza                    | Dalmau de Mur Arzobispo de Zaragoza              | Dalmau de Mur Arzobispo de Zaragoza              | Dalmau de Mur Arzobispo de Zaragoza                                       | Dalmau de Mur Arzobispo de Zaragoza                                       |                                                                           |                                                                           | Hugo Pedro Mur y Cervelló Barón de Mur                                    | Hugo Pedro Mur y Cervelló Barón de Mur                                    | Hugo Pedro Mur y Cervelló Barón de Mur               | Hugo Pedro Mur y Cervelló Barón de Mur               | Hugo Pedro Mur y Cervelló Barón de Mur               | Hugo Pedro Mur y Cervelló Barón de Mur               |                            |                            |                            |                            |                                                  |                                                  |                                                  |                                                  |                                                  |                                                  |                                       |                                       |                                       |                                       |  |  |  |  |  |  |  |  |  |  |  |  |  |  |  |  |
| Ximeno de Urrea I Vizconde de Biota Señor de Sestrica y El Bayo                     | Ximeno de Urrea I Vizconde de Biota Señor de Sestrica y El Bayo                     | Ximeno de Urrea I Vizconde de Biota Señor de Sestrica y El Bayo                     | Ximeno de Urrea I Vizconde de Biota Señor de Sestrica y El Bayo                     | Ximeno de Urrea I Vizconde de Biota Señor de Sestrica y El Bayo                     | Ximeno de Urrea I Vizconde de Biota Señor de Sestrica y El Bayo                     |                                                                                               |                                                                                               | Beatriz de Bolea                                                                              | Beatriz de Bolea                                                                              | Beatriz de Bolea                                                                              | Beatriz de Bolea                                                                              | Beatriz de Bolea                                                                                 | Beatriz de Bolea                                                                                 |                                                                                                  |                                                                                                  |                                                                                                  |                                                                                                  | Felipe de Urrea                                   | Felipe de Urrea                                   | Felipe de Urrea                                                                                          | Felipe de Urrea                                                                                          | Felipe de Urrea                                                                                          | Felipe de Urrea                                                                                          | | | María de Bardají                                                                    | María de Bardají                                                                    | María de Bardají                                                                    | María de Bardají                                                                    | María de Bardají                                                                                         | María de Bardají                                                                                         | | | Pedro Ximénez de Urrea *1382-†1421 II Vizconde de Rueda II Vizconde de Biota                             | Pedro Ximénez de Urrea *1382-†1421 II Vizconde de Rueda II Vizconde de Biota                             | Pedro Ximénez de Urrea *1382-†1421 II Vizconde de Rueda II Vizconde de Biota                  | Pedro Ximénez de Urrea *1382-†1421 II Vizconde de Rueda II Vizconde de Biota                  | Pedro Ximénez de Urrea *1382-†1421 II Vizconde de Rueda II Vizconde de Biota                  | Pedro Ximénez de Urrea *1382-†1421 II Vizconde de Rueda II Vizconde de Biota                  |                              |                              | Teresa Fernández de Híjar                 | Teresa Fernández de Híjar                 | Teresa Fernández de Híjar                     | Teresa Fernández de Híjar                 | Teresa Fernández de Híjar                              | Teresa Fernández de Híjar                              |                                                        |                                                        |                                                        |                                                        |                                                  |                                                  |                                                                           |                                                                           |                                                                           |                                                                           |                                                                           |                                                                           |                                                      |                                                      |                                                      |                                                      |                            |                            |                            |                            |                                                  |                                                  |                                                  |                                                  |                                                  |                                                  |                                       |                                       |                                       |                                       |  |  |  |  |  |  |  |  |  |  |  |  |  |  |  |  |
| Ximeno de Urrea I Vizconde de Biota Señor de Sestrica y El Bayo                     | Ximeno de Urrea I Vizconde de Biota Señor de Sestrica y El Bayo                     | Ximeno de Urrea I Vizconde de Biota Señor de Sestrica y El Bayo                     | Ximeno de Urrea I Vizconde de Biota Señor de Sestrica y El Bayo                     | Ximeno de Urrea I Vizconde de Biota Señor de Sestrica y El Bayo                     | Ximeno de Urrea I Vizconde de Biota Señor de Sestrica y El Bayo                     |                                                                                               |                                                                                               | Beatriz de Bolea                                                                              | Beatriz de Bolea                                                                              | Beatriz de Bolea                                                                              | Beatriz de Bolea                                                                              | Beatriz de Bolea                                                                                 | Beatriz de Bolea                                                                                 |                                                                                                  |                                                                                                  |                                                                                                  |                                                                                                  | Felipe de Urrea                                   | Felipe de Urrea                                   | Felipe de Urrea                                                                                          | Felipe de Urrea                                                                                          | Felipe de Urrea                                                                                          | Felipe de Urrea                                                                                          | | | María de Bardají                                                                    | María de Bardají                                                                    | María de Bardají                                                                    | María de Bardají                                                                    | María de Bardají                                                                                         | María de Bardají                                                                                         | | | Pedro Ximénez de Urrea *1382-†1421 II Vizconde de Rueda II Vizconde de Biota                             | Pedro Ximénez de Urrea *1382-†1421 II Vizconde de Rueda II Vizconde de Biota                             | Pedro Ximénez de Urrea *1382-†1421 II Vizconde de Rueda II Vizconde de Biota                  | Pedro Ximénez de Urrea *1382-†1421 II Vizconde de Rueda II Vizconde de Biota                  | Pedro Ximénez de Urrea *1382-†1421 II Vizconde de Rueda II Vizconde de Biota                  | Pedro Ximénez de Urrea *1382-†1421 II Vizconde de Rueda II Vizconde de Biota                  |                              |                              | Teresa Fernández de Híjar                 | Teresa Fernández de Híjar                 | Teresa Fernández de Híjar                     | Teresa Fernández de Híjar                 | Teresa Fernández de Híjar                              | Teresa Fernández de Híjar                              |                                                        |                                                        |                                                        |                                                        |                                                  |                                                  |                                                                           |                                                                           |                                                                           |                                                                           |                                                                           |                                                                           |                                                      |                                                      |                                                      |                                                      |                            |                            |                            |                            |                                                  |                                                  |                                                  |                                                  |                                                  |                                                  |                                       |                                       |                                       |                                       |  |  |  |  |  |  |  |  |  |  |  |  |  |  |  |  |
|                                                                                     |                                                                                     |                                                                                     |                                                                                     |                                                                                     |                                                                                     |                                                                                               |                                                                                               |                                                                                               |                                                                                               |                                                                                               |                                                                                               |                                                                                                  |                                                                                                  |                                                                                                  |                                                                                                  |                                                                                                  |                                                                                                  |                                                   |                                                   | | | | | | |                                                                                     |                                                                                     |                                                                                     |                                                                                     | | | | | | |                                                                                               |                                                                                               |                                                                                               |                                                                                               |                              |                              |                                           |                                           |                                               |                                           |                                                        |                                                        |                                                        |                                                        | Pedro de Urrea †1469 Virrey de Valencia                | Pedro de Urrea †1469 Virrey de Valencia                | Pedro de Urrea †1469 Virrey de Valencia          | Pedro de Urrea †1469 Virrey de Valencia          | Pedro de Urrea †1469 Virrey de Valencia                                   | Pedro de Urrea †1469 Virrey de Valencia                                   |                                                                           |                                                                           | Isabel de Mur                                                             | Isabel de Mur                                                             | Isabel de Mur                                        | Isabel de Mur                                        | Isabel de Mur                                        | Isabel de Mur                                        |                            |                            |                            |                            |                                                  |                                                  |                                                  |                                                  |                                                  |                                                  |                                       |                                       |                                       |                                       |  |  |  |  |  |  |  |  |  |  |  |  |  |  |  |  |
|                                                                                     |                                                                                     |                                                                                     |                                                                                     |                                                                                     |                                                                                     |                                                                                               |                                                                                               |                                                                                               |                                                                                               |                                                                                               |                                                                                               |                                                                                                  |                                                                                                  |                                                                                                  |                                                                                                  |                                                                                                  |                                                                                                  |                                                   |                                                   | | | | | | |                                                                                     |                                                                                     |                                                                                     |                                                                                     | | | | | | |                                                                                               |                                                                                               |                                                                                               |                                                                                               |                              |                              |                                           |                                           |                                               |                                           |                                                        |                                                        |                                                        |                                                        | Pedro de Urrea †1469 Virrey de Valencia                | Pedro de Urrea †1469 Virrey de Valencia                | Pedro de Urrea †1469 Virrey de Valencia          | Pedro de Urrea †1469 Virrey de Valencia          | Pedro de Urrea †1469 Virrey de Valencia                                   | Pedro de Urrea †1469 Virrey de Valencia                                   |                                                                           |                                                                           | Isabel de Mur                                                             | Isabel de Mur                                                             | Isabel de Mur                                        | Isabel de Mur                                        | Isabel de Mur                                        | Isabel de Mur                                        |                            |                            |                            |                            |                                                  |                                                  |                                                  |                                                  |                                                  |                                                  |                                       |                                       |                                       |                                       |  |  |  |  |  |  |  |  |  |  |  |  |  |  |  |  |
|                                                                                     |                                                                                     |                                                                                     |                                                                                     | Ximeno de Urrea El Osado I Vizconde de Biota Señor de Sestrica y El Bayo            | Ximeno de Urrea El Osado I Vizconde de Biota Señor de Sestrica y El Bayo            | Ximeno de Urrea El Osado I Vizconde de Biota Señor de Sestrica y El Bayo                      | Ximeno de Urrea El Osado I Vizconde de Biota Señor de Sestrica y El Bayo                      | Ximeno de Urrea El Osado I Vizconde de Biota Señor de Sestrica y El Bayo                      | Ximeno de Urrea El Osado I Vizconde de Biota Señor de Sestrica y El Bayo                      |                                                                                               |                                                                                               |                                                                                                  |                                                                                                  |                                                                                                  |                                                                                                  |                                                                                                  |                                                                                                  |                                                   |                                                   | | | Beatriz Casada en 1452 con Francesc Gilabert de Centelles                                                | Beatriz Casada en 1452 con Francesc Gilabert de Centelles                                                | Beatriz Casada en 1452 con Francesc Gilabert de Centelles                                                | Beatriz Casada en 1452 con Francesc Gilabert de Centelles                                                | Beatriz Casada en 1452 con Francesc Gilabert de Centelles                           | Beatriz Casada en 1452 con Francesc Gilabert de Centelles                           |                                                                                     |                                                                                     | | | | | Pedro de Urrea Arzobispo de Tarragona                                                                    | Pedro de Urrea Arzobispo de Tarragona                                                                    | Pedro de Urrea Arzobispo de Tarragona                                                         | Pedro de Urrea Arzobispo de Tarragona                                                         | Pedro de Urrea Arzobispo de Tarragona                                                         | Pedro de Urrea Arzobispo de Tarragona                                                         |                              |                              | Carlos de Beaumont Condestable de Navarra | Carlos de Beaumont Condestable de Navarra | Carlos de Beaumont Condestable de Navarra     | Carlos de Beaumont Condestable de Navarra | Carlos de Beaumont Condestable de Navarra              | Carlos de Beaumont Condestable de Navarra              |                                                        |                                                        |                                                        |                                                        |                                                  |                                                  |                                                                           |                                                                           |                                                                           |                                                                           |                                                                           |                                                                           |                                                      |                                                      |                                                      |                                                      |                            |                            |                            |                            |                                                  |                                                  |                                                  |                                                  |                                                  |                                                  |                                       |                                       |                                       |                                       |  |  |  |  |  |  |  |  |  |  |  |  |  |  |  |  |
|                                                                                     |                                                                                     |                                                                                     |                                                                                     | Ximeno de Urrea El Osado I Vizconde de Biota Señor de Sestrica y El Bayo            | Ximeno de Urrea El Osado I Vizconde de Biota Señor de Sestrica y El Bayo            | Ximeno de Urrea El Osado I Vizconde de Biota Señor de Sestrica y El Bayo                      | Ximeno de Urrea El Osado I Vizconde de Biota Señor de Sestrica y El Bayo                      | Ximeno de Urrea El Osado I Vizconde de Biota Señor de Sestrica y El Bayo                      | Ximeno de Urrea El Osado I Vizconde de Biota Señor de Sestrica y El Bayo                      |                                                                                               |                                                                                               |                                                                                                  |                                                                                                  |                                                                                                  |                                                                                                  |                                                                                                  |                                                                                                  |                                                   |                                                   | | | Beatriz Casada en 1452 con Francesc Gilabert de Centelles                                                | Beatriz Casada en 1452 con Francesc Gilabert de Centelles                                                | Beatriz Casada en 1452 con Francesc Gilabert de Centelles                                                | Beatriz Casada en 1452 con Francesc Gilabert de Centelles                                                | Beatriz Casada en 1452 con Francesc Gilabert de Centelles                           | Beatriz Casada en 1452 con Francesc Gilabert de Centelles                           |                                                                                     |                                                                                     | | | | | Pedro de Urrea Arzobispo de Tarragona                                                                    | Pedro de Urrea Arzobispo de Tarragona                                                                    | Pedro de Urrea Arzobispo de Tarragona                                                         | Pedro de Urrea Arzobispo de Tarragona                                                         | Pedro de Urrea Arzobispo de Tarragona                                                         | Pedro de Urrea Arzobispo de Tarragona                                                         |                              |                              | Carlos de Beaumont Condestable de Navarra | Carlos de Beaumont Condestable de Navarra | Carlos de Beaumont Condestable de Navarra     | Carlos de Beaumont Condestable de Navarra | Carlos de Beaumont Condestable de Navarra              | Carlos de Beaumont Condestable de Navarra              |                                                        |                                                        |                                                        |                                                        |                                                  |                                                  |                                                                           |                                                                           |                                                                           |                                                                           |                                                                           |                                                                           |                                                      |                                                      |                                                      |                                                      |                            |                            |                            |                            |                                                  |                                                  |                                                  |                                                  |                                                  |                                                  |                                       |                                       |                                       |                                       |  |  |  |  |  |  |  |  |  |  |  |  |  |  |  |  |
|                                                                                     |                                                                                     |                                                                                     |                                                                                     | Leonor Ruiz de Lihori                                                               | Leonor Ruiz de Lihori                                                               | Leonor Ruiz de Lihori                                                                         | Leonor Ruiz de Lihori                                                                         | Leonor Ruiz de Lihori                                                                         | Leonor Ruiz de Lihori                                                                         |                                                                                               |                                                                                               | Lope Ximénez de Urrea c.1405 †1475 III Vizconde de Rueda Virrey de Sicilia III Vizconde de Biota | Lope Ximénez de Urrea c.1405 †1475 III Vizconde de Rueda Virrey de Sicilia III Vizconde de Biota | Lope Ximénez de Urrea c.1405 †1475 III Vizconde de Rueda Virrey de Sicilia III Vizconde de Biota | Lope Ximénez de Urrea c.1405 †1475 III Vizconde de Rueda Virrey de Sicilia III Vizconde de Biota | Lope Ximénez de Urrea c.1405 †1475 III Vizconde de Rueda Virrey de Sicilia III Vizconde de Biota | Lope Ximénez de Urrea c.1405 †1475 III Vizconde de Rueda Virrey de Sicilia III Vizconde de Biota |                                                   |                                                   | Calataiuba de Centelles                                                                                  | Calataiuba de Centelles                                                                                  | Calataiuba de Centelles                                                                                  | Calataiuba de Centelles                                                                                  | Calataiuba de Centelles                                                                                  | Calataiuba de Centelles                                                                                  |                                                                                     |                                                                                     |                                                                                     |                                                                                     | | | | | Juan Fernández de Híjar y Cabrera c.1419 †1491 I Duque de Híjar                                          | Juan Fernández de Híjar y Cabrera c.1419 †1491 I Duque de Híjar                                          | Juan Fernández de Híjar y Cabrera c.1419 †1491 I Duque de Híjar                               | Juan Fernández de Híjar y Cabrera c.1419 †1491 I Duque de Híjar                               | Juan Fernández de Híjar y Cabrera c.1419 †1491 I Duque de Híjar                               | Juan Fernández de Híjar y Cabrera c.1419 †1491 I Duque de Híjar                               |                              |                              | Catalina de Beaumont                      | Catalina de Beaumont                      | Catalina de Beaumont                          | Catalina de Beaumont                      | Catalina de Beaumont                                   | Catalina de Beaumont                                   |                                                        |                                                        |                                                        |                                                        |                                                  |                                                  |                                                                           |                                                                           |                                                                           |                                                                           |                                                                           |                                                                           |                                                      |                                                      |                                                      |                                                      |                            |                            |                            |                            |                                                  |                                                  |                                                  |                                                  |                                                  |                                                  |                                       |                                       |                                       |                                       |  |  |  |  |  |  |  |  |  |  |  |  |  |  |  |  |
|                                                                                     |                                                                                     |                                                                                     |                                                                                     | Leonor Ruiz de Lihori                                                               | Leonor Ruiz de Lihori                                                               | Leonor Ruiz de Lihori                                                                         | Leonor Ruiz de Lihori                                                                         | Leonor Ruiz de Lihori                                                                         | Leonor Ruiz de Lihori                                                                         |                                                                                               |                                                                                               | Lope Ximénez de Urrea c.1405 †1475 III Vizconde de Rueda Virrey de Sicilia III Vizconde de Biota | Lope Ximénez de Urrea c.1405 †1475 III Vizconde de Rueda Virrey de Sicilia III Vizconde de Biota | Lope Ximénez de Urrea c.1405 †1475 III Vizconde de Rueda Virrey de Sicilia III Vizconde de Biota | Lope Ximénez de Urrea c.1405 †1475 III Vizconde de Rueda Virrey de Sicilia III Vizconde de Biota | Lope Ximénez de Urrea c.1405 †1475 III Vizconde de Rueda Virrey de Sicilia III Vizconde de Biota | Lope Ximénez de Urrea c.1405 †1475 III Vizconde de Rueda Virrey de Sicilia III Vizconde de Biota |                                                   |                                                   | Calataiuba de Centelles                                                                                  | Calataiuba de Centelles                                                                                  | Calataiuba de Centelles                                                                                  | Calataiuba de Centelles                                                                                  | Calataiuba de Centelles                                                                                  | Calataiuba de Centelles                                                                                  |                                                                                     |                                                                                     |                                                                                     |                                                                                     | | | | | Juan Fernández de Híjar y Cabrera c.1419 †1491 I Duque de Híjar                                          | Juan Fernández de Híjar y Cabrera c.1419 †1491 I Duque de Híjar                                          | Juan Fernández de Híjar y Cabrera c.1419 †1491 I Duque de Híjar                               | Juan Fernández de Híjar y Cabrera c.1419 †1491 I Duque de Híjar                               | Juan Fernández de Híjar y Cabrera c.1419 †1491 I Duque de Híjar                               | Juan Fernández de Híjar y Cabrera c.1419 †1491 I Duque de Híjar                               |                              |                              | Catalina de Beaumont                      | Catalina de Beaumont                      | Catalina de Beaumont                          | Catalina de Beaumont                      | Catalina de Beaumont                                   | Catalina de Beaumont                                   |                                                        |                                                        |                                                        |                                                        |                                                  |                                                  |                                                                           |                                                                           |                                                                           |                                                                           |                                                                           |                                                                           |                                                      |                                                      |                                                      |                                                      |                            |                            |                            |                            |                                                  |                                                  |                                                  |                                                  |                                                  |                                                  |                                       |                                       |                                       |                                       |  |  |  |  |  |  |  |  |  |  |  |  |  |  |  |  |
|                                                                                     |                                                                                     |                                                                                     |                                                                                     |                                                                                     |                                                                                     |                                                                                               |                                                                                               |                                                                                               |                                                                                               |                                                                                               |                                                                                               |                                                                                                  |                                                                                                  |                                                                                                  |                                                                                                  |                                                                                                  |                                                                                                  |                                                   |                                                   | | | | | | |                                                                                     |                                                                                     |                                                                                     |                                                                                     | | | | | | |                                                                                               |                                                                                               |                                                                                               |                                                                                               |                              |                              |                                           |                                           |                                               |                                           |                                                        |                                                        |                                                        |                                                        |                                                        |                                                        |                                                  |                                                  |                                                                           |                                                                           |                                                                           |                                                                           |                                                                           |                                                                           |                                                      |                                                      |                                                      |                                                      |                            |                            |                            |                            |                                                  |                                                  |                                                  |                                                  |                                                  |                                                  |                                       |                                       |                                       |                                       |  |  |  |  |  |  |  |  |  |  |  |  |  |  |  |  |
|                                                                                     |                                                                                     |                                                                                     |                                                                                     |                                                                                     |                                                                                     |                                                                                               |                                                                                               |                                                                                               |                                                                                               |                                                                                               |                                                                                               |                                                                                                  |                                                                                                  |                                                                                                  |                                                                                                  |                                                                                                  |                                                                                                  |                                                   |                                                   | | | | | | |                                                                                     |                                                                                     |                                                                                     |                                                                                     | | | | | | |                                                                                               |                                                                                               |                                                                                               |                                                                                               |                              |                              |                                           |                                           |                                               |                                           |                                                        |                                                        |                                                        |                                                        |                                                        |                                                        |                                                  |                                                  |                                                                           |                                                                           |                                                                           |                                                                           |                                                                           |                                                                           |                                                      |                                                      |                                                      |                                                      |                            |                            |                            |                            |                                                  |                                                  |                                                  |                                                  |                                                  |                                                  |                                       |                                       |                                       |                                       |  |  |  |  |  |  |  |  |  |  |  |  |  |  |  |  |
| Francisco Gilabert de Centelles I Conde de Oliva                                    | Francisco Gilabert de Centelles I Conde de Oliva                                    | Francisco Gilabert de Centelles I Conde de Oliva                                    | Francisco Gilabert de Centelles I Conde de Oliva                                    | Francisco Gilabert de Centelles I Conde de Oliva                                    | Francisco Gilabert de Centelles I Conde de Oliva                                    |                                                                                               |                                                                                               | Beatriz de Urrea                                                                              | Beatriz de Urrea                                                                              | Beatriz de Urrea                                                                              | Beatriz de Urrea                                                                              | Beatriz de Urrea                                                                                 | Beatriz de Urrea                                                                                 |                                                                                                  |                                                                                                  | Pedro de Urrea †1465                                                                             | Pedro de Urrea †1465                                                                             | Pedro de Urrea †1465                              | Pedro de Urrea †1465                              | Pedro de Urrea †1465                                                                                     | Pedro de Urrea †1465                                                                                     | | | | |                                                                                     |                                                                                     |                                                                                     |                                                                                     | Lope Ximénez de Urrea y Centellas 1449-†1490 I Conde de Aranda IV Vizconde de Rueda IV Vizconde de Biota | Lope Ximénez de Urrea y Centellas 1449-†1490 I Conde de Aranda IV Vizconde de Rueda IV Vizconde de Biota | Lope Ximénez de Urrea y Centellas 1449-†1490 I Conde de Aranda IV Vizconde de Rueda IV Vizconde de Biota | Lope Ximénez de Urrea y Centellas 1449-†1490 I Conde de Aranda IV Vizconde de Rueda IV Vizconde de Biota | Lope Ximénez de Urrea y Centellas 1449-†1490 I Conde de Aranda IV Vizconde de Rueda IV Vizconde de Biota | Lope Ximénez de Urrea y Centellas 1449-†1490 I Conde de Aranda IV Vizconde de Rueda IV Vizconde de Biota |                                                                                               |                                                                                               | Catalina de Híjar y Beaumont                                                                  | Catalina de Híjar y Beaumont                                                                  | Catalina de Híjar y Beaumont | Catalina de Híjar y Beaumont | Catalina de Híjar y Beaumont              | Catalina de Híjar y Beaumont              |                                               |                                           | Juan Ramón Folch IV de Cardona                         | Juan Ramón Folch IV de Cardona                         | Juan Ramón Folch IV de Cardona                         | Juan Ramón Folch IV de Cardona                         | Juan Ramón Folch IV de Cardona                         | Juan Ramón Folch IV de Cardona                         |                                                  |                                                  |                                                                           |                                                                           | Manuel de Sesé Bayle general de Aragón                                    | Manuel de Sesé Bayle general de Aragón                                    | Manuel de Sesé Bayle general de Aragón                                    | Manuel de Sesé Bayle general de Aragón                                    | Manuel de Sesé Bayle general de Aragón               | Manuel de Sesé Bayle general de Aragón               |                                                      |                                                      | Clara de Agramonte         | Clara de Agramonte         | Clara de Agramonte         | Clara de Agramonte         | Clara de Agramonte                               | Clara de Agramonte                               |                                                  |                                                  |                                                  |                                                  |                                       |                                       |                                       |                                       |  |  |  |  |  |  |  |  |  |  |  |  |  |  |  |  |
| Francisco Gilabert de Centelles I Conde de Oliva                                    | Francisco Gilabert de Centelles I Conde de Oliva                                    | Francisco Gilabert de Centelles I Conde de Oliva                                    | Francisco Gilabert de Centelles I Conde de Oliva                                    | Francisco Gilabert de Centelles I Conde de Oliva                                    | Francisco Gilabert de Centelles I Conde de Oliva                                    |                                                                                               |                                                                                               | Beatriz de Urrea                                                                              | Beatriz de Urrea                                                                              | Beatriz de Urrea                                                                              | Beatriz de Urrea                                                                              | Beatriz de Urrea                                                                                 | Beatriz de Urrea                                                                                 |                                                                                                  |                                                                                                  | Pedro de Urrea †1465                                                                             | Pedro de Urrea †1465                                                                             | Pedro de Urrea †1465                              | Pedro de Urrea †1465                              | Pedro de Urrea †1465                                                                                     | Pedro de Urrea †1465                                                                                     | | | | |                                                                                     |                                                                                     |                                                                                     |                                                                                     | Lope Ximénez de Urrea y Centellas 1449-†1490 I Conde de Aranda IV Vizconde de Rueda IV Vizconde de Biota | Lope Ximénez de Urrea y Centellas 1449-†1490 I Conde de Aranda IV Vizconde de Rueda IV Vizconde de Biota | Lope Ximénez de Urrea y Centellas 1449-†1490 I Conde de Aranda IV Vizconde de Rueda IV Vizconde de Biota | Lope Ximénez de Urrea y Centellas 1449-†1490 I Conde de Aranda IV Vizconde de Rueda IV Vizconde de Biota | Lope Ximénez de Urrea y Centellas 1449-†1490 I Conde de Aranda IV Vizconde de Rueda IV Vizconde de Biota | Lope Ximénez de Urrea y Centellas 1449-†1490 I Conde de Aranda IV Vizconde de Rueda IV Vizconde de Biota |                                                                                               |                                                                                               | Catalina de Híjar y Beaumont                                                                  | Catalina de Híjar y Beaumont                                                                  | Catalina de Híjar y Beaumont | Catalina de Híjar y Beaumont | Catalina de Híjar y Beaumont              | Catalina de Híjar y Beaumont              |                                               |                                           | Juan Ramón Folch IV de Cardona                         | Juan Ramón Folch IV de Cardona                         | Juan Ramón Folch IV de Cardona                         | Juan Ramón Folch IV de Cardona                         | Juan Ramón Folch IV de Cardona                         | Juan Ramón Folch IV de Cardona                         |                                                  |                                                  |                                                                           |                                                                           | Manuel de Sesé Bayle general de Aragón                                    | Manuel de Sesé Bayle general de Aragón                                    | Manuel de Sesé Bayle general de Aragón                                    | Manuel de Sesé Bayle general de Aragón                                    | Manuel de Sesé Bayle general de Aragón               | Manuel de Sesé Bayle general de Aragón               |                                                      |                                                      | Clara de Agramonte         | Clara de Agramonte         | Clara de Agramonte         | Clara de Agramonte         | Clara de Agramonte                               | Clara de Agramonte                               |                                                  |                                                  |                                                  |                                                  |                                       |                                       |                                       |                                       |  |  |  |  |  |  |  |  |  |  |  |  |  |  |  |  |
|                                                                                     |                                                                                     |                                                                                     |                                                                                     |                                                                                     |                                                                                     |                                                                                               |                                                                                               |                                                                                               |                                                                                               |                                                                                               |                                                                                               |                                                                                                  |                                                                                                  |                                                                                                  |                                                                                                  |                                                                                                  |                                                                                                  |                                                   |                                                   | | | | | | |                                                                                     |                                                                                     |                                                                                     |                                                                                     | | | | | | |                                                                                               |                                                                                               |                                                                                               |                                                                                               |                              |                              |                                           |                                           |                                               |                                           |                                                        |                                                        |                                                        |                                                        |                                                        |                                                        |                                                  |                                                  |                                                                           |                                                                           |                                                                           |                                                                           |                                                                           |                                                                           |                                                      |                                                      |                                                      |                                                      |                            |                            |                            |                            |                                                  |                                                  |                                                  |                                                  |                                                  |                                                  |                                       |                                       |                                       |                                       |  |  |  |  |  |  |  |  |  |  |  |  |  |  |  |  |
|                                                                                     |                                                                                     |                                                                                     |                                                                                     |                                                                                     |                                                                                     |                                                                                               |                                                                                               |                                                                                               |                                                                                               |                                                                                               |                                                                                               |                                                                                                  |                                                                                                  |                                                                                                  |                                                                                                  |                                                                                                  |                                                                                                  |                                                   |                                                   | | | | | | |                                                                                     |                                                                                     |                                                                                     |                                                                                     | | | | | | |                                                                                               |                                                                                               |                                                                                               |                                                                                               |                              |                              |                                           |                                           |                                               |                                           |                                                        |                                                        |                                                        |                                                        |                                                        |                                                        |                                                  |                                                  |                                                                           |                                                                           |                                                                           |                                                                           |                                                                           |                                                                           |                                                      |                                                      |                                                      |                                                      |                            |                            |                            |                            |                                                  |                                                  |                                                  |                                                  |                                                  |                                                  |                                       |                                       |                                       |                                       |  |  |  |  |  |  |  |  |  |  |  |  |  |  |  |  |
| Condes de Oliva                                                                     | Condes de Oliva                                                                     | Condes de Oliva                                                                     | Condes de Oliva                                                                     | Condes de Oliva                                                                     | Condes de Oliva                                                                     | Juan Martínez de Luna 1.º matrimonio Jaime Martínez de Luna 2.º matrimonio Señores de Illueca | Juan Martínez de Luna 1.º matrimonio Jaime Martínez de Luna 2.º matrimonio Señores de Illueca | Juan Martínez de Luna 1.º matrimonio Jaime Martínez de Luna 2.º matrimonio Señores de Illueca | Juan Martínez de Luna 1.º matrimonio Jaime Martínez de Luna 2.º matrimonio Señores de Illueca | Juan Martínez de Luna 1.º matrimonio Jaime Martínez de Luna 2.º matrimonio Señores de Illueca | Juan Martínez de Luna 1.º matrimonio Jaime Martínez de Luna 2.º matrimonio Señores de Illueca |                                                                                                  |                                                                                                  | Catalina de Urrea                                                                                | Catalina de Urrea                                                                                | Catalina de Urrea                                                                                | Catalina de Urrea                                                                                | Catalina de Urrea                                 | Catalina de Urrea                                 | Beatriz de Urrea                                                                                         | Beatriz de Urrea                                                                                         | Beatriz de Urrea                                                                                         | Beatriz de Urrea                                                                                         | Beatriz de Urrea                                                                                         | Beatriz de Urrea                                                                                         |                                                                                     |                                                                                     | Juan Gil Fernández de Heredia II Conde de Fuentes                                   | Juan Gil Fernández de Heredia II Conde de Fuentes                                   | Juan Gil Fernández de Heredia II Conde de Fuentes                                                        | Juan Gil Fernández de Heredia II Conde de Fuentes                                                        | Juan Gil Fernández de Heredia II Conde de Fuentes                                                        | Juan Gil Fernández de Heredia II Conde de Fuentes                                                        | Miguel Ximénez de Urrea 1479-†1546 II Conde de Aranda V Vizconde de Rueda V Vizconde de Biota            | Miguel Ximénez de Urrea 1479-†1546 II Conde de Aranda V Vizconde de Rueda V Vizconde de Biota            | Miguel Ximénez de Urrea 1479-†1546 II Conde de Aranda V Vizconde de Rueda V Vizconde de Biota | Miguel Ximénez de Urrea 1479-†1546 II Conde de Aranda V Vizconde de Rueda V Vizconde de Biota | Miguel Ximénez de Urrea 1479-†1546 II Conde de Aranda V Vizconde de Rueda V Vizconde de Biota | Miguel Ximénez de Urrea 1479-†1546 II Conde de Aranda V Vizconde de Rueda V Vizconde de Biota |                              |                              | Aldonza de Cardona                        | Aldonza de Cardona                        | Aldonza de Cardona                            | Aldonza de Cardona                        | Aldonza de Cardona                                     | Aldonza de Cardona                                     | Juan de Urrea †1546 Abad de Montearagón                | Juan de Urrea †1546 Abad de Montearagón                | Juan de Urrea †1546 Abad de Montearagón                | Juan de Urrea †1546 Abad de Montearagón                | Juan de Urrea †1546 Abad de Montearagón          | Juan de Urrea †1546 Abad de Montearagón          | Pedro Manuel de Urrea 1485-1524 señor de Trasmoz y La Mata de Castilviejo | Pedro Manuel de Urrea 1485-1524 señor de Trasmoz y La Mata de Castilviejo | Pedro Manuel de Urrea 1485-1524 señor de Trasmoz y La Mata de Castilviejo | Pedro Manuel de Urrea 1485-1524 señor de Trasmoz y La Mata de Castilviejo | Pedro Manuel de Urrea 1485-1524 señor de Trasmoz y La Mata de Castilviejo | Pedro Manuel de Urrea 1485-1524 señor de Trasmoz y La Mata de Castilviejo |                                                      |                                                      | María de Sessé                                       | María de Sessé                                       | María de Sessé             | María de Sessé             | María de Sessé             | María de Sessé             | Timbor religiosa en Zaragoza                     | Timbor religiosa en Zaragoza                     | Timbor religiosa en Zaragoza                     | Timbor religiosa en Zaragoza                     | Timbor religiosa en Zaragoza                     | Timbor religiosa en Zaragoza                     |                                       |                                       |                                       |                                       |  |  |  |  |  |  |  |  |  |  |  |  |  |  |  |  |
| Condes de Oliva                                                                     | Condes de Oliva                                                                     | Condes de Oliva                                                                     | Condes de Oliva                                                                     | Condes de Oliva                                                                     | Condes de Oliva                                                                     | Juan Martínez de Luna 1.º matrimonio Jaime Martínez de Luna 2.º matrimonio Señores de Illueca | Juan Martínez de Luna 1.º matrimonio Jaime Martínez de Luna 2.º matrimonio Señores de Illueca | Juan Martínez de Luna 1.º matrimonio Jaime Martínez de Luna 2.º matrimonio Señores de Illueca | Juan Martínez de Luna 1.º matrimonio Jaime Martínez de Luna 2.º matrimonio Señores de Illueca | Juan Martínez de Luna 1.º matrimonio Jaime Martínez de Luna 2.º matrimonio Señores de Illueca | Juan Martínez de Luna 1.º matrimonio Jaime Martínez de Luna 2.º matrimonio Señores de Illueca |                                                                                                  |                                                                                                  | Catalina de Urrea                                                                                | Catalina de Urrea                                                                                | Catalina de Urrea                                                                                | Catalina de Urrea                                                                                | Catalina de Urrea                                 | Catalina de Urrea                                 | Beatriz de Urrea                                                                                         | Beatriz de Urrea                                                                                         | Beatriz de Urrea                                                                                         | Beatriz de Urrea                                                                                         | Beatriz de Urrea                                                                                         | Beatriz de Urrea                                                                                         |                                                                                     |                                                                                     | Juan Gil Fernández de Heredia II Conde de Fuentes                                   | Juan Gil Fernández de Heredia II Conde de Fuentes                                   | Juan Gil Fernández de Heredia II Conde de Fuentes                                                        | Juan Gil Fernández de Heredia II Conde de Fuentes                                                        | Juan Gil Fernández de Heredia II Conde de Fuentes                                                        | Juan Gil Fernández de Heredia II Conde de Fuentes                                                        | Miguel Ximénez de Urrea 1479-†1546 II Conde de Aranda V Vizconde de Rueda V Vizconde de Biota            | Miguel Ximénez de Urrea 1479-†1546 II Conde de Aranda V Vizconde de Rueda V Vizconde de Biota            | Miguel Ximénez de Urrea 1479-†1546 II Conde de Aranda V Vizconde de Rueda V Vizconde de Biota | Miguel Ximénez de Urrea 1479-†1546 II Conde de Aranda V Vizconde de Rueda V Vizconde de Biota | Miguel Ximénez de Urrea 1479-†1546 II Conde de Aranda V Vizconde de Rueda V Vizconde de Biota | Miguel Ximénez de Urrea 1479-†1546 II Conde de Aranda V Vizconde de Rueda V Vizconde de Biota |                              |                              | Aldonza de Cardona                        | Aldonza de Cardona                        | Aldonza de Cardona                            | Aldonza de Cardona                        | Aldonza de Cardona                                     | Aldonza de Cardona                                     | Juan de Urrea †1546 Abad de Montearagón                | Juan de Urrea †1546 Abad de Montearagón                | Juan de Urrea †1546 Abad de Montearagón                | Juan de Urrea †1546 Abad de Montearagón                | Juan de Urrea †1546 Abad de Montearagón          | Juan de Urrea †1546 Abad de Montearagón          | Pedro Manuel de Urrea 1485-1524 señor de Trasmoz y La Mata de Castilviejo | Pedro Manuel de Urrea 1485-1524 señor de Trasmoz y La Mata de Castilviejo | Pedro Manuel de Urrea 1485-1524 señor de Trasmoz y La Mata de Castilviejo | Pedro Manuel de Urrea 1485-1524 señor de Trasmoz y La Mata de Castilviejo | Pedro Manuel de Urrea 1485-1524 señor de Trasmoz y La Mata de Castilviejo | Pedro Manuel de Urrea 1485-1524 señor de Trasmoz y La Mata de Castilviejo |                                                      |                                                      | María de Sessé                                       | María de Sessé                                       | María de Sessé             | María de Sessé             | María de Sessé             | María de Sessé             | Timbor religiosa en Zaragoza                     | Timbor religiosa en Zaragoza                     | Timbor religiosa en Zaragoza                     | Timbor religiosa en Zaragoza                     | Timbor religiosa en Zaragoza                     | Timbor religiosa en Zaragoza                     |                                       |                                       |                                       |                                       |  |  |  |  |  |  |  |  |  |  |  |  |  |  |  |  |
|                                                                                     |                                                                                     |                                                                                     |                                                                                     |                                                                                     |                                                                                     |                                                                                               |                                                                                               |                                                                                               |                                                                                               |                                                                                               |                                                                                               |                                                                                                  |                                                                                                  |                                                                                                  |                                                                                                  |                                                                                                  |                                                                                                  |                                                   |                                                   | | | | | | |                                                                                     |                                                                                     |                                                                                     |                                                                                     | | | | | | |                                                                                               |                                                                                               |                                                                                               |                                                                                               |                              |                              |                                           |                                           |                                               |                                           |                                                        |                                                        |                                                        |                                                        |                                                        |                                                        |                                                  |                                                  |                                                                           |                                                                           |                                                                           |                                                                           |                                                                           |                                                                           |                                                      |                                                      |                                                      |                                                      |                            |                            |                            |                            |                                                  |                                                  |                                                  |                                                  |                                                  |                                                  |                                       |                                       |                                       |                                       |  |  |  |  |  |  |  |  |  |  |  |  |  |  |  |  |
|                                                                                     |                                                                                     |                                                                                     |                                                                                     |                                                                                     |                                                                                     |                                                                                               |                                                                                               |                                                                                               |                                                                                               |                                                                                               |                                                                                               |                                                                                                  |                                                                                                  |                                                                                                  |                                                                                                  |                                                                                                  |                                                                                                  |                                                   |                                                   | | | | | | |                                                                                     |                                                                                     |                                                                                     |                                                                                     | | | | | | |                                                                                               |                                                                                               |                                                                                               |                                                                                               |                              |                              |                                           |                                           |                                               |                                           |                                                        |                                                        |                                                        |                                                        |                                                        |                                                        |                                                  |                                                  |                                                                           |                                                                           |                                                                           |                                                                           |                                                                           |                                                                           |                                                      |                                                      |                                                      |                                                      |                            |                            |                            |                            |                                                  |                                                  |                                                  |                                                  |                                                  |                                                  |                                       |                                       |                                       |                                       |  |  |  |  |  |  |  |  |  |  |  |  |  |  |  |  |
| Señores de Illueca Rama de los Martínez de Luna                                     | Señores de Illueca Rama de los Martínez de Luna                                     | Señores de Illueca Rama de los Martínez de Luna                                     | Señores de Illueca Rama de los Martínez de Luna                                     | Señores de Illueca Rama de los Martínez de Luna                                     | Señores de Illueca Rama de los Martínez de Luna                                     |                                                                                               |                                                                                               |                                                                                               |                                                                                               |                                                                                               |                                                                                               | Condes de Fuentes Casa de los Fernandez de Heredia                                               | Condes de Fuentes Casa de los Fernandez de Heredia                                               | Condes de Fuentes Casa de los Fernandez de Heredia                                               | Condes de Fuentes Casa de los Fernandez de Heredia                                               | Condes de Fuentes Casa de los Fernandez de Heredia                                               | Condes de Fuentes Casa de los Fernandez de Heredia                                               |                                                   |                                                   | | | | | | |                                                                                     |                                                                                     |                                                                                     |                                                                                     | | | | | | |                                                                                               |                                                                                               |                                                                                               |                                                                                               |                              |                              |                                           |                                           |                                               |                                           |                                                        |                                                        | Señores de Berbedel                                    | Señores de Berbedel                                    | Señores de Berbedel                                    | Señores de Berbedel                                    | Señores de Berbedel                              | Señores de Berbedel                              |                                                                           |                                                                           |                                                                           |                                                                           |                                                                           |                                                                           |                                                      |                                                      |                                                      |                                                      |                            |                            |                            |                            |                                                  |                                                  |                                                  |                                                  |                                                  |                                                  |                                       |                                       |                                       |                                       |  |  |  |  |  |  |  |  |  |  |  |  |  |  |  |  |
| Señores de Illueca Rama de los Martínez de Luna                                     | Señores de Illueca Rama de los Martínez de Luna                                     | Señores de Illueca Rama de los Martínez de Luna                                     | Señores de Illueca Rama de los Martínez de Luna                                     | Señores de Illueca Rama de los Martínez de Luna                                     | Señores de Illueca Rama de los Martínez de Luna                                     |                                                                                               |                                                                                               |                                                                                               |                                                                                               |                                                                                               |                                                                                               | Condes de Fuentes Casa de los Fernandez de Heredia                                               | Condes de Fuentes Casa de los Fernandez de Heredia                                               | Condes de Fuentes Casa de los Fernandez de Heredia                                               | Condes de Fuentes Casa de los Fernandez de Heredia                                               | Condes de Fuentes Casa de los Fernandez de Heredia                                               | Condes de Fuentes Casa de los Fernandez de Heredia                                               |                                                   |                                                   | | | | | | |                                                                                     |                                                                                     |                                                                                     |                                                                                     | | | | | | |                                                                                               |                                                                                               |                                                                                               |                                                                                               |                              |                              |                                           |                                           |                                               |                                           |                                                        |                                                        | Señores de Berbedel                                    | Señores de Berbedel                                    | Señores de Berbedel                                    | Señores de Berbedel                                    | Señores de Berbedel                              | Señores de Berbedel                              |                                                                           |                                                                           |                                                                           |                                                                           |                                                                           |                                                                           |                                                      |                                                      |                                                      |                                                      |                            |                            |                            |                            |                                                  |                                                  |                                                  |                                                  |                                                  |                                                  |                                       |                                       |                                       |                                       |  |  |  |  |  |  |  |  |  |  |  |  |  |  |  |  |
|                                                                                     |                                                                                     |                                                                                     |                                                                                     |                                                                                     |                                                                                     |                                                                                               |                                                                                               |                                                                                               |                                                                                               |                                                                                               |                                                                                               |                                                                                                  |                                                                                                  |                                                                                                  |                                                                                                  |                                                                                                  |                                                                                                  |                                                   |                                                   | | | | | | |                                                                                     |                                                                                     |                                                                                     |                                                                                     | | | | | | |                                                                                               |                                                                                               |                                                                                               |                                                                                               |                              |                              |                                           |                                           |                                               |                                           |                                                        |                                                        |                                                        |                                                        |                                                        |                                                        |                                                  |                                                  |                                                                           |                                                                           |                                                                           |                                                                           |                                                                           |                                                                           |                                                      |                                                      |                                                      |                                                      |                            |                            |                            |                            |                                                  |                                                  |                                                  |                                                  |                                                  |                                                  |                                       |                                       |                                       |                                       |  |  |  |  |  |  |  |  |  |  |  |  |  |  |  |  |
| Juana de Toledo                                                                     | Juana de Toledo                                                                     | Juana de Toledo                                                                     | Juana de Toledo                                                                     | Juana de Toledo                                                                     | Juana de Toledo                                                                     |                                                                                               |                                                                                               | Hernando Ximénez de Urrea †1544                                                               | Hernando Ximénez de Urrea †1544                                                               | Hernando Ximénez de Urrea †1544                                                               | Hernando Ximénez de Urrea †1544                                                               | Hernando Ximénez de Urrea †1544                                                                  | Hernando Ximénez de Urrea †1544                                                                  |                                                                                                  |                                                                                                  | Aldonza Ximénez de Urrea                                                                         | Aldonza Ximénez de Urrea                                                                         | Aldonza Ximénez de Urrea                          | Aldonza Ximénez de Urrea                          | Aldonza Ximénez de Urrea                                                                                 | Aldonza Ximénez de Urrea                                                                                 | | | Beatriz Ximénez de Urrea                                                                                 | Beatriz Ximénez de Urrea                                                                                 | Beatriz Ximénez de Urrea                                                            | Beatriz Ximénez de Urrea                                                            | Beatriz Ximénez de Urrea                                                            | Beatriz Ximénez de Urrea                                                            | | | Ana Ximénez de Urrea                                                                                     | Ana Ximénez de Urrea                                                                                     | Ana Ximénez de Urrea                                                                                     | Ana Ximénez de Urrea                                                                                     | Ana Ximénez de Urrea                                                                          | Ana Ximénez de Urrea                                                                          |                                                                                               |                                                                                               | Manuel de Urrea a.1510-†1581 | Manuel de Urrea a.1510-†1581 | Manuel de Urrea a.1510-†1581              | Manuel de Urrea a.1510-†1581              | Manuel de Urrea a.1510-†1581                  | Manuel de Urrea a.1510-†1581              | Pedro de Urrea d.1510-†1536 Juan de Urrea a.1517-†1524 | Pedro de Urrea d.1510-†1536 Juan de Urrea a.1517-†1524 | Pedro de Urrea d.1510-†1536 Juan de Urrea a.1517-†1524 | Pedro de Urrea d.1510-†1536 Juan de Urrea a.1517-†1524 | Pedro de Urrea d.1510-†1536 Juan de Urrea a.1517-†1524 | Pedro de Urrea d.1510-†1536 Juan de Urrea a.1517-†1524 | Miguel de Urrea d.1510-†                         | Miguel de Urrea d.1510-†                         | Miguel de Urrea d.1510-†                                                  | Miguel de Urrea d.1510-†                                                  | Miguel de Urrea d.1510-†                                                  | Miguel de Urrea d.1510-†                                                  | Lope de Urrea a.1510-†1562 casado con Mariana de Mur                      | Lope de Urrea a.1510-†1562 casado con Mariana de Mur                      | Lope de Urrea a.1510-†1562 casado con Mariana de Mur | Lope de Urrea a.1510-†1562 casado con Mariana de Mur | Lope de Urrea a.1510-†1562 casado con Mariana de Mur | Lope de Urrea a.1510-†1562 casado con Mariana de Mur | Catalina de Urrea d.1510-† | Catalina de Urrea d.1510-† | Catalina de Urrea d.1510-† | Catalina de Urrea d.1510-† | Catalina de Urrea d.1510-†                       | Catalina de Urrea d.1510-†                       |                                                  |                                                  | Juan Perez de Almazán señor de Maella            | Juan Perez de Almazán señor de Maella            | Juan Perez de Almazán señor de Maella | Juan Perez de Almazán señor de Maella | Juan Perez de Almazán señor de Maella | Juan Perez de Almazán señor de Maella |  |  |  |  |  |  |  |  |  |  |  |  |  |  |  |  |
| Juana de Toledo                                                                     | Juana de Toledo                                                                     | Juana de Toledo                                                                     | Juana de Toledo                                                                     | Juana de Toledo                                                                     | Juana de Toledo                                                                     |                                                                                               |                                                                                               | Hernando Ximénez de Urrea †1544                                                               | Hernando Ximénez de Urrea †1544                                                               | Hernando Ximénez de Urrea †1544                                                               | Hernando Ximénez de Urrea †1544                                                               | Hernando Ximénez de Urrea †1544                                                                  | Hernando Ximénez de Urrea †1544                                                                  |                                                                                                  |                                                                                                  | Aldonza Ximénez de Urrea                                                                         | Aldonza Ximénez de Urrea                                                                         | Aldonza Ximénez de Urrea                          | Aldonza Ximénez de Urrea                          | Aldonza Ximénez de Urrea                                                                                 | Aldonza Ximénez de Urrea                                                                                 | | | Beatriz Ximénez de Urrea                                                                                 | Beatriz Ximénez de Urrea                                                                                 | Beatriz Ximénez de Urrea                                                            | Beatriz Ximénez de Urrea                                                            | Beatriz Ximénez de Urrea                                                            | Beatriz Ximénez de Urrea                                                            | | | Ana Ximénez de Urrea                                                                                     | Ana Ximénez de Urrea                                                                                     | Ana Ximénez de Urrea                                                                                     | Ana Ximénez de Urrea                                                                                     | Ana Ximénez de Urrea                                                                          | Ana Ximénez de Urrea                                                                          |                                                                                               |                                                                                               | Manuel de Urrea a.1510-†1581 | Manuel de Urrea a.1510-†1581 | Manuel de Urrea a.1510-†1581              | Manuel de Urrea a.1510-†1581              | Manuel de Urrea a.1510-†1581                  | Manuel de Urrea a.1510-†1581              | Pedro de Urrea d.1510-†1536 Juan de Urrea a.1517-†1524 | Pedro de Urrea d.1510-†1536 Juan de Urrea a.1517-†1524 | Pedro de Urrea d.1510-†1536 Juan de Urrea a.1517-†1524 | Pedro de Urrea d.1510-†1536 Juan de Urrea a.1517-†1524 | Pedro de Urrea d.1510-†1536 Juan de Urrea a.1517-†1524 | Pedro de Urrea d.1510-†1536 Juan de Urrea a.1517-†1524 | Miguel de Urrea d.1510-†                         | Miguel de Urrea d.1510-†                         | Miguel de Urrea d.1510-†                                                  | Miguel de Urrea d.1510-†                                                  | Miguel de Urrea d.1510-†                                                  | Miguel de Urrea d.1510-†                                                  | Lope de Urrea a.1510-†1562 casado con Mariana de Mur                      | Lope de Urrea a.1510-†1562 casado con Mariana de Mur                      | Lope de Urrea a.1510-†1562 casado con Mariana de Mur | Lope de Urrea a.1510-†1562 casado con Mariana de Mur | Lope de Urrea a.1510-†1562 casado con Mariana de Mur | Lope de Urrea a.1510-†1562 casado con Mariana de Mur | Catalina de Urrea d.1510-† | Catalina de Urrea d.1510-† | Catalina de Urrea d.1510-† | Catalina de Urrea d.1510-† | Catalina de Urrea d.1510-†                       | Catalina de Urrea d.1510-†                       |                                                  |                                                  | Juan Perez de Almazán señor de Maella            | Juan Perez de Almazán señor de Maella            | Juan Perez de Almazán señor de Maella | Juan Perez de Almazán señor de Maella | Juan Perez de Almazán señor de Maella | Juan Perez de Almazán señor de Maella |  |  |  |  |  |  |  |  |  |  |  |  |  |  |  |  |
|                                                                                     |                                                                                     |                                                                                     |                                                                                     |                                                                                     |                                                                                     |                                                                                               |                                                                                               |                                                                                               |                                                                                               |                                                                                               |                                                                                               |                                                                                                  |                                                                                                  |                                                                                                  |                                                                                                  |                                                                                                  |                                                                                                  |                                                   |                                                   | | | | | | |                                                                                     |                                                                                     |                                                                                     |                                                                                     | | | | | | |                                                                                               |                                                                                               |                                                                                               |                                                                                               |                              |                              |                                           |                                           |                                               |                                           |                                                        |                                                        | Sebastián de Hervás, señor de Mozota y Mezalocha       | Sebastián de Hervás, señor de Mozota y Mezalocha       | Sebastián de Hervás, señor de Mozota y Mezalocha       | Sebastián de Hervás, señor de Mozota y Mezalocha       | Sebastián de Hervás, señor de Mozota y Mezalocha | Sebastián de Hervás, señor de Mozota y Mezalocha |                                                                           |                                                                           |                                                                           |                                                                           |                                                                           |                                                                           |                                                      |                                                      |                                                      |                                                      |                            |                            |                            |                            | Herederos del Condado de Aranda en el siglo XVII | Herederos del Condado de Aranda en el siglo XVII | Herederos del Condado de Aranda en el siglo XVII | Herederos del Condado de Aranda en el siglo XVII | Herederos del Condado de Aranda en el siglo XVII | Herederos del Condado de Aranda en el siglo XVII |                                       |                                       |                                       |                                       |  |  |  |  |  |  |  |  |  |  |  |  |  |  |  |  |
|                                                                                     |                                                                                     |                                                                                     |                                                                                     |                                                                                     |                                                                                     |                                                                                               |                                                                                               |                                                                                               |                                                                                               |                                                                                               |                                                                                               |                                                                                                  |                                                                                                  |                                                                                                  |                                                                                                  |                                                                                                  |                                                                                                  |                                                   |                                                   | | | | | | |                                                                                     |                                                                                     |                                                                                     |                                                                                     | | | | | | |                                                                                               |                                                                                               |                                                                                               |                                                                                               |                              |                              |                                           |                                           |                                               |                                           |                                                        |                                                        | Sebastián de Hervás, señor de Mozota y Mezalocha       | Sebastián de Hervás, señor de Mozota y Mezalocha       | Sebastián de Hervás, señor de Mozota y Mezalocha       | Sebastián de Hervás, señor de Mozota y Mezalocha       | Sebastián de Hervás, señor de Mozota y Mezalocha | Sebastián de Hervás, señor de Mozota y Mezalocha |                                                                           |                                                                           |                                                                           |                                                                           |                                                                           |                                                                           |                                                      |                                                      |                                                      |                                                      |                            |                            |                            |                            | Herederos del Condado de Aranda en el siglo XVII | Herederos del Condado de Aranda en el siglo XVII | Herederos del Condado de Aranda en el siglo XVII | Herederos del Condado de Aranda en el siglo XVII | Herederos del Condado de Aranda en el siglo XVII | Herederos del Condado de Aranda en el siglo XVII |                                       |                                       |                                       |                                       |  |  |  |  |  |  |  |  |  |  |  |  |  |  |  |  |
|                                                                                     |                                                                                     |                                                                                     |                                                                                     |                                                                                     |                                                                                     |                                                                                               |                                                                                               |                                                                                               |                                                                                               |                                                                                               |                                                                                               |                                                                                                  |                                                                                                  |                                                                                                  |                                                                                                  |                                                                                                  |                                                                                                  |                                                   |                                                   | | | | | | |                                                                                     |                                                                                     |                                                                                     |                                                                                     | | | | | | |                                                                                               |                                                                                               |                                                                                               |                                                                                               |                              |                              |                                           |                                           |                                               |                                           |                                                        |                                                        |                                                        |                                                        |                                                        |                                                        |                                                  |                                                  |                                                                           |                                                                           |                                                                           |                                                                           |                                                                           |                                                                           |                                                      |                                                      |                                                      |                                                      |                            |                            |                            |                            |                                                  |                                                  |                                                  |                                                  |                                                  |                                                  |                                       |                                       |                                       |                                       |  |  |  |  |  |  |  |  |  |  |  |  |  |  |  |  |
|                                                                                     |                                                                                     |                                                                                     |                                                                                     |                                                                                     |                                                                                     |                                                                                               |                                                                                               |                                                                                               |                                                                                               |                                                                                               |                                                                                               |                                                                                                  |                                                                                                  |                                                                                                  |                                                                                                  |                                                                                                  |                                                                                                  |                                                   |                                                   | | | | | | |                                                                                     |                                                                                     |                                                                                     |                                                                                     | | | | | | |                                                                                               |                                                                                               |                                                                                               |                                                                                               |                              |                              |                                           |                                           |                                               |                                           |                                                        |                                                        |                                                        |                                                        |                                                        |                                                        |                                                  |                                                  |                                                                           |                                                                           |                                                                           |                                                                           |                                                                           |                                                                           |                                                      |                                                      |                                                      |                                                      |                            |                            |                            |                            |                                                  |                                                  |                                                  |                                                  |                                                  |                                                  |                                       |                                       |                                       |                                       |  |  |  |  |  |  |  |  |  |  |  |  |  |  |  |  |
| Juan Ximénez de Urrea y Enríquez 1546-1586 III Conde de Aranda VI Vizconde de Rueda | Juan Ximénez de Urrea y Enríquez 1546-1586 III Conde de Aranda VI Vizconde de Rueda | Juan Ximénez de Urrea y Enríquez 1546-1586 III Conde de Aranda VI Vizconde de Rueda | Juan Ximénez de Urrea y Enríquez 1546-1586 III Conde de Aranda VI Vizconde de Rueda | Juan Ximénez de Urrea y Enríquez 1546-1586 III Conde de Aranda VI Vizconde de Rueda | Juan Ximénez de Urrea y Enríquez 1546-1586 III Conde de Aranda VI Vizconde de Rueda | María Ximénez de Urrea casada en 1553 pero sin descendencia                                   | María Ximénez de Urrea casada en 1553 pero sin descendencia                                   | María Ximénez de Urrea casada en 1553 pero sin descendencia                                   | María Ximénez de Urrea casada en 1553 pero sin descendencia                                   | María Ximénez de Urrea casada en 1553 pero sin descendencia                                   | María Ximénez de Urrea casada en 1553 pero sin descendencia                                   |                                                                                                  |                                                                                                  | Diego Enríquez de Guzmán V Conde de Alba de Liste                                                | Diego Enríquez de Guzmán V Conde de Alba de Liste                                                | Diego Enríquez de Guzmán V Conde de Alba de Liste                                                | Diego Enríquez de Guzmán V Conde de Alba de Liste                                                | Diego Enríquez de Guzmán V Conde de Alba de Liste | Diego Enríquez de Guzmán V Conde de Alba de Liste | Catalina de Urrea                                                                                        | Catalina de Urrea                                                                                        | Catalina de Urrea                                                                                        | Catalina de Urrea                                                                                        | Catalina de Urrea                                                                                        | Catalina de Urrea                                                                                        |                                                                                     |                                                                                     | Juan de Lanuza y Perellós 50ºJusticia de Aragón                                     | Juan de Lanuza y Perellós 50ºJusticia de Aragón                                     | Juan de Lanuza y Perellós 50ºJusticia de Aragón                                                          | Juan de Lanuza y Perellós 50ºJusticia de Aragón                                                          | Juan de Lanuza y Perellós 50ºJusticia de Aragón                                                          | Juan de Lanuza y Perellós 50ºJusticia de Aragón                                                          | | | Tristán de Urrea                                                                              | Tristán de Urrea                                                                              | Tristán de Urrea                                                                              | Tristán de Urrea                                                                              | Tristán de Urrea             | Tristán de Urrea             |                                           |                                           | Francisca Hervás                              | Francisca Hervás                          | Francisca Hervás                                       | Francisca Hervás                                       | Francisca Hervás                                       | Francisca Hervás                                       | Manuela Hervás                                         | Manuela Hervás                                         | Manuela Hervás                                   | Manuela Hervás                                   | Manuela Hervás                                                            | Manuela Hervás                                                            |                                                                           |                                                                           | Luis de Urrea                                                             | Luis de Urrea                                                             | Luis de Urrea                                        | Luis de Urrea                                        | Luis de Urrea                                        | Luis de Urrea                                        |                            |                            |                            |                            |                                                  |                                                  |                                                  |                                                  |                                                  |                                                  |                                       |                                       |                                       |                                       |  |  |  |  |  |  |  |  |  |  |  |  |  |  |  |  |
| Juan Ximénez de Urrea y Enríquez 1546-1586 III Conde de Aranda VI Vizconde de Rueda | Juan Ximénez de Urrea y Enríquez 1546-1586 III Conde de Aranda VI Vizconde de Rueda | Juan Ximénez de Urrea y Enríquez 1546-1586 III Conde de Aranda VI Vizconde de Rueda | Juan Ximénez de Urrea y Enríquez 1546-1586 III Conde de Aranda VI Vizconde de Rueda | Juan Ximénez de Urrea y Enríquez 1546-1586 III Conde de Aranda VI Vizconde de Rueda | Juan Ximénez de Urrea y Enríquez 1546-1586 III Conde de Aranda VI Vizconde de Rueda | María Ximénez de Urrea casada en 1553 pero sin descendencia                                   | María Ximénez de Urrea casada en 1553 pero sin descendencia                                   | María Ximénez de Urrea casada en 1553 pero sin descendencia                                   | María Ximénez de Urrea casada en 1553 pero sin descendencia                                   | María Ximénez de Urrea casada en 1553 pero sin descendencia                                   | María Ximénez de Urrea casada en 1553 pero sin descendencia                                   |                                                                                                  |                                                                                                  | Diego Enríquez de Guzmán V Conde de Alba de Liste                                                | Diego Enríquez de Guzmán V Conde de Alba de Liste                                                | Diego Enríquez de Guzmán V Conde de Alba de Liste                                                | Diego Enríquez de Guzmán V Conde de Alba de Liste                                                | Diego Enríquez de Guzmán V Conde de Alba de Liste | Diego Enríquez de Guzmán V Conde de Alba de Liste | Catalina de Urrea                                                                                        | Catalina de Urrea                                                                                        | Catalina de Urrea                                                                                        | Catalina de Urrea                                                                                        | Catalina de Urrea                                                                                        | Catalina de Urrea                                                                                        |                                                                                     |                                                                                     | Juan de Lanuza y Perellós 50ºJusticia de Aragón                                     | Juan de Lanuza y Perellós 50ºJusticia de Aragón                                     | Juan de Lanuza y Perellós 50ºJusticia de Aragón                                                          | Juan de Lanuza y Perellós 50ºJusticia de Aragón                                                          | Juan de Lanuza y Perellós 50ºJusticia de Aragón                                                          | Juan de Lanuza y Perellós 50ºJusticia de Aragón                                                          | | | Tristán de Urrea                                                                              | Tristán de Urrea                                                                              | Tristán de Urrea                                                                              | Tristán de Urrea                                                                              | Tristán de Urrea             | Tristán de Urrea             |                                           |                                           | Francisca Hervás                              | Francisca Hervás                          | Francisca Hervás                                       | Francisca Hervás                                       | Francisca Hervás                                       | Francisca Hervás                                       | Manuela Hervás                                         | Manuela Hervás                                         | Manuela Hervás                                   | Manuela Hervás                                   | Manuela Hervás                                                            | Manuela Hervás                                                            |                                                                           |                                                                           | Luis de Urrea                                                             | Luis de Urrea                                                             | Luis de Urrea                                        | Luis de Urrea                                        | Luis de Urrea                                        | Luis de Urrea                                        |                            |                            |                            |                            |                                                  |                                                  |                                                  |                                                  |                                                  |                                                  |                                       |                                       |                                       |                                       |  |  |  |  |  |  |  |  |  |  |  |  |  |  |  |  |